# Lannion
Lannion (/la.njɔ̃/) est une commune française située dans le département des Côtes-d'Armor, en région Bretagne. Ses habitants sont appelés les Lannionnais.
La commune actuelle est formée de la fusion des communes de Lannion, Brélévenez, Buhulien, Loguivy-lès-Lannion et Servel en 1961.

## Géographie

### Communes limitrophes
| Manche Trébeurden | Pleumeur-Bodou Perros-Guirec (par un quadripoint) Saint-Quay-Perros | Louannec            |
| Manche Ploulec'h  | Lannion                                                             | Rospez              |
| Ploulec'h         | Tonquédec Ploubezre Ploulec'h                                       | Caouënnec-Lanvézéac |

### Description
Lannion est une ville-pont sur le Léguer. La proximité de l'embouchure du Léguer fait varier le niveau du fleuve au centre-ville de plusieurs mètres en fonction des marées. Cette caractéristique a permis l'établissement d'un gué dans les temps les plus reculés au niveau du pont de Kermaria, point où s'arrête l'influence des marées (preuve existante à proximité de la rue Saint-Christophe-le-Passeur). Cette particularité sera mise à profit pour la construction en 1992 d'un stade d'eau vive marémoteur. Un barrage permet de retenir l'eau amenée par la marée montante et de la relâcher dans un parcours artificiel à marée descendante.
La baie de Lannion est le nom donné à la partie de la Manche située à proximité.

### Estuaire du Léguer et le port
Lannion est un port situé au fond de l'estuaire, une ria, du Léguer. Mais l'intérêt de ce port reste secondaire car ce fleuve côtier au niveau de son estuaire est étroit et sinueux, asséchant presque entièrement à marée basse et son entrée est barrée par un banc de sable qui avance à près de 400 mètres de la Pointe du Dourven. « La navigation sur cette rivière est très délicate à cause des coudes brusques qu'elle forme ; aussi doit-on prendre un pilote (...) car l'échouage n'est pas sans danger partout ailleurs qu'au Yaudet ».
L'équipement du port est longtemps resté très rudimentaire. Lannion exportant  des fils de lin et du chanvre (des "gratiennes", du nom de la paroisse de Grâces, près de Guingamp. Il a fallu attendre le milieu du XVIIIe siècle pour voir débuter la modernisation des quais du Léguer.

### Cadre géologique

Carte géologique du Massif armoricain, avec au nord-est le batholite mancellien et ses nombreux plutons de granite cadomien (Trégor, Lanhélin, Louvigné, Vire, Avranches…). Ce batholite dessine une ellipse de 150 km (d'Alençon à la Rance) sur 90 km (de Vitré à Vire).

Lannion est localisée à l'extrémité occidentale du domaine nord armoricain, dans le Massif armoricain qui est le résultat de trois chaînes de montagnes successives. Le site géologique de Lannion se situe plus précisément dans un bassin sédimentaire essentiellement briovérien limité au nord par un important massif granitique cadomien, le batholite nord-trégorrois. Ce pluton fait partie d'un ensemble plus vaste, le batholite mancellien,.
L'histoire géologique de la région est marquée par la chaîne cadomienne. À la fin du Précambrien supérieur, les sédiments briovériens environnants (formations volcano-sédimentaires) sont fortement déformés, plissés et métamorphisés par le cycle cadomien, formant des schistes argileux, les schistes tuffacés de Locquirec, les brèches et tufs carbonifères du Dourduff. Cette chaîne montagneuse, qui devait culminer à environ 4 000 m, donne naissance à des massifs granitiques (dont le batholite côtier nord-trégorrois associé à un volcanisme d'arc insulaire et daté à 615 Ma),.

Dans le domaine continental, l'épaississement consécutif à l'orogenèse cadomienne, provoque la fusion crustale à l'origine de la mise en place des dômes anatectiques (migmatites de Guingamp et Saint-Malo au sud-est de Lannion) qui est datée entre 560 et 540 Ma.
L'orogenèse hercynienne qui a donné une chaîne montagneuse atteignant 6 000 m, s'accompagne d'un métamorphisme et d'un magmatisme qui se manifeste par un important plutonisme : le chapelet nord de granites rouges tardifs (ceinture batholitique de granites individualisée pour la première fois par le géologue Charles Barrois en 1909), formant de Flamanville à Ouessant un alignement de direction cadomienne, contrôlé par les grands accidents directionnels WSW-ENE, datés de 300 Ma, correspond à un magmatisme permien. Le massif granitique de Plouaret au sud de Lannion, lié au fonctionnement du cisaillement nord-armoricain, fait partie de ce chapelet.
La commune se situe ainsi dans un pays de basses collines aux sommets aplanis, appartenant à un couloir topographique et tectonique qui va de la baie de Lannion à la baie de Saint-Brieuc. Creusée par l'érosion dans des formations schisteuses volcano-sédimentaires et métamorphiques, cette dépression est limitée au Nord, à l'Ouest et au Sud par trois massifs granitiques et des bordures escarpées commandées par des failles.
Une promenade géologique dans la commune permet de découvrir l'utilisation de pierres proximales (privilégiées pour des raisons de coût), témoignant de la diversité de la palette lithologique que l'évolution géologique a conféré au territoire lanionnais. Depuis l'époque romane, ces constructions sont un marqueur de la richesse du substrat géologique local et déterminent pour partie le rang social des propriétaires.

Ces pierres proximales sont les schistes argileux qui fournissent de médiocres moellons à la teinte brunâtre ; des schistes tuffacés qui livrent des moellons et des ardoises très épaisses, sortes de lauzes, mais aussi de grandes dalles, recherchées naguère pour les recouvrements des sols et les plaques tumulaires ; et des granitoïdes dont le minéralogiste Beudant disait qu'on les utilise dans les œuvres dont « on veut éterniser la durée » (granite du Yaudet ; diorites et granodiorites issus du massif de Plouaret ; complexe granitique de Ploumanac'h sur la côte de granit rose dont le district de l'Île-Grande qui offre des granites de faciès variés, facilement transportables grâce au Léguer).

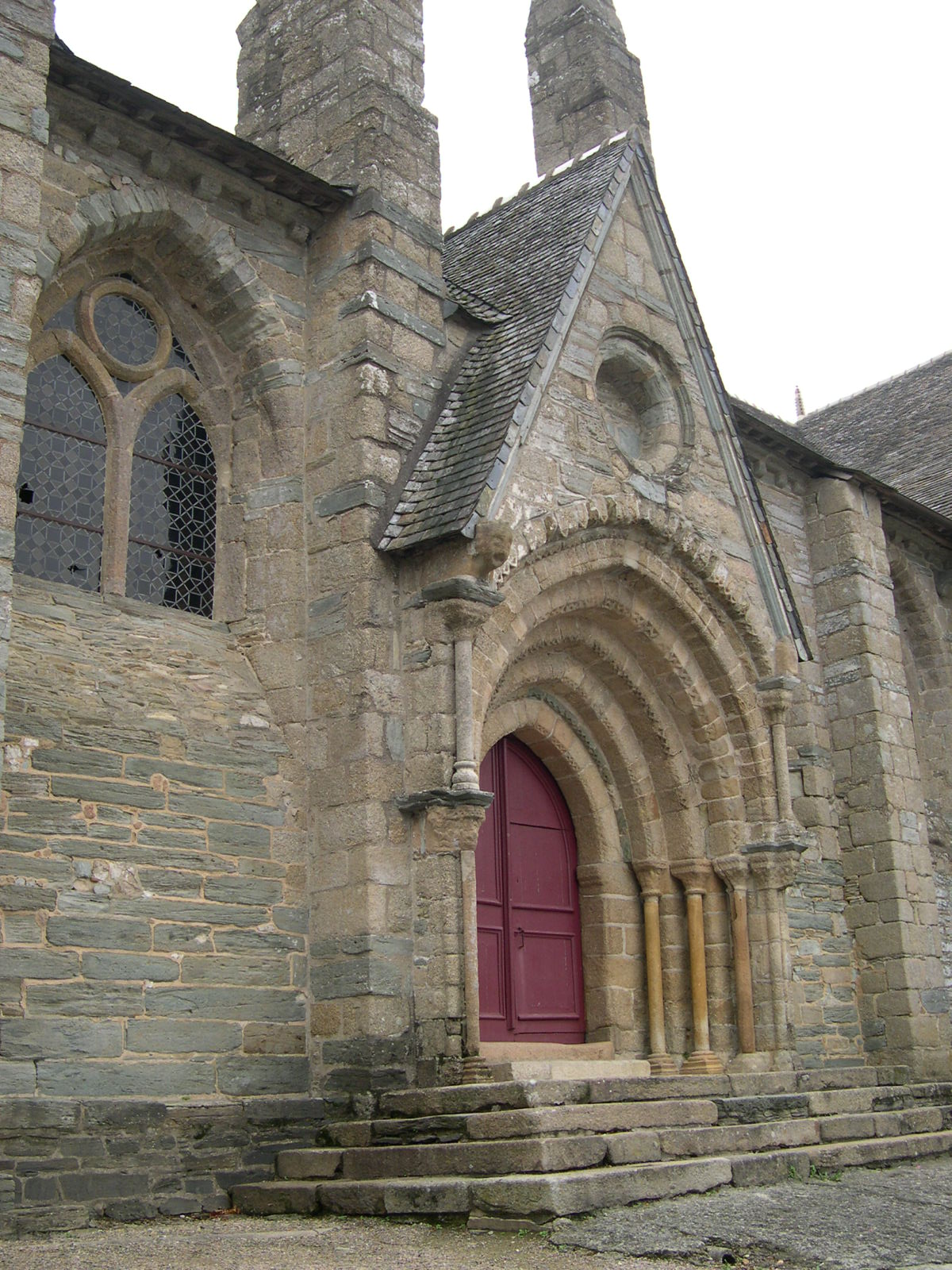
Exemple de polylithisme[Note 4], le porche sud de l'église de la Trinité de Brélévenez.
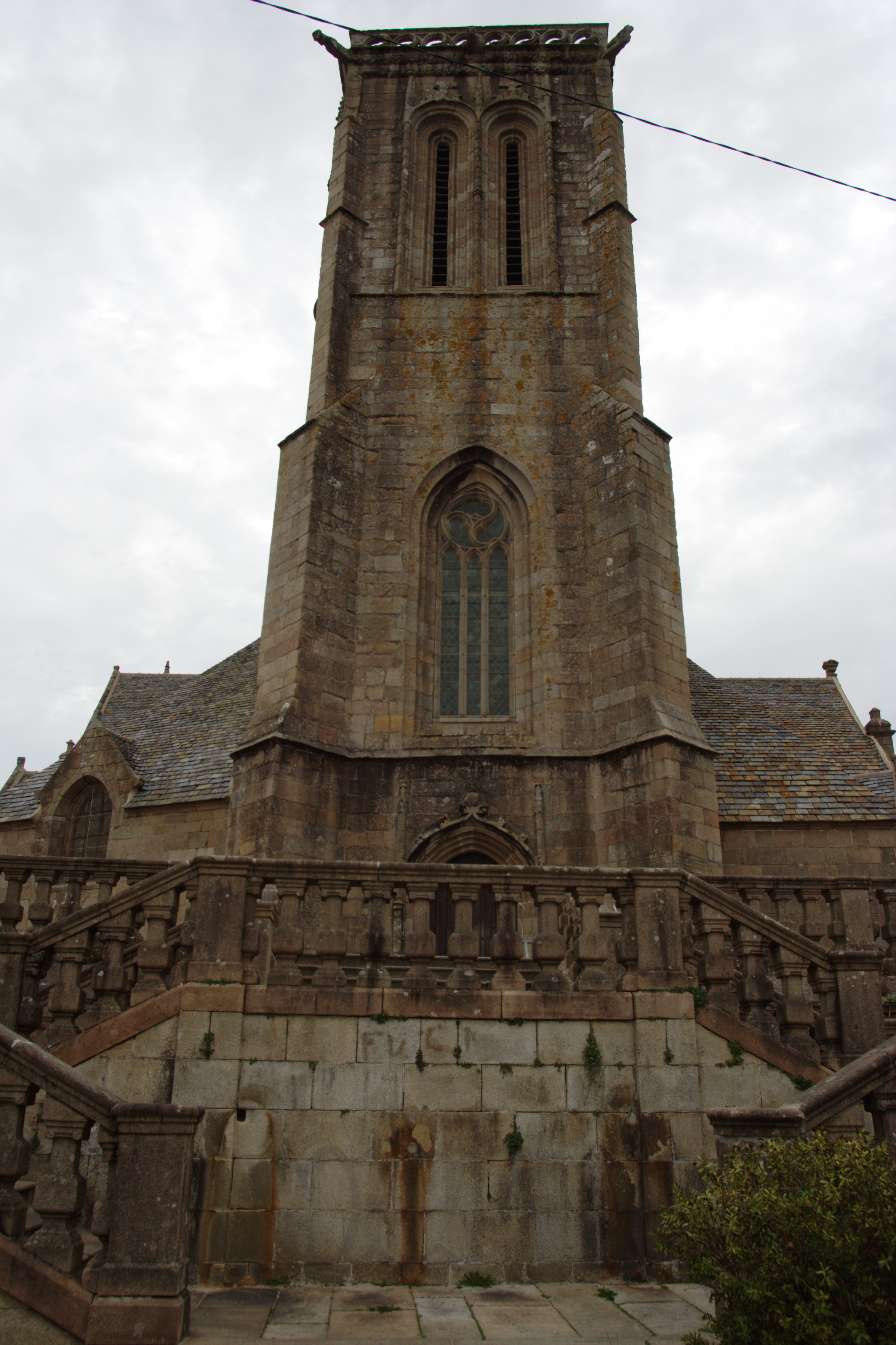
Polylithisme accusé dans la façade occidentale de l'église Saint-Jean-du-Baly[Note 5].
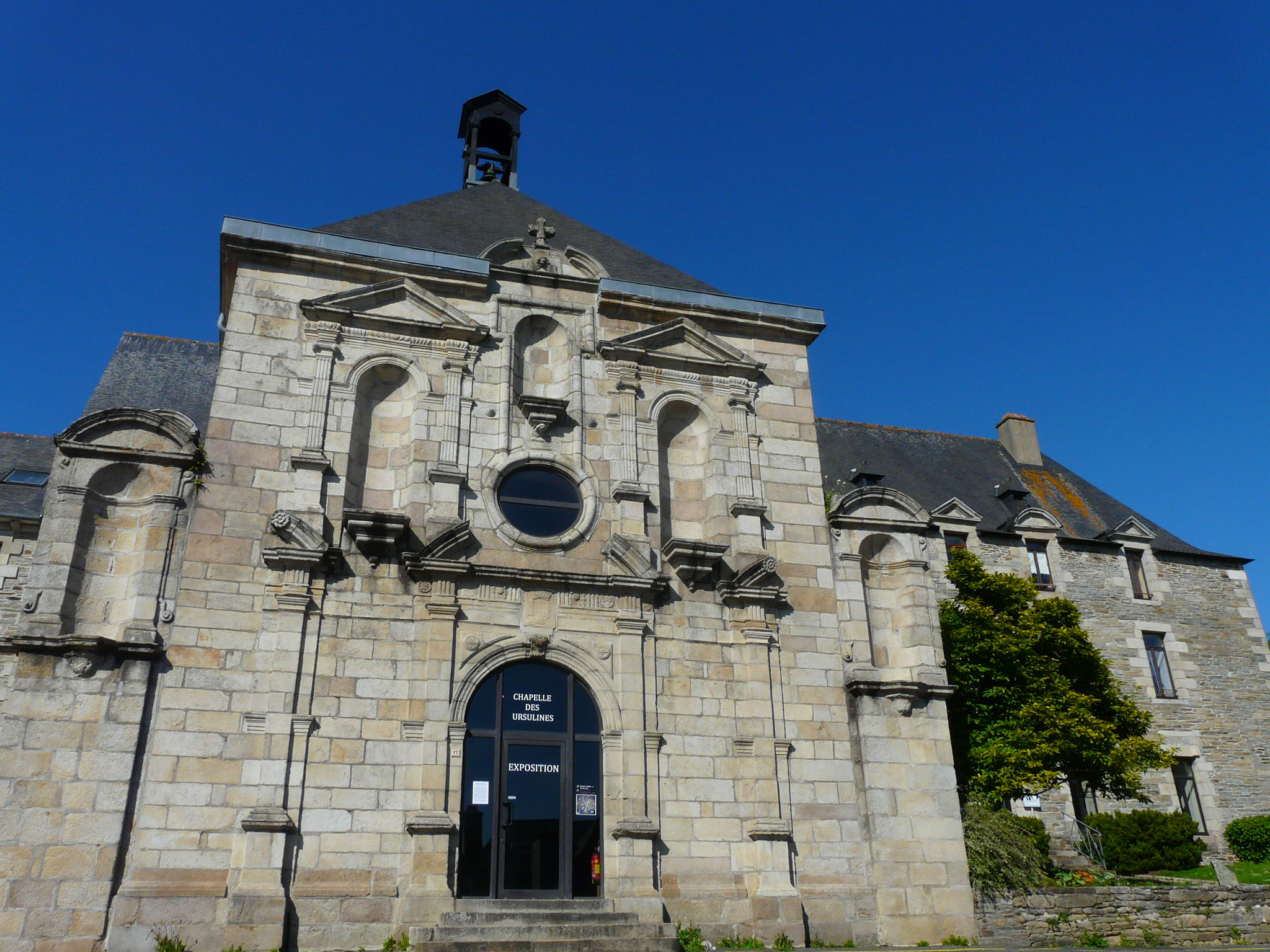
Couvent des Ursulines en moellons de schistes tuffacés et granite blanc de l'Île-Grande.
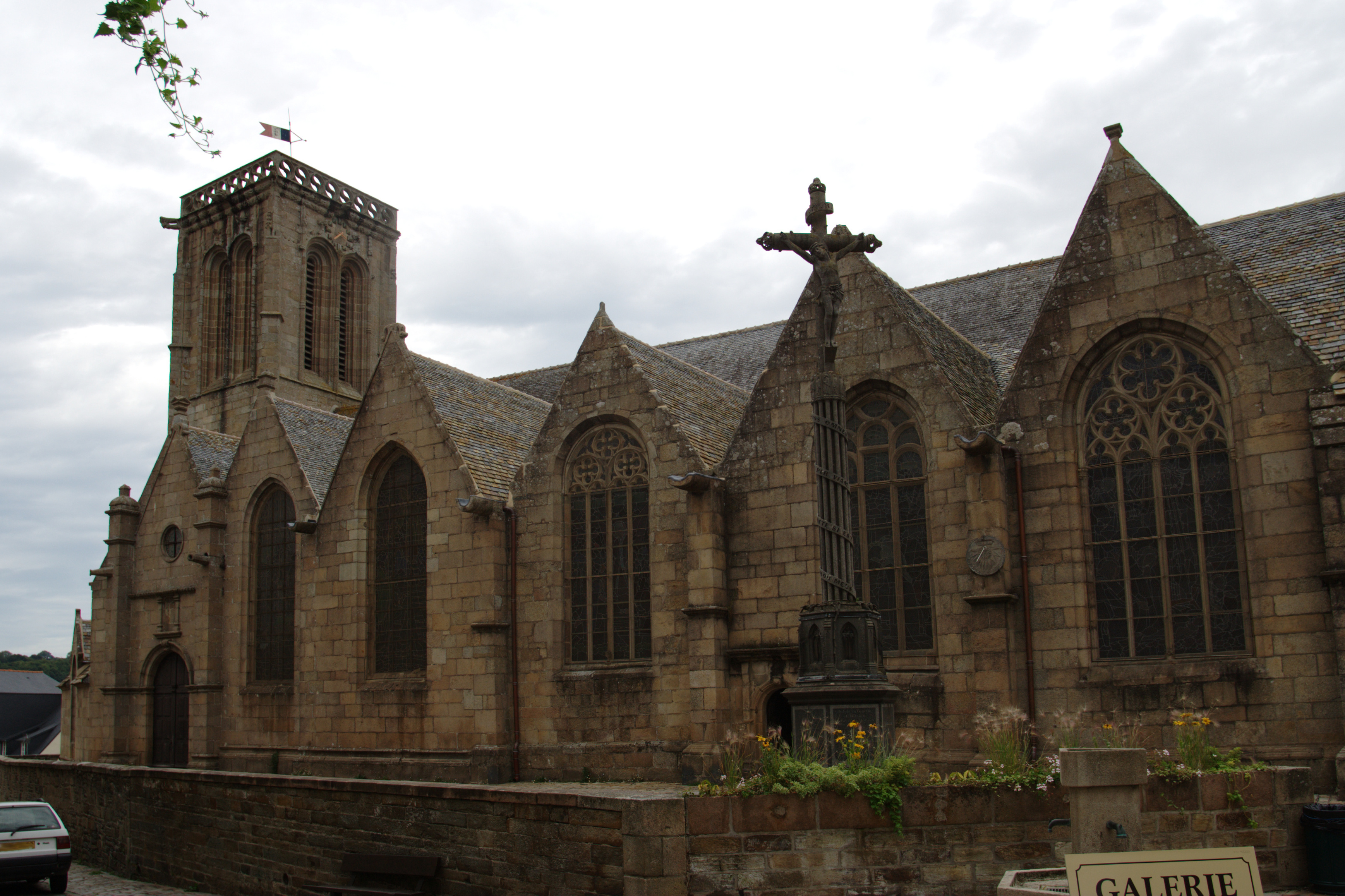
Calvaire dû à Yves Hernot (1867), en diorite de Lanvellec et kersantite.
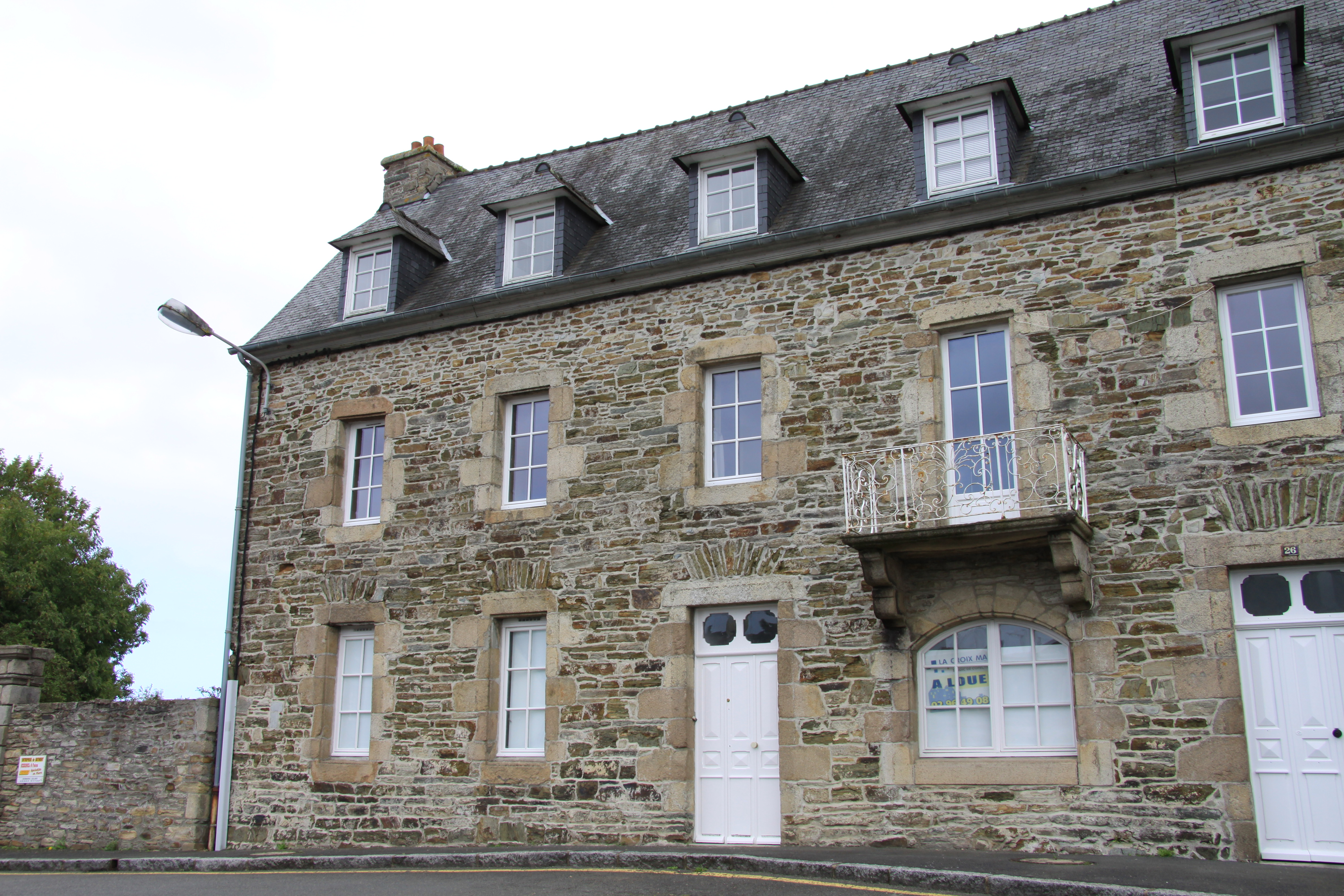
Manoir de Crec'h Ugien : murs et arcs de décharge en schistes tuffacés, encadrement et chaînage d'angle en granites de l'Île-Grande.

### Transports

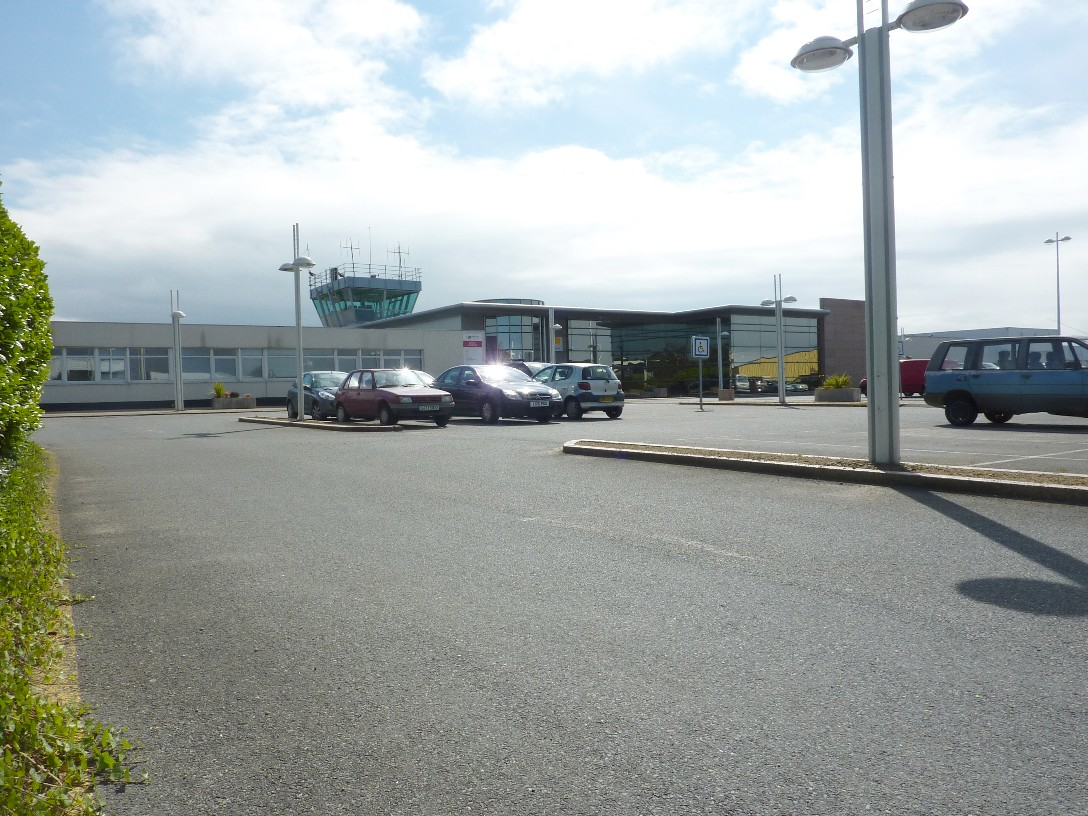
L'aéroport et son parking.

La ville de Lannion est desservie par une route à quatre voies la reliant à Guingamp sur la RN 12 (Paris-Brest). Elle est en outre dotée :
- d'un aéroport, Lannion-Côte de Granit, qui affichait un trafic annuel moyen de 30 000 passagers par an[15] avant la fermeture de la liaison avec Paris en 2018[16] ;
- d'une gare TGV depuis juillet 2000, à la suite de l'électrification de la Ligne entre Plouaret et Lannion. En basse saison, le TGV assure une liaison le vendredi soir depuis Paris avec un retour vers la capitale le dimanche soir. En haute saison, une rotation par jour est assurée en plus de la desserte des weekends. La gare est desservie quotidiennement par des TER Bretagne.

Transport en commun

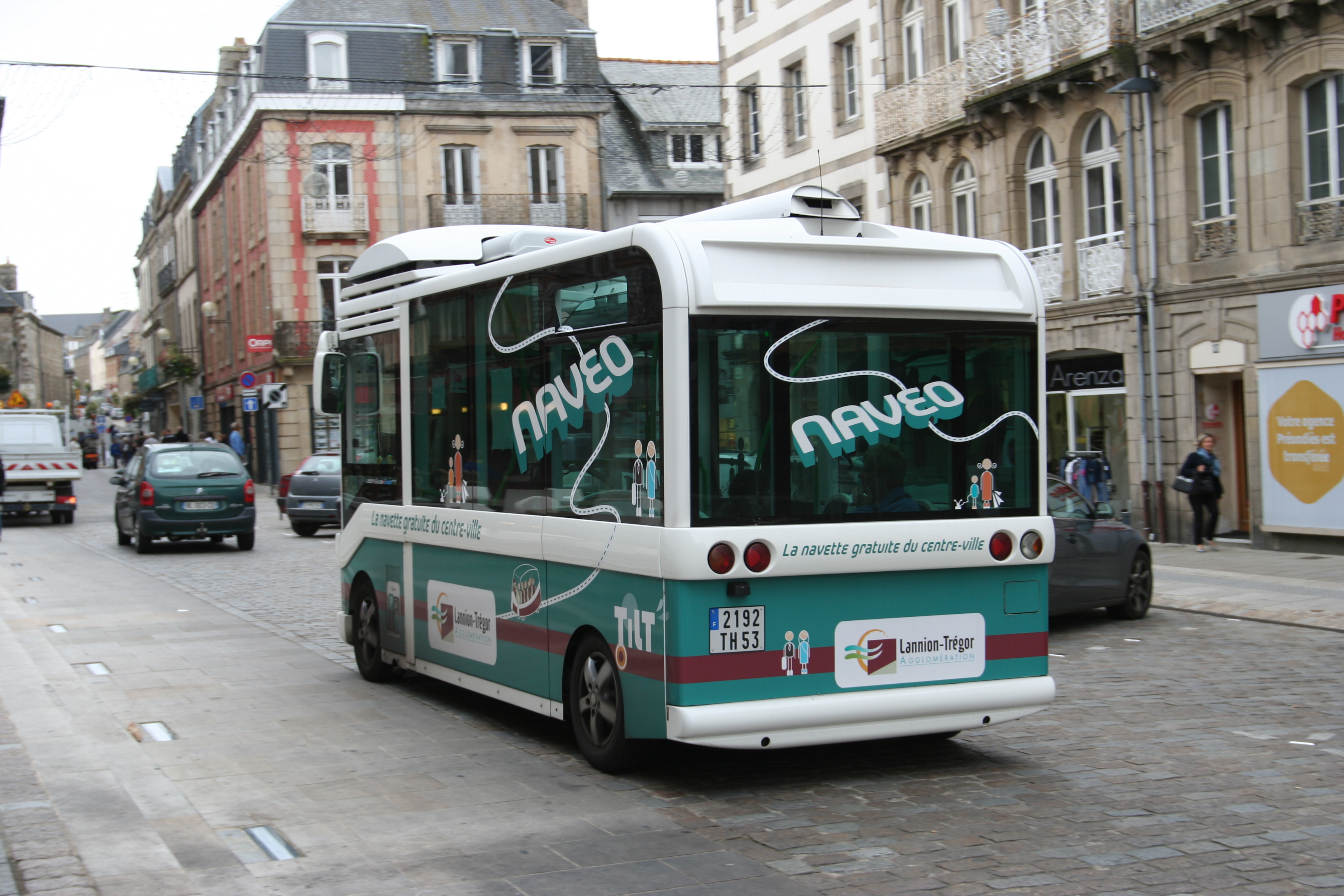
Minibus Naveo sur la place du Général-Leclerc.

Les transports sur la ville de Lannion et sa communauté d'agglomération sont quant à eux assurés par les TILT (Transports intercommunaux Lannion-Trégor), qui comportent 6 lignes.
Lannion est située à :
- 35 km de Guingamp ;
- 38 km de Morlaix ;
- 66 km de landerneau
- 69 km de Saint-Brieuc ;
- 84 km de Brest ;
- 120 km de Quimper ;
- 166 km de Rennes ;
- 212 km de Fougères ;
- 515 km de Paris.

### Hydrographie
Pour un article plus général, voir Réseau hydrographique des Côtes-d'Armor.
La commune est située dans le bassin Loire-Bretagne. Elle est drainée par le Léguer, le Guindy, le Kerlouzouen, le Kerduel et le ruisseau du Gruguil,,.
Le Léguer, d'une longueur de 58 km, prend sa source dans la commune de Bourbriac et se jette  dans la baie de Lannion sur la commune et de Trédrez-Locquémeau, après avoir traversé 15 communes. 

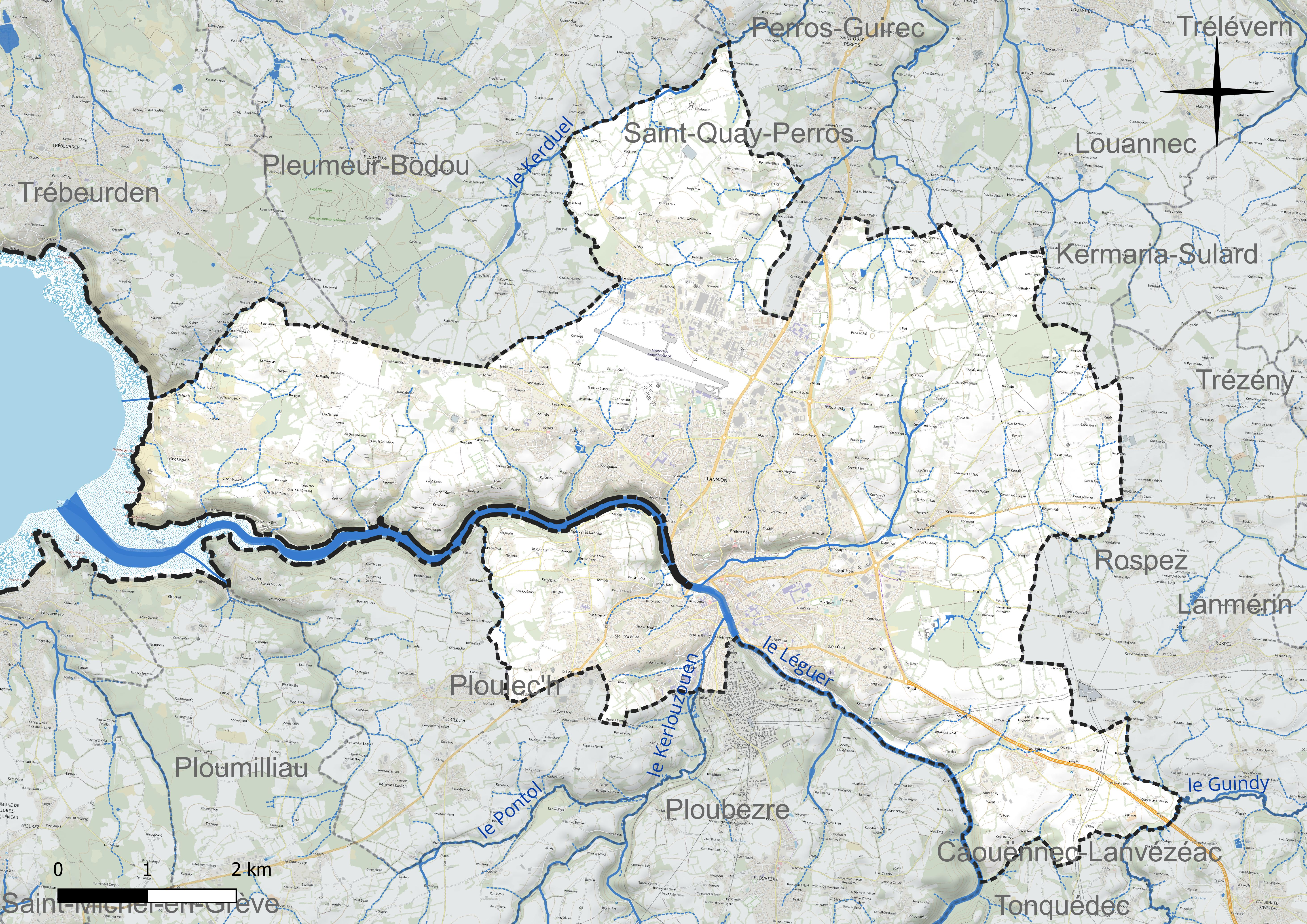
Réseau hydrographique de Lannion.

Le Guindy, d'une longueur de 43 km, prend sa source dans la commune de Louargat et se jette  dans le Jaudy à Tréguier, après avoir traversé 16 communes. 
Le Kerlouzouen, d'une longueur de 14 km, prend sa source dans la commune de Plouaret et se jette  dans le Léguer sur la commune, après avoir traversé cinq communes. 

### Climat
Le climat qui caractérise la commune est qualifié, en 2010, de « climat océanique franc », selon la typologie des climats de la France qui compte alors huit grands types de climats en métropole. En 2020, la commune ressort du type « climat océanique » dans la classification établie par Météo-France, qui ne compte désormais, en première approche, que cinq grands types de climats en métropole. Ce type de climat se traduit par des températures douces et une pluviométrie relativement abondante (en liaison avec les perturbations venant de l'Atlantique), répartie tout au long de l'année avec un léger maximum d'octobre à février.
Les paramètres climatiques qui ont permis d’établir la typologie de 2010 comportent six variables pour les températures et huit pour les précipitations, dont les valeurs correspondent à la normale 1971-2000. Les sept principales variables caractérisant la commune sont présentées dans l'encadré ci-après.
| Paramètres climatiques communaux sur la période 1971-2000 - Moyenne annuelle de température : 11,3 °C - Nombre de jours avec une température inférieure à −5 °C : 0,6 j - Nombre de jours avec une température supérieure à 30 °C : 0,2 j - Amplitude thermique annuelle : 10,1 °C - Cumuls annuels de précipitation : 851 mm - Nombre de jours de précipitation en janvier : 15 j - Nombre de jours de précipitation en juillet : 7,3 j |

Avec le changement climatique, ces variables ont évolué. Une étude réalisée en 2014 par la direction générale de l'Énergie et du Climat complétée par des études régionales prévoit en effet que la  température moyenne devrait croître et la pluviométrie moyenne baisser, avec toutefois de fortes variations régionales. La station météorologique de Météo-France installée sur la commune et mise en service en 1993 permet de connaître l'évolution des indicateurs météorologiques. Le tableau détaillé pour la période 1991-2020 est présenté ci-après.
| Mois                                             | jan.         | fév.         | mars         | avril        | mai          | juin         | jui.       | août         | sep.        | oct.         | nov.         | déc.         | année     |
| ------------------------------------------------ | ------------ | ------------ | ------------ | ------------ | ------------ | ------------ | ---------- | ------------ | ----------- | ------------ | ------------ | ------------ | --------- |
| Température minimale moyenne (°C)                | 4,4          | 4,2          | 4,9          | 6            | 8,7          | 11,4         | 13,1       | 13,3         | 11,6        | 9,7          | 6,8          | 5            | 8,3       |
| Température moyenne (°C)                         | 6,9          | 7,1          | 8,3          | 9,8          | 12,5         | 15,1         | 16,9       | 17,1         | 15,5        | 13           | 9,6          | 7,6          | 11,6      |
| Température maximale moyenne (°C)                | 9,5          | 10           | 11,6         | 13,6         | 16,3         | 18,8         | 20,6       | 20,9         | 19,4        | 16,3         | 12,4         | 10,2         | 15        |
| Record de froid (°C) date du record              | −6,3 02.1997 | −7,1 28.2018 | −4 02.2004   | −2,2 11.2006 | −0,6 13.2010 | 3,9 01.2006  | 6 31.2015  | 5,8 30.2011  | 3,3 26.2018 | −3,1 30.1997 | −4,8 29.2010 | −4,5 30.2008 | −7,1 2018 |
| Record de chaleur (°C) date du record            | 17,1 24.2016 | 22,4 27.2019 | 24,1 30.2021 | 27,6 21.2018 | 29,3 26.2017 | 32,8 30.2015 | 40 18.2022 | 35,3 09.2003 | 31 20.2003  | 29,9 01.2011 | 21 01.2015   | 17,9 19.2015 | 40 2022   |
| Précipitations (mm)                              | 95,9         | 91,5         | 66,2         | 69,5         | 63,1         | 54,5         | 53,4       | 55,1         | 52,8        | 99,7         | 105          | 122,8        | 929,5     |
| dont nombre de jours avec précipitations ≥ 1 mm  | 16,3         | 14,4         | 12,4         | 11,6         | 10,6         | 8,7          | 9,1        | 9,2          | 9           | 14           | 16,4         | 17,5         | 149,1     |
| dont nombre de jours avec précipitations ≥ 5 mm  | 7,2          | 6,9          | 4,9          | 4,6          | 4,3          | 3,6          | 3,2        | 3,3          | 3,6         | 6,2          | 7,9          | 8,8          | 64,4      |
| dont nombre de jours avec précipitations ≥ 10 mm | 2,5          | 2,5          | 1,7          | 1,8          | 1,9          | 1,6          | 1,3        | 1,5          | 1,4         | 2,8          | 3,2          | 3,8          | 25,9      |

## Urbanisme

### Typologie
Au 1er janvier 2024, Lannion est catégorisée petite ville, selon la nouvelle grille communale de densité à 7 niveaux définie par l'Insee en 2022.
Elle appartient à l'unité urbaine de Lannion, une agglomération intra-départementale dont elle est ville-centre,. Par ailleurs la commune fait partie de l'aire d'attraction de Lannion, dont elle est la commune-centre,. Cette aire, qui regroupe 40 communes, est catégorisée dans les aires de 50 000 à moins de 200 000 habitants,.
La commune, bordée par la Manche, est également une commune littorale au sens de la loi du 3 janvier 1986, dite loi littoral. Des dispositions spécifiques d’urbanisme s’y appliquent dès lors afin de préserver les espaces naturels, les sites, les paysages et l’équilibre écologique du littoral, tel le principe d'inconstructibilité, en dehors des espaces urbanisés, sur la bande littorale des 100 mètres, ou plus si le plan local d’urbanisme le prévoit.

### Occupation des sols
L'occupation des sols de la commune, telle qu'elle ressort de la base de données européenne d’occupation biophysique des sols Corine Land Cover (CLC), est marquée par l'importance des territoires agricoles (55,6 % en 2018), en diminution par rapport à 1990 (66,6 %). La répartition détaillée en 2018 est la suivante : 
zones agricoles hétérogènes (35,1 %), zones urbanisées (25,4 %), terres arables (11,3 %), prairies (9,2 %), zones industrielles ou commerciales et réseaux de communication (8,3 %), forêts (6,7 %), zones humides côtières (2 %), milieux à végétation arbustive et/ou herbacée (1,8 %), eaux maritimes (0,1 %). L'évolution de l’occupation des sols de la commune et de ses infrastructures peut être observée sur les différentes représentations cartographiques du territoire : la carte de Cassini (XVIIIe siècle), la carte d'état-major (1820-1866) et les cartes ou photos aériennes de l'IGN pour la période actuelle (1950 à aujourd'hui).

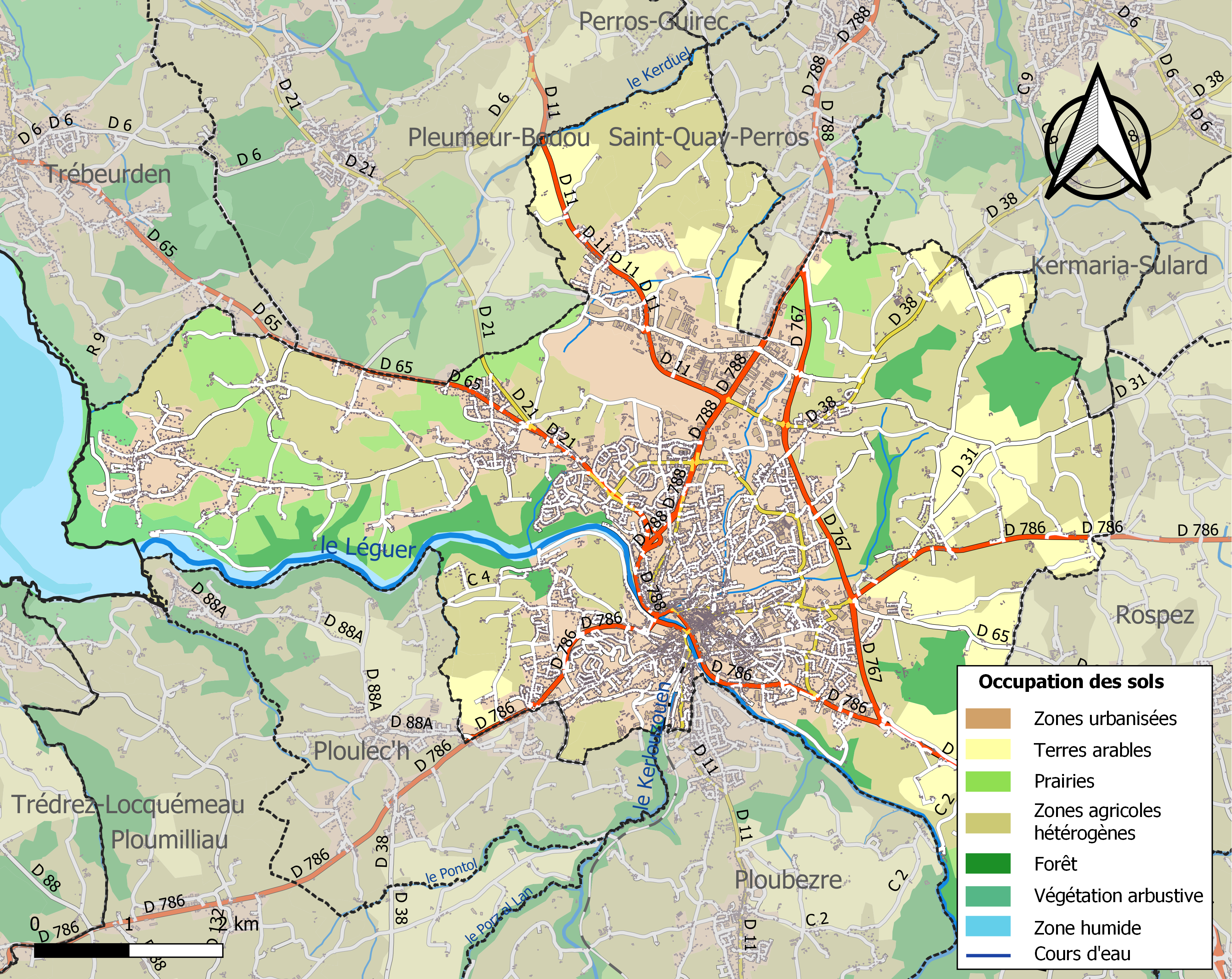
Carte des infrastructures et de l'occupation des sols de la commune en 2018 (CLC).

## Toponymie
L'origine du nom Lannion vient de « lann », qui désigne un établissement religieux créé par les Bretons du haut Moyen Âge et, selon Joseph Loth, un anthroponyme vieux-breton Iudon, qui a évolué régulièrement en Iuzon puis (i)Uon. Ce nom de *Lannyuzon a donc évolué en Lannuon, forme moderne en Langue bretonne et en « Lannion », variante évoluée puis administrativement cristallisée de la forme ancienne bretonne, devenue l'appellation officielle et administrative du duché de Bretagne, avant et après 1532, probablement aux alentours des XIIIe – XIVe siècles : Carte de l'Atelier cartographique Troadec du Conquet-Konk-Leon pour l’Histoire de la Bretagne de Bertrand d'Argentré de 1582 et 1588 : Lanion ; Carte de Nolin,1695 : Lanien ou Lanion ; puis de l'Administration française royale et républicaine et de la société francophone nobiliaire et marchande, du XVIIe siècle jusqu'à nos jours ; en résumé la forme « Lannyon » et ses variantes sont attestées de 1199 à 1516, où la forme « Lannion » apparaît, l'appellation de Lannuon étant usitée majoritairement par le peuple bretonnant.

## Histoire

### Préhistoire
Les mégalithes nombreux dans la région, témoignent de son passé ancien, sans compter les silex, haches et pierres polies appartenant aux âges préhistoriques. Les rivières nombreuses et l'or alluvionnaire dans le Massif armoricain, expliquent la présence et la richesse du développement des populations préhistoriques. Près de Lannion, le tumulus de la Motta comporte des bijoux de métal précieux.
En avril 2014, des archéologues de l'Inrap ont effectué des fouilles sur le site de Kervouric, préalablement à la construction de logements. Celui-ci surplombe une vallée encaissée du Léguer. On a ainsi retrouvé la trace de trois grandes maisons de bois et de torchis ainsi que de nombreux vestiges (céramiques, bracelets, silex) du Néolithique, vieux de 7000 ans. Un premier site, daté de l'âge du Bronze, atteste une longue occupation humaine entre 1800 et 1200 ans avant notre ère. Il consiste en un système agraire, constitué à l’origine d’un simple réseau de fossés délimitant des champs et de probables chemins. Quelques constructions sur poteaux de bois (peut-être des maisons) complétaient le système. Par la suite, l’habitat s’est progressivement développé. Vers 1600 ans av. J.-C, deux petits enclos sont aménagés. L’un d’entre eux délimite une zone d’habitat, comprenant une maison particulièrement bien conservée. Les archéologues y ont mis au jour des vases de stockage, un foyer ainsi qu’une meule. L’occupation semble perdurer jusqu’à la fin de l’âge du Bronze (vers 1200 ans av. J.-C.), comme l’atteste la présence d’une maison ronde caractéristique de cette période.

### Époque gauloise
Des monnaies et des débris de poteries attestent d'une présence gauloise indubitable. Quelques chemins et des fortifications façonnent leur territoire. Le promontoire du Yaudet, estuaire du Léguer, sert à la fois de défense militaire et d'étape pour les navires commerçants, d'après des pièces de monnaie phéniciennes retrouvées sur les lieux.
Le « menhir » du Crec'h à Servel et celui de Saint-Patrice, appelé aussi « menhir de justice » (rue des Frères Lagadec, inclus dans un mur), sont en réalité deux stèles gauloises. La seconde a été christianisée.

### Époque gallo-romaine
Lannion est un passage obligatoire pour franchir le Léguer au plus près de la côte, surtout à marée haute. À l'époque gallo-romaine, pour aller du Yaudet par la terre vers l'est, les routes passaient inévitablement par Lannion. Des villas gallo-romaines furent retrouvées sur des sites plus anciens, de l'Âge du Bronze. Une exploitation agricole mise en place au cours des Ier et IIe siècles de notre ère et réaménagée à plusieurs reprises. Les archéologues ont mis en évidence une série d’enclos délimitant différents espaces fonctionnels. L’une des zones est réservée à l’habitat ; elle se caractérise par la présence de caves, mais aussi d’un puits et d’une citerne. D’autres espaces sont destinés à des activités agricoles spécialisées : l’un des enclos semblait dédié au traitement des céréales, puisqu’on y a retrouvé une grange et un séchoir, tandis qu’à l’arrière de l’habitat, d’autres enclos servaient plutôt au pacage des animaux. Des petits fossés délimitent également des chemins ou encore des champs. Les dernières fouilles permirent de mettre au point un référentiel scientifique pour la région tant sur l’âge du Bronze que sur la période gallo-romaine.

### Haut Moyen Âge et le début de la christianisation
Quelques auteurs[Lesquels ?] attribuent l'origine de Lannion à la destruction de Lexobie (l'actuel Yaudet ?) par les Danois en 836.
Le Léguer, comme les autres cours d'eau, était une voie de pénétration facile pour les envahisseurs, aussi Lannion est-elle dotée d'un château attesté dès le Moyen Âge.
Le premier barrage servant de piège à poisson construit à Servel, long de 190 mètres, formé de pieux reliés par des claies en bois, avec des plates-formes triangulaires ancrant la structure dans le sable et servant aussi de brise-lames, a été construit entre 613 et 615 (ces dates ont été retrouvées grâce à la datation du bois des chênes ayant servi à sa construction) dans l’estuaire du Léguer. À marée descendante, les poissons étaient piégés dans le bassin de retenue.
Lannion est impliquée, pendant la guerre de Cent Ans à la guerre de Succession de Bretagne (rue Geoffroy de Pontblanc, tué en 1346).

### Époque moderne (XVI-XVIIIe siècles)
En 1587, le 22 mars, commencent les massacres perpétrés pendant les Guerres de religion en France, avec l'attaque de Perros-Ploumanac'h, ayant fait allégeance à la Ligue, par les Royaux (partisans d'Henri IV) de La Rochelle. Les paroisses alentour se partagent entre ligueuses (Plestin-les-Grèves), ou royalistes comme Lannion. « Le troisième et septième jours de juillet 1590 fut brûlée et ravagée la paroisse de Plestin par ceux du parti du roi. Et au réciproque le 21 du même mois de juillet 1590 fut pareillement brûlée et ravagée la paroisse de Plouaret, Ploubezre et la ville de Lannion par ceux qui tenaient le parti du duc de Mercœur » a écrit le curé de Lanvellec. Malgré la conversion de Henri IV au catholicisme, Ligueurs et Royaux continuent leurs attaques et les destructions des villes du camp opposé. Mais le Trégor est bien affaibli et le roi ramène la paix, confirmée par l'Édit de Nantes de 1598.
Lannion fait partie de l'évêché de Tréguier avant la Révolution et le roi y contrebalance la puissance de l'évêque en faisant de Lannion le siège de sa juridiction.
Révolte des Bonnets Rouges en 1675. Un de ses habitants fut exclu de l'amnistie royale de février 1676.

### XIXe siècle
En 1840, s'est ouverte dans les locaux de Kermaria une salle d'asile pour les enfants pauvres de 2 à 7 ans (ancêtre de la maternelle). La première cantine scolaire du monde fût créée à Lannion, en 1844, par le maire Émile Depasse pour ces enfants.

#### Port de Lannion en 1845
En 1845, dans le port de Lannion, ont été déchargés 900 tonneaux de vin et eau-de-vie, 300 tonneaux de cidre, 400 tonneaux de sel, 180 tonneaux de café et poivre, ainsi que 800 tonneaux de bois du Nord, 455 tonneaux de charbon et 180 tonneaux de marchandises diverses, ainsi que 4 835 tonneaux d'avoine et orge, 2 600 tonneaux de froment, 2 000 tonneaux de fruits, 750 tonneaux de bois commun de menuiserie et 150 tonneaux de fonte brute.

#### Ouverture de l'école publique en 1882
Lors de l'ouverture de l'école publique de Lannion le 1er janvier 1882, il n'y a « ni tableaux noirs, ni encriers, ni livres, ni cahiers » ; tout le matériel scolaire se compose de trois petites tables prêtées par le collège.

### XXe siècle

#### Constance Le Mérer et la collecte desgwerz
Constance Le Mérer, institutrice (notamment à Lanvellec) a recueilli des gwerzioù dans la région jusqu'à la fin de la Première Guerre mondiale). Ses 31 cahiers de collecte ont été découverts à Lannion dans un grenier en 2013.

#### Guerres du XXe siècle
Le monument aux morts porte les noms de 274 soldats morts pour la Patrie :
- 188 sont morts durant la Première Guerre mondiale.
- 72 sont morts durant la Seconde Guerre mondiale.
- 12 sont morts durant la guerre d'Indochine.
- 2 sont morts pendant la guerre d'Algérie[53].

### Après la Seconde Guerre mondiale
Le port de Lannion a contribué fortement à l'essor de la ville avant la guerre 1939-1945. Mais au début de la deuxième moitié du XXe siècle, Lannion n'est qu'un « gros bourg ». À l'aube des années 1960, elle est choisie pour accueillir le Centre national d'études des télécommunications (CNET). La petite ville a alors besoin d'importantes réserves foncières pour l'installer, loger les familles des techniciens, d'autant que de nombreuses entreprises vont suivre cette arrivée. Le 25 avril 1961, un arrêté préfectoral scelle la fusion de Lannion avec les communes de Buhulien, Loguivy, Servel et Brélévenez. Au cours des deux premiers mandats suivant cette fusion, chaque ancienne commune continue d'élire ses représentants au conseil municipal du « grand Lannion ».
Malgré les crises des années 1980 et 1990, la ville de Lannion a conforté « ses atouts dans les Télécom (entreprise Alcatel) et la fibre optique » et, avec des sites importants d'Orange ou Alcatel, elle est alors qualifiée de « mini-Silicon Valley ».

## Politique et administration

### Rattachements administratifs et électoraux
Lannion  est le chef-lieu de l'arrondissement de Lannion et fait partie de la cinquième circonscription des Côtes-d'Armor.
Elle est le chef-lieu du canton de Lannion depuis la Révolution. Dans le cadre du redécoupage cantonal de 2014 en France, ce canton voit sa composition modifiée, et Lannion en est le bureau centralisateur.

### Intercommunalité
Lannion est membre initial de la communauté d'agglomération dénommée  Lannion-Trégor Communauté, un établissement public de coopération intercommunale (EPCI) à fiscalité propre créé en 1995 et auquel la commune a transféré un certain nombre de ses compétences, dans les conditions déterminées par le code général des collectivités territoriales.

### Tendances politiques et résultats
Lors du premier tour des élections municipales de 2020 dans les Côtes-d'Armor, la liste PS-EÉLV-PCF-UDB menée par le maire sortant Paul Le Bihan remporte la majorité absolue des suffrages exprimés, avec 2 771 voix

### Liste des maires
Depuis la Libération, onze maires se sont succédé :
| Période        | Période                       | Identité           | Étiquette   | Qualité |
| -------------- | ----------------------------- | ------------------ | ----------- | --- |
| septembre 1944 | octobre 1947                  | Georges Morand     | Rad.soc.    | Médecin Désigné maire le 8 août 1944 par le Comité de libération |
| octobre 1947   | décembre 1949                 | Isidore Le Bourdon | RPF         | Ancien directeur de l'École supérieure de commerce du Havre Décédé en fonction                                                                                               |
| février 1950   | février 1960                  | Gabriel Nogues     | Rad.soc.    | Dirigeant d'une entreprise de machines agricoles Démissionnaire |
| mars 1960      | mai 1961                      | Henri Martel       |             | Ancien quincaillier |
| mai 1961       | mars 1971                     | Henri Blandin      | UDR         | Avocat au barreau de Saint-Brieuc Premier maire du Grand Lannion |
| mars 1971      | mars 1977                     | Pierre Marzin,     | Modéré (GD) | Ingénieur, haut fonctionnaire Directeur général des Télécommunications (1967 → 1971) Sénateur des Côtes-du-Nord (1971 → 1980)                                                |
| mars 1977      | mars 1983                     | Pierre Jagoret     | PS          | Chef de service à la sécurité sociale Député des Côtes-du-Nord (5e circ.) (1978 → 1986) Conseiller général de Lannion (1964 → 1967 et 1976 → 1982)                           |
| mars 1983      | mars 1989                     | Yves Nédélec       | RPR         | Agent d'assurances Conseiller régional de Bretagne (1986 → 1998) |
| mars 1989      | mars 2008                     | Alain Gouriou      | PS          | Professeur d'histoire-géographie Député des Côtes d'Armor (5e circ.) (1987 → 2007) Conseiller général de Lannion (1982 → 2001) Conseiller régional de Bretagne (1992 → 1997) |
| mars 2008      | octobre 2014                  | Christian Marquet  | PS          | Cadre d'EDF Conseiller régional de Bretagne (2010 → 2015) Démissionnaire |
| octobre 2014   | En cours (au 23 juillet 2020) | Paul Le Bihan      | PS          | Ingénieur chez Alcatel Vice-président de la CA Lannion-Trégor Communauté (2017 → ) Réélu pour le mandat 2020-2026                                                            |

### Distinctions et labels
Lannion qui participe depuis plusieurs années au concours des villes fleuries, possède quatre fleurs depuis 2001.
Une partie de la commune de Lannion est  classée au titre des sites patrimoniaux remarquables par arrêté du 6 janvier 1923

### Politique de développement durable
La ville a engagé une politique de développement durable en lançant une démarche d'Agenda 21.
En septembre 2016, un projet d'extraction de sable coquillier dans la baie de Lannion a été stoppé par la Compagnie armoricaine de navigation (CAN), une filiale du groupe Roullier, en raison d'une forte opposition de la population locale. Le 11 septembre, une manifestation avait ainsi réuni entre 4 000  et   5 000 personnes qui rejetaient le projet.

### Jumelages
- Guntzbourg (Allemagne)
- Viveiro (Espagne)
- Caerphilly (Royaume-Uni)

## Population et société

### Démographie
L'évolution du nombre d'habitants est connue à travers les recensements de la population effectués dans la commune depuis 1793. Pour les communes de plus de 10 000 habitants les recensements ont lieu chaque année à la suite d'une enquête par sondage auprès d'un échantillon d'adresses représentant 8 % de leurs logements, contrairement aux autres communes qui ont un recensement réel tous les cinq ans,.

En 2022, la commune comptait 20 525 habitants, en évolution de +3,5 % par rapport à 2016 (Côtes-d'Armor : +1,78 %, France hors Mayotte : +2,11 %).
| 1793  | 1800  | 1806  | 1821  | 1831  | 1836  | 1841  | 1846  | 1851  |
| ----- | ----- | ----- | ----- | ----- | ----- | ----- | ----- | ----- |
| 3 706 | 3 132 | 3 426 | 3 597 | 5 371 | 5 461 | 5 650 | 5 849 | 6 075 |

| 1856  | 1861  | 1866  | 1872  | 1876  | 1881  | 1886  | 1891  | 1896  |
| ----- | ----- | ----- | ----- | ----- | ----- | ----- | ----- | ----- |
| 6 642 | 6 598 | 6 882 | 6 223 | 6 294 | 5 998 | 6 205 | 6 002 | 6 126 |

| 1901  | 1906  | 1911  | 1921  | 1926  | 1931  | 1936  | 1946  | 1954  |
| ----- | ----- | ----- | ----- | ----- | ----- | ----- | ----- | ----- |
| 6 010 | 5 856 | 6 174 | 6 047 | 6 274 | 6 430 | 6 584 | 7 220 | 6 734 |

| 1962  | 1968   | 1975   | 1982   | 1990   | 1999   | 2006   | 2011   | 2016   |
| ----- | ------ | ------ | ------ | ------ | ------ | ------ | ------ | ------ |
| 9 479 | 12 535 | 16 867 | 16 641 | 16 958 | 18 368 | 19 459 | 19 920 | 19 831 |

| 2021   | 2022   | - | - | - | - | - | - | - |
| ------ | ------ | - | - | - | - | - | - | - |
| 20 344 | 20 525 | - | - | - | - | - | - | - |

### Éducation
La charte de la langue bretonne Ya d'ar brezhoneg a été votée par le conseil municipal le 23 octobre 2006. Le label de niveau 1 de la charte a été accordé à Lannion le 16 novembre 2006.
À la rentrée 2018, 540 élèves étaient scolarisés dans des écoles Diwan et dans les classes bilingues.

### Enseignement public
La ville possède 8 écoles maternelles publiques, 9 écoles primaires publiques, 2 collèges publics et un lycée public. Lannion possède également des établissements d'enseignement supérieur, tous associés à l'université de Rennes 1 : un IFSI-IFAS (institut de formation en soins infirmiers et aides-soignants), un IUT (Institut universitaire de technologie) et une école d'ingénieurs (École nationale supérieure des sciences appliquées et de technologie, ENSSAT).

### Enseignement privé
À Lannion, il y a 2 écoles maternelles privées, 2 écoles primaires privées, un collège privé et un lycée privé.
L'école Diwan Lannuon (maternelle et primaire) a été créée en 1978 et est située à Loguivy. À la rentrée 2019, 106 élèves y sont scolarisés dans 5 classes.

### Sports

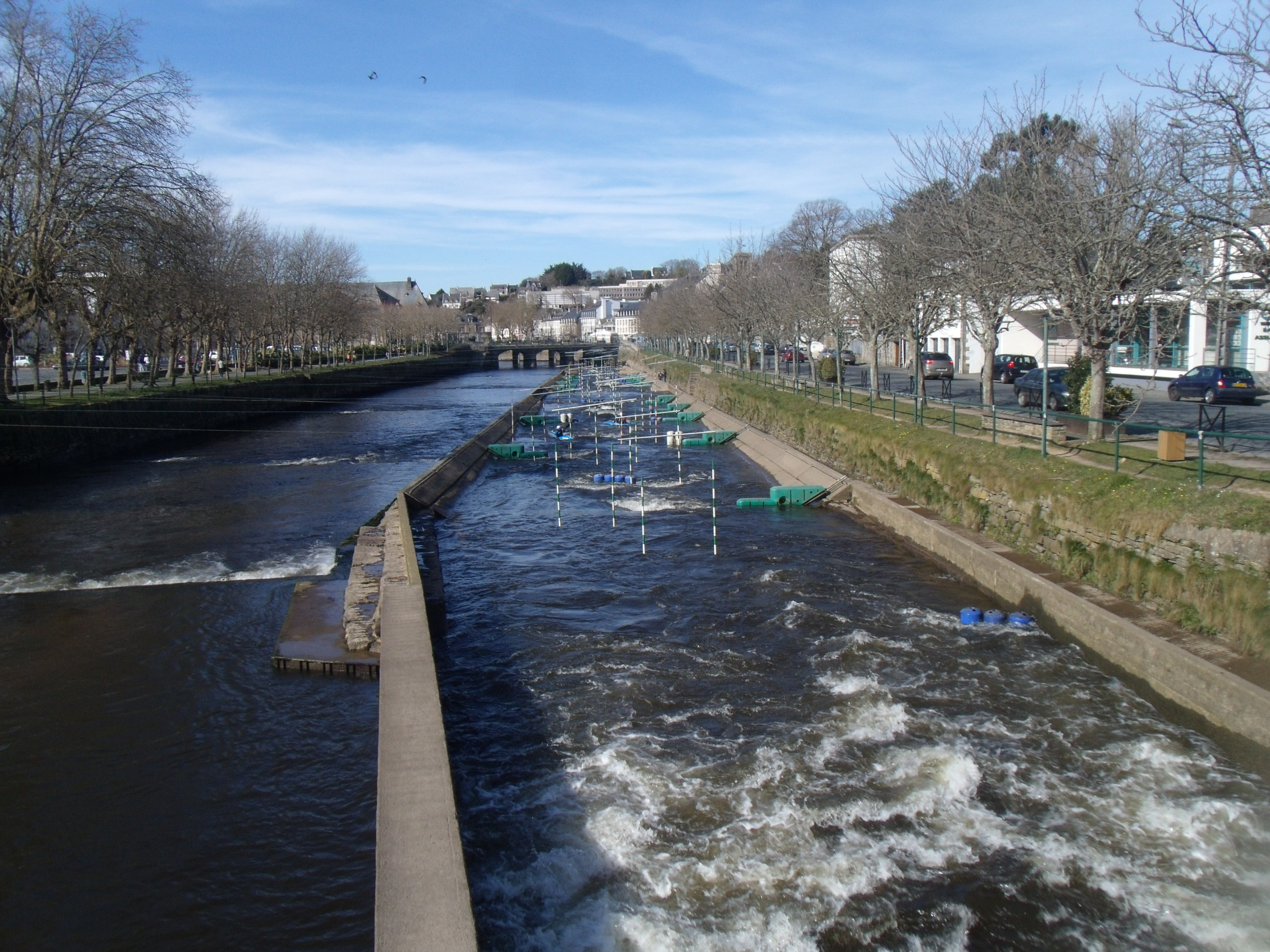
Le stade d'eau vive.

La ville de Lannion a de nombreux équipements sportifs dont un stade d'eau vive pour la pratique du canoë-kayak.
Le club de canoë-kayak est un des meilleurs nationaux en slalom. Il est régulièrement dans les 3 meilleurs clubs lors des Championnats de France des clubs de Slalom. Plusieurs athlètes se sont illustrés sur la scène internationale : Sébastien Combot (médaille d'or aux championnats du monde 2007), Philippe Quémerais - Yann Le Pennec (5e aux Jeux olympiques 2004).
Le 3 mars 2008, la ville de Lannion dispose d'un espace aquatique ludique baptisé « Ti Dour », remplaçant l'ancienne piscine municipale (qui a définitivement fermé ses portes le 15 février 2008) à la place de l'ancien stade. Elle se trouve à quelques centaines de mètres de l'ancienne piscine. Elle dispose d'un toboggan, d'un espace sportif et d'un espace ludique.
La ville dispose aussi d'un club d'handibasket, le CTH Lannion, évoluant en première division du championnat de France et participant à la Coupe d'Europe. L'équipe première compte dans ces rangs plusieurs internationaux français, dont Franck Etavard (en sélection masculine) et Agniès Etavard (en sélection féminine).
La ville a été sacrée en juin 2014 « ville la plus sportive de France » dans sa catégorie des villes de moins de 20 000 habitants. Le challenge est organisé chaque année par le journal L'Équipe.

### Santé
Lannion est dotée d'un hôpital inauguré en 1975 au sud du centre-ville (lieu-dit Kergomar) et d'une polyclinique implantée au sud-est (lieu-dit « Moulin du Duc ») depuis 1999. Le rapprochement de ces deux établissements, ou encore la création d'un pôle hospitalier commun avec Guingamp (sur le modèle du Centre hospitalier du Centre-Bretagne), sont évoqués.
Lannion est également dotée de plusieurs EHPAD.

### Social
Lannion comprend deux quartiers prioritaires de la politique de la ville, Ar Santé-Les Fontaines et Ker-Uhel, qui ont tous les deux failli perdre leur label en 2023, leur population étant passée sous le seuil des 1000 habitants — celui-ci sera finalement conservé,.

## Économie
Lannion se trouve dans une zone géographique stratégique pour son économie. À mi-chemin entre Brest et Rennes, ces deux pôles économiques sont très fortement liés à Lannion pour le développement des technologies.
En 1960, l'implantation du Centre national d'étude des télécommunications (CNET, devenu France Télécom R&D, maintenant Orange Labs), imprime une forte orientation à l'industrie de la ville. D'autres entreprises de hautes technologies emboîtent le pas : Alcatel, Sagem…
Cette affluence d'entreprises a aussi été propice à l'installation d'un IUT, l'IUT de Lannion, et d'une école d'ingénieurs en 1986 : l'ENSSAT (École nationale supérieure des sciences appliquées et de technologie). Lannion regroupe désormais une partie importante des activités de recherche en télécommunication en France, au sein de la technopole Anticipa, qui comporte plus d'une centaine de PME et PMI. Le siège du pôle de compétitivité à vocation mondiale, « Images et Réseaux » se trouve à Lannion, de même que la grappe d’entreprises Photonics Bretagne. La ville possède une antenne de la Chambre de commerce et d'industrie des Côtes-d'Armor.
La synergie de ces organismes et associations permet au bassin de Lannion et du Trégor-Goëlo d'être une référence en matière d'innovation dans différents secteurs :
- TIC (95 entreprises) ;
- optique/photonique (20 entreprises) ;
- industrie agro-alimentaire ;
- industrie marine (31 entreprises).

Lannion est également la commune d'où le câble sous-marin « APOLLO undersea south cable » américain aboutit en France. Le site est considéré comme d'importance stratégique et vital pour les États-Unis selon un document secret émanant des révélations de télégrammes de la diplomatie américaine par WikiLeaks. Le câble sous-marin WASACE Nord (en) reliant la France aux États-Unis, mis en service en 2014, part également de Lannion.

### Crise du technopôle lannionais
Alcatel fusionne avec Lucent Technologies au mois de décembre 2006 pour devenir « Alcatel-Lucent ». Alcatel-Lucent est rachetée par Nokia en 2015 et n'a plus d'existence propre en 2016.
En 2020 Nokia annonce un plan de licenciement concernant 168 emplois à Lannion, mais promet d'investir dans la cybersécurité. En 2021 Lannion se bat pour trouver des emplois et redynamiser son technopôle.
La suppression en 2018 en raison d'un déficit trop élevé (4 millions d'euros par an) de la liaison aérienne Lannion-Paris, qui existait depuis 1964, est un handicap supplémentaire.

## Culture locale et patrimoine

### Édifices religieux
- les églises :
  - l'église Saint-Jean-du-Baly, rue Saint-Yves, avec sa tour de 1519 et la voûte de sa nef restaurée en 2003 ;
  - l'église de la Trinité, rue des Templiers à Brélévenez et son escalier de 142 marches qui mène au bas de la ville ;
  - l'église Sainte-Marguerite, rue de l'Église à Buhulien ;
  - l'église de Saint-Ivy, route de Rumeur à Loguivy-lès-Lannion ;
  - l'église Saint-Pierre, place de la Libération à Servel ;
  - l'église Saint-Yves, boulevard d'Armor de Kêr Uhel ;
  - l'église protestante évangélique, rue Joseph Morand ;
  - l'église évangélique, rue de Kergreis.
- les chapelles :
  - la chapelle du collège Saint-Joseph, rue Jean Savidan, construite de 1935 à 1938 par James Bouillé, Xavier de Langlais, Charles Kerambrun, Jules Charles Le Bozec… dans la filiation des Seiz Breur ;
  - la chapelle Saint Roch, route de Trébeurden à Brélévenez XVe / XVIe siècles, classée au titre des monuments historiques par arrêté du 3 novembre 1930[93] ;
  - La chapelle Saint-Nicodème, chemin de Kerwegan à Servel ;
  - la chapelle Saint-Pierre, rue Saint-Pierre au Rusquet ;
  - la chapelle Saint-Thurien (située à 5 km à l'ouest de la ville, dans la vallée de Goas Lagorn) ;
  - la chapelle de Kervion D65 22300 Lannion - Propriété privée ;
  - la chapelle du foyer Sainte-Anne, rue Paul Peral ;
  - la chapelle Saint-Marc, Rue de Saint-Marc ;
  - la chapelle, boulevard Louis Guilloux ;
  - la chapelle Notre-Dame des Fontaines, rue Emmanuel Sieyès ;
  - la salle du royaume, rue Ernest Hemingway.
- les couvents et monastères :
  - le couvent des Ursulines, XVIIe siècle, inscrit partiellement au titre des monuments historiques par arrêté du 25 octobre 1971[94] ;
  - le monastère Sainte-Anne (couvent des Augustines), rue de Kerampont, XVIIIe siècle, transformé partiellement fin 2006 en médiathèque, inscrit partiellement au titre des monuments historiques par arrêté du 28 avril 1964[95].
- les croix et cimetières :
  - la croix de Kervoënno, inscrite au titre des monuments historiques par arrêté du 24 septembre 1964[96] ;
  - la croix de Wazh Cloz, inscrite au titre des monuments historiques par arrêté du 22 décembre 1927[97] ;
  - le cimetière clos de Servel, inscrit partiellement au titre des monuments historiques par arrêté du 22 décembre 1927[98].

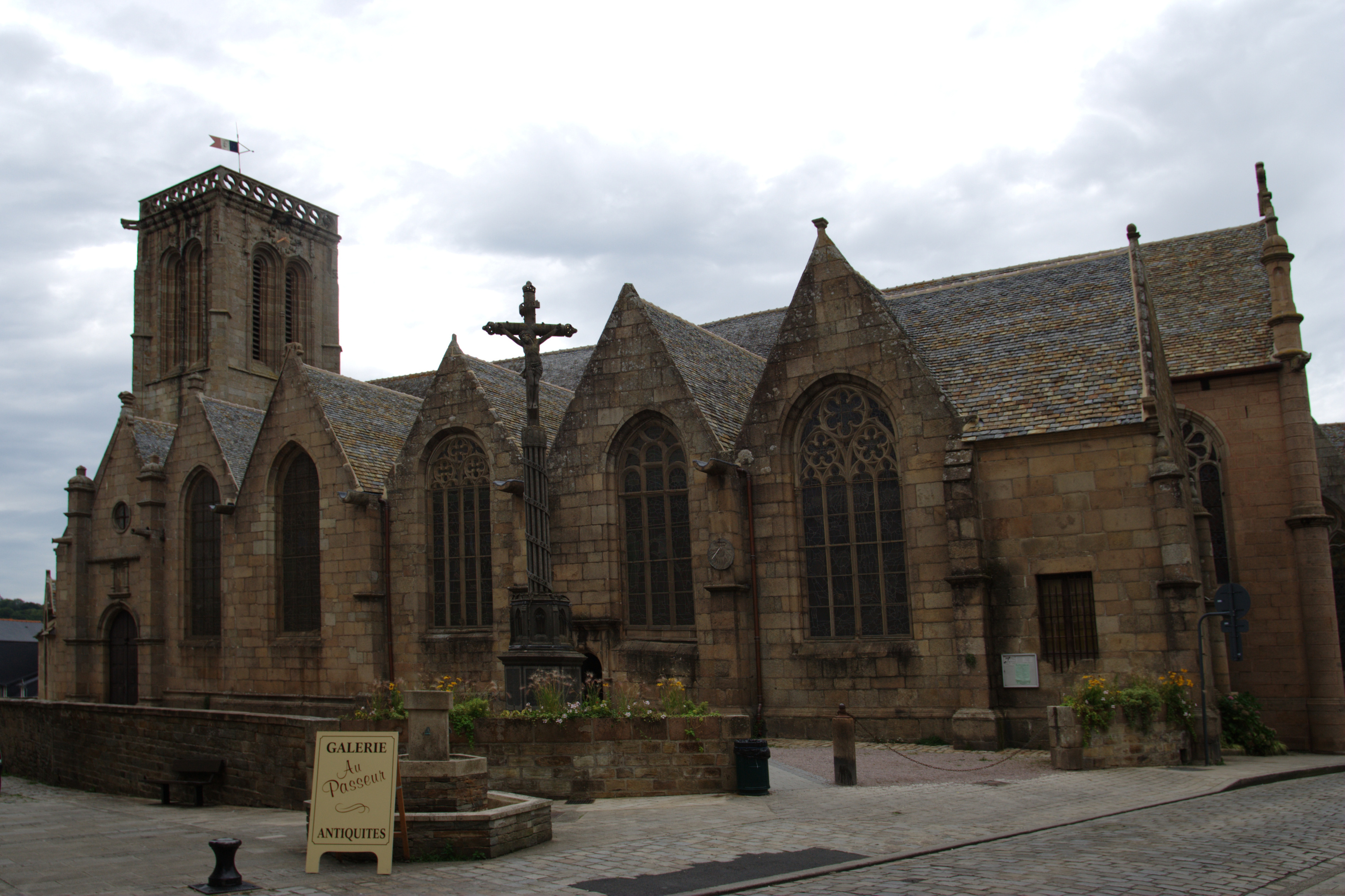
Église Saint-Jean-du-Baly.
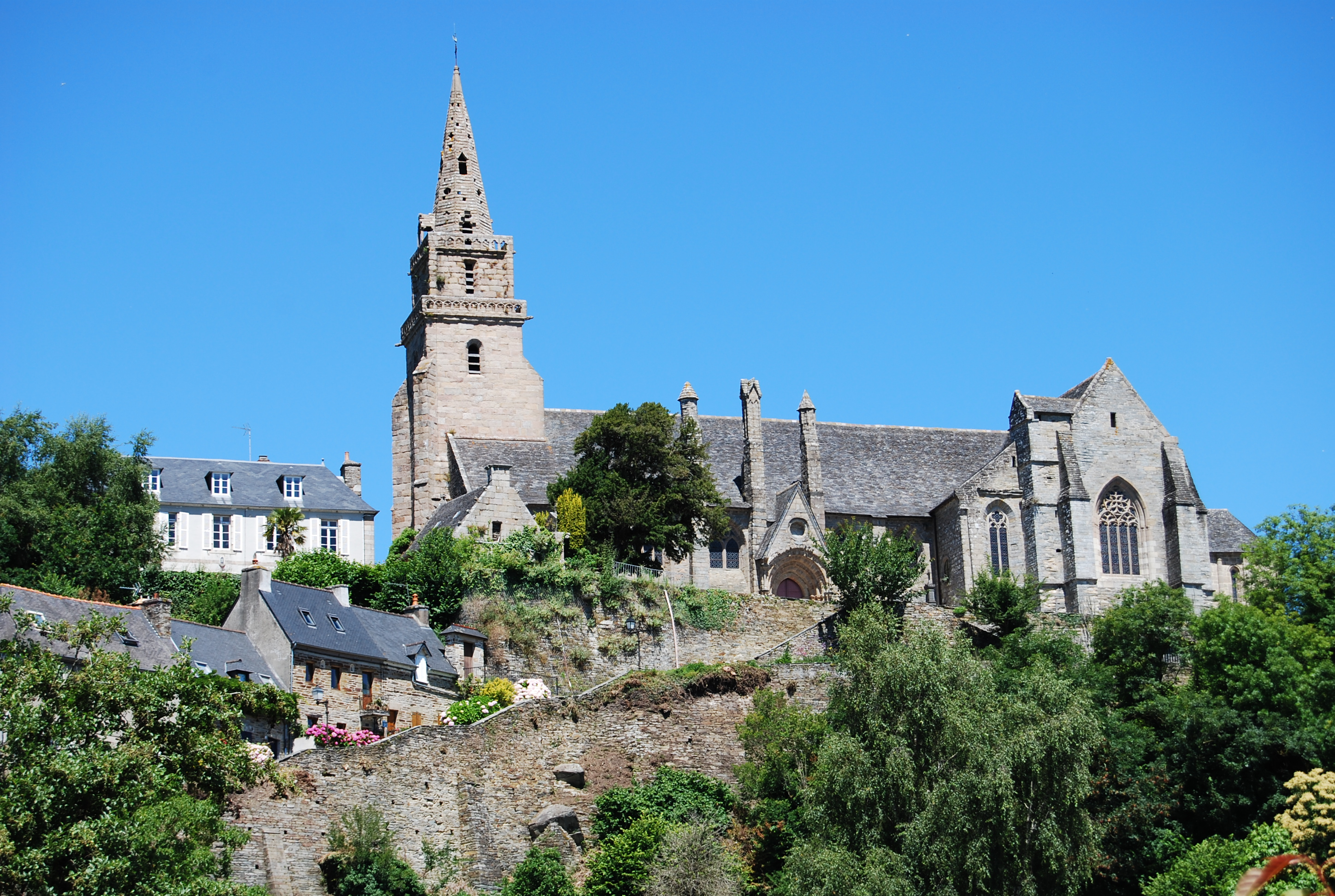
Église de la Trinité de Brélévenez.
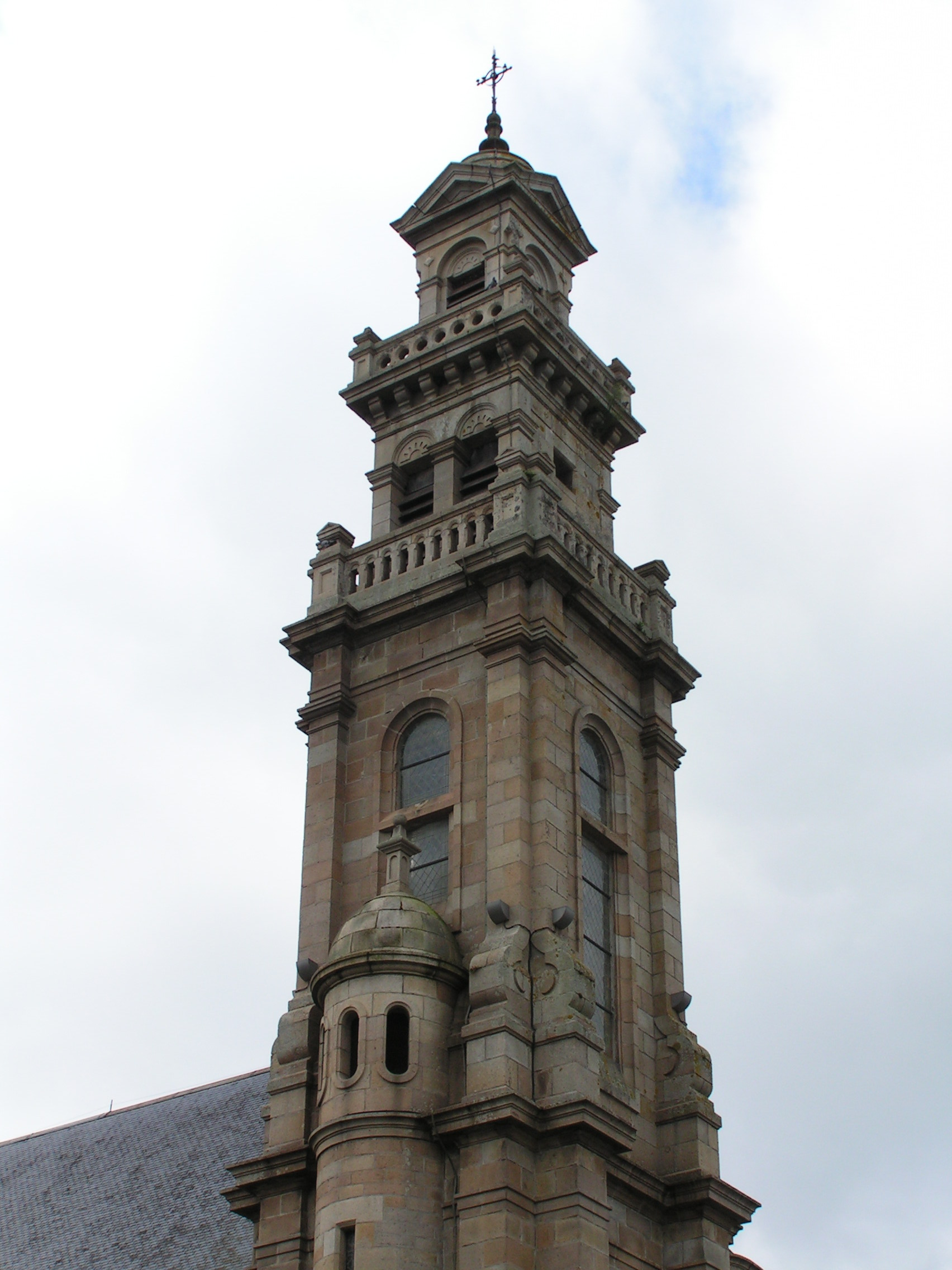
Monastère Saint Anne, détail du clocher principal.
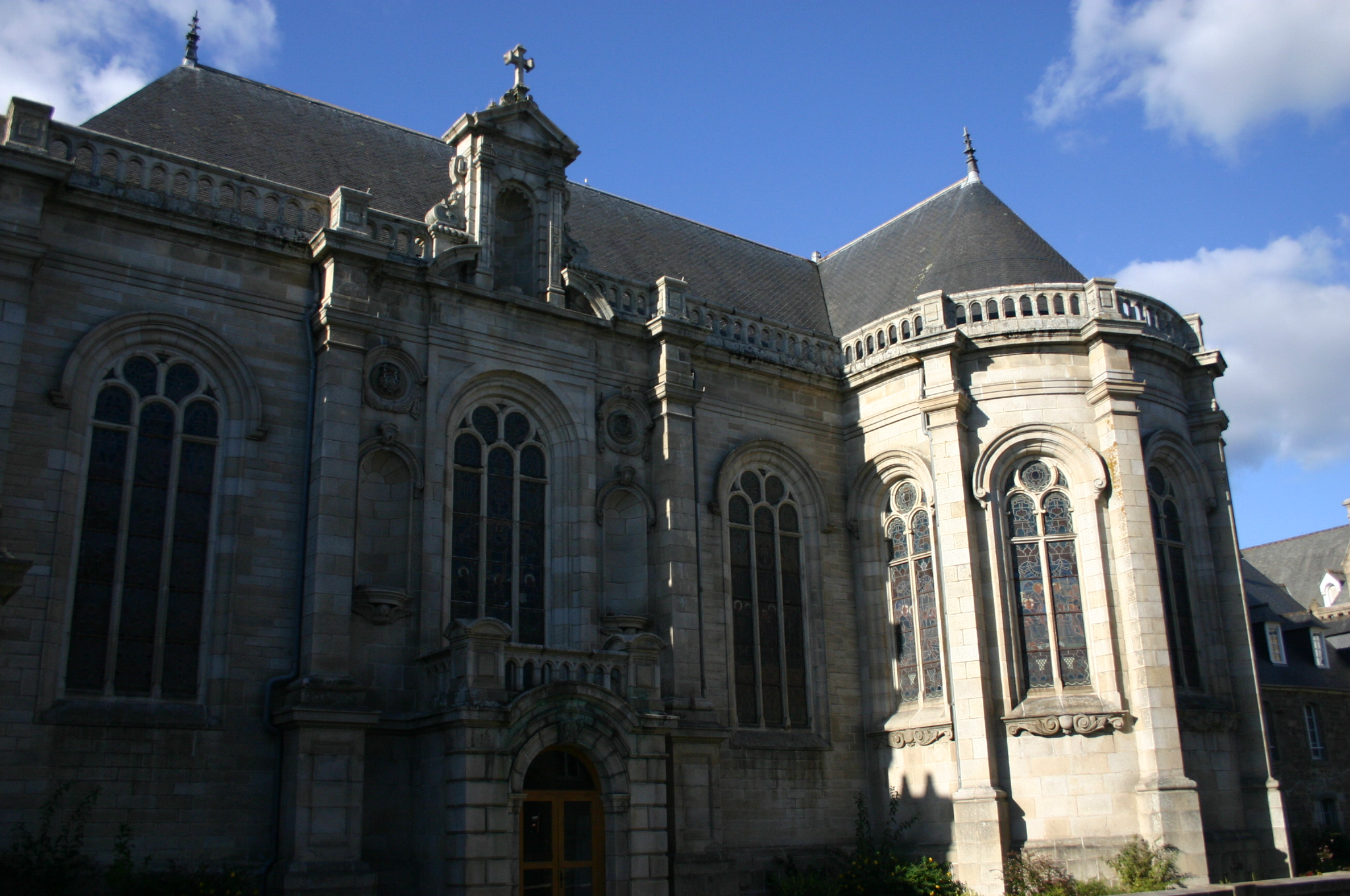
Monastère Sainte-Anne - extérieur.
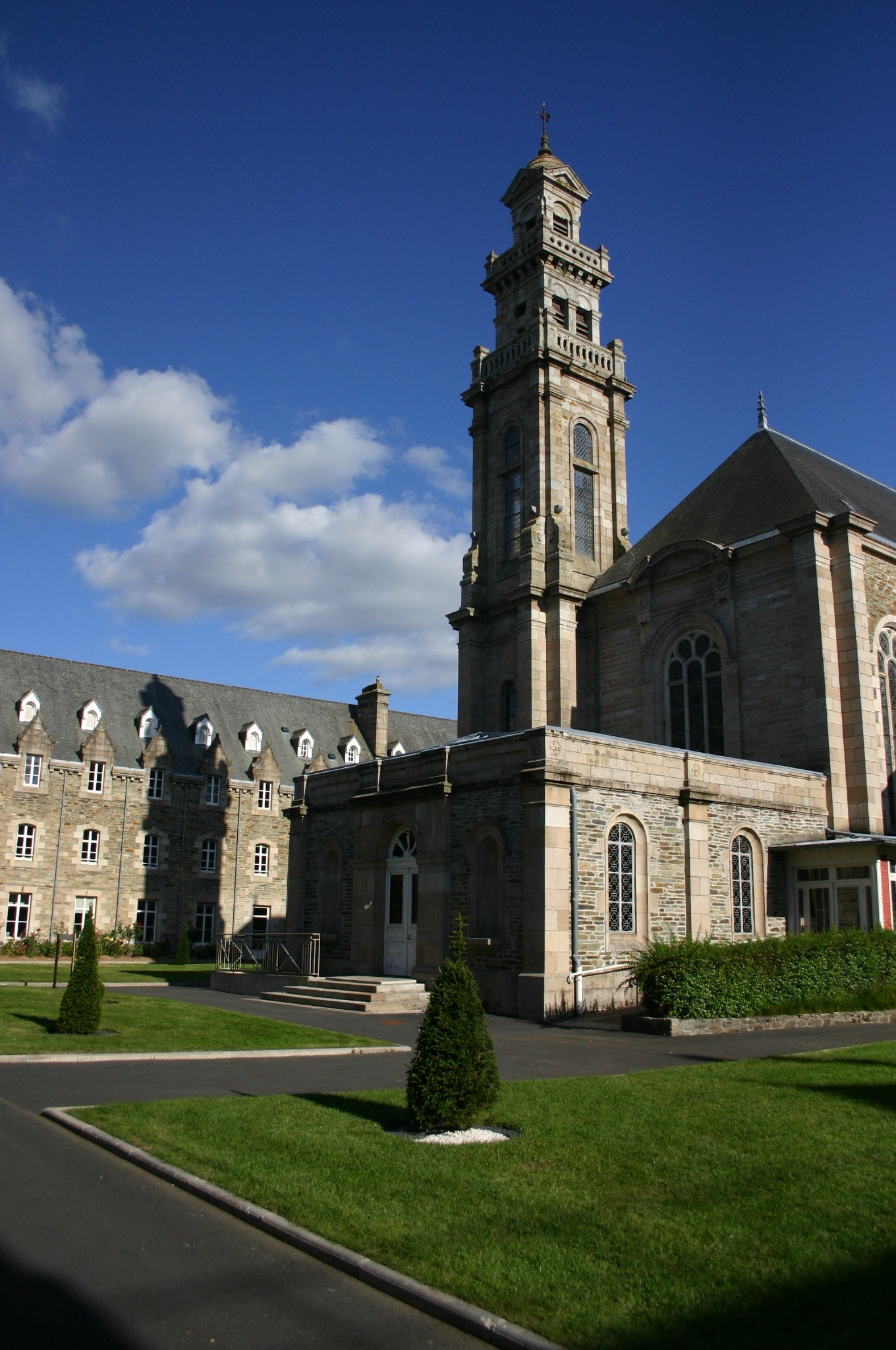
Monastère Sainte-Anne - cour Intérieure.
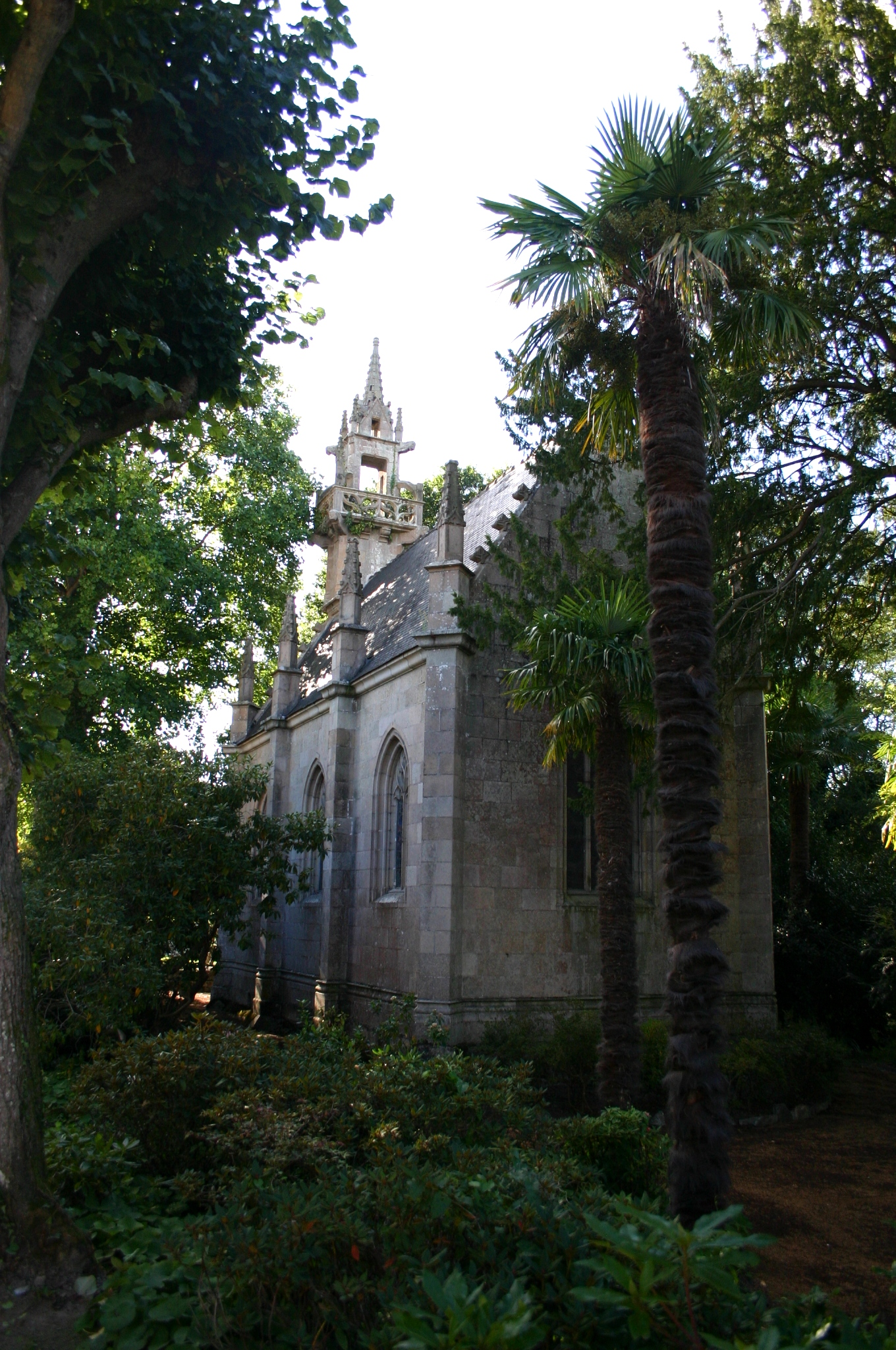
Monastère Sainte-Anne - chapelle.
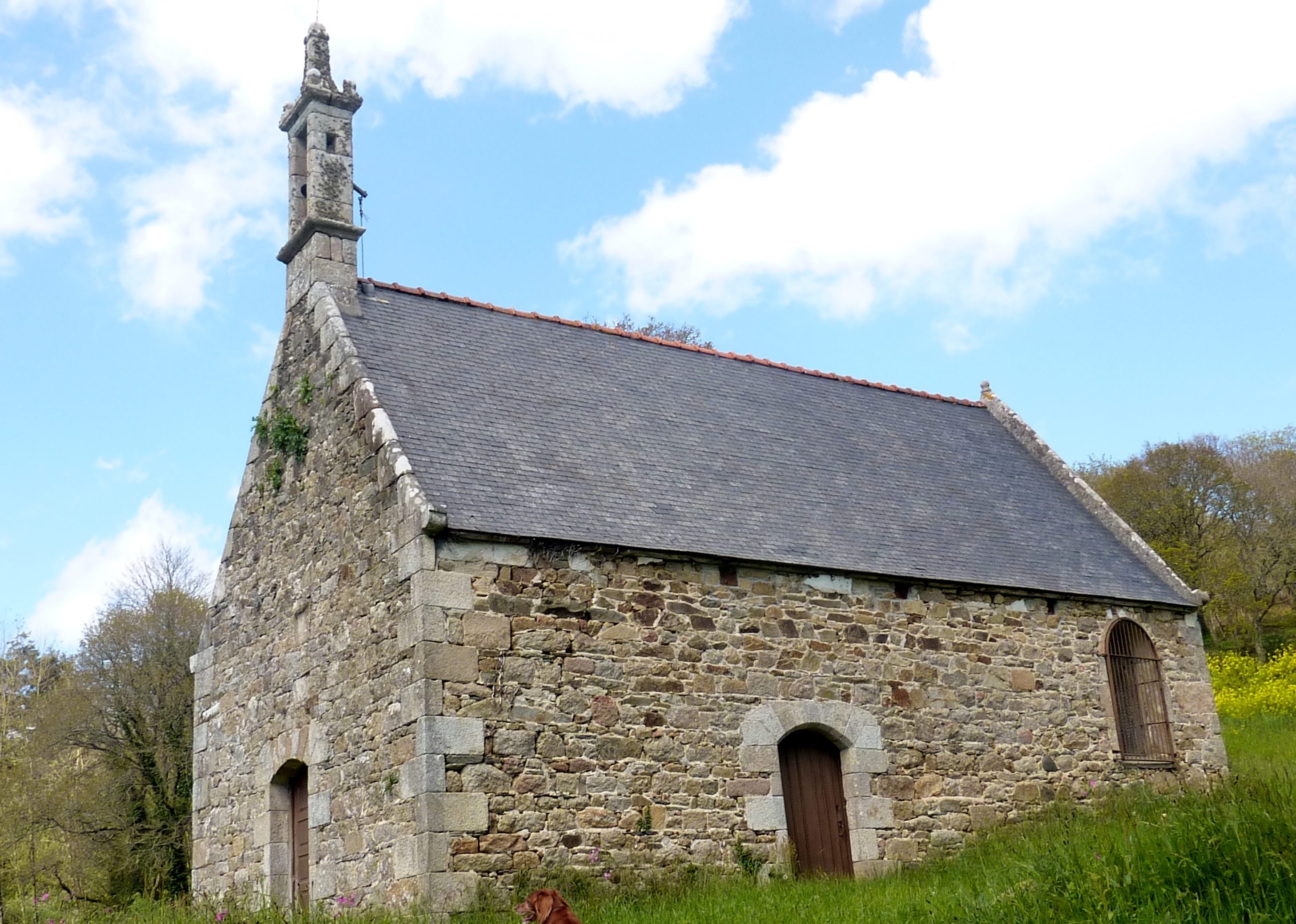
Chapelle Saint-Thurien.
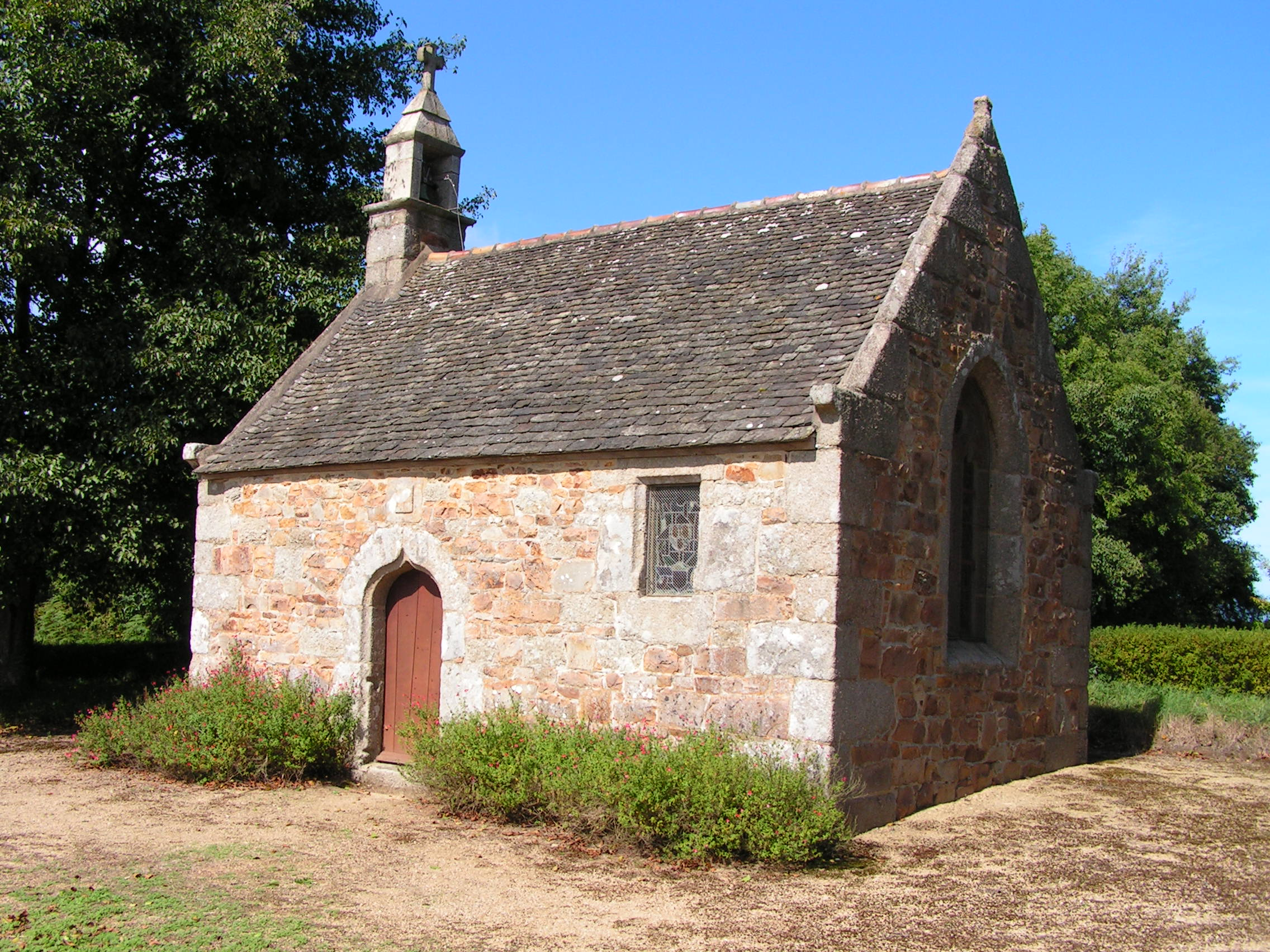
Chapelle Saint-Nicodème.
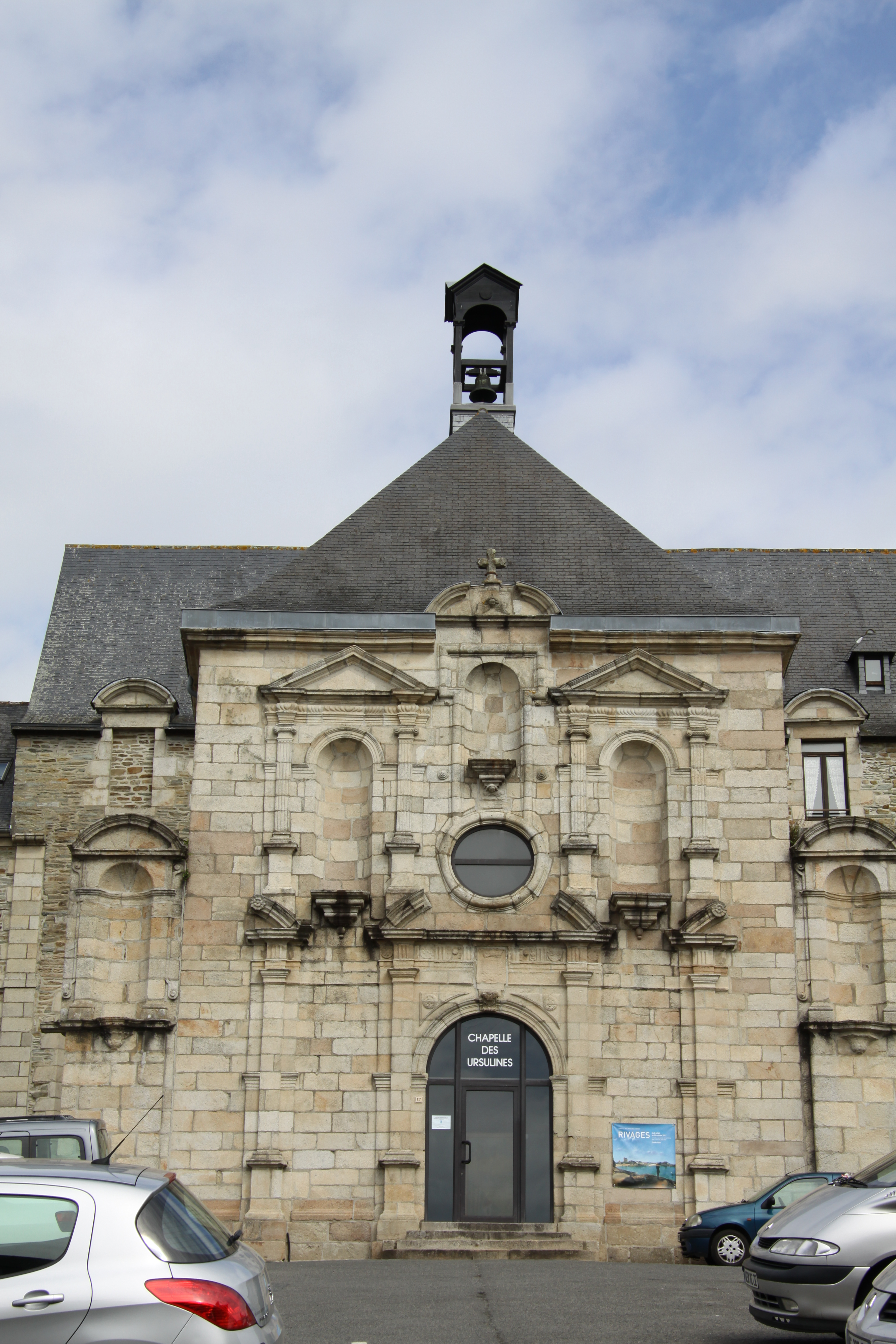
Couvent des Ursulines.
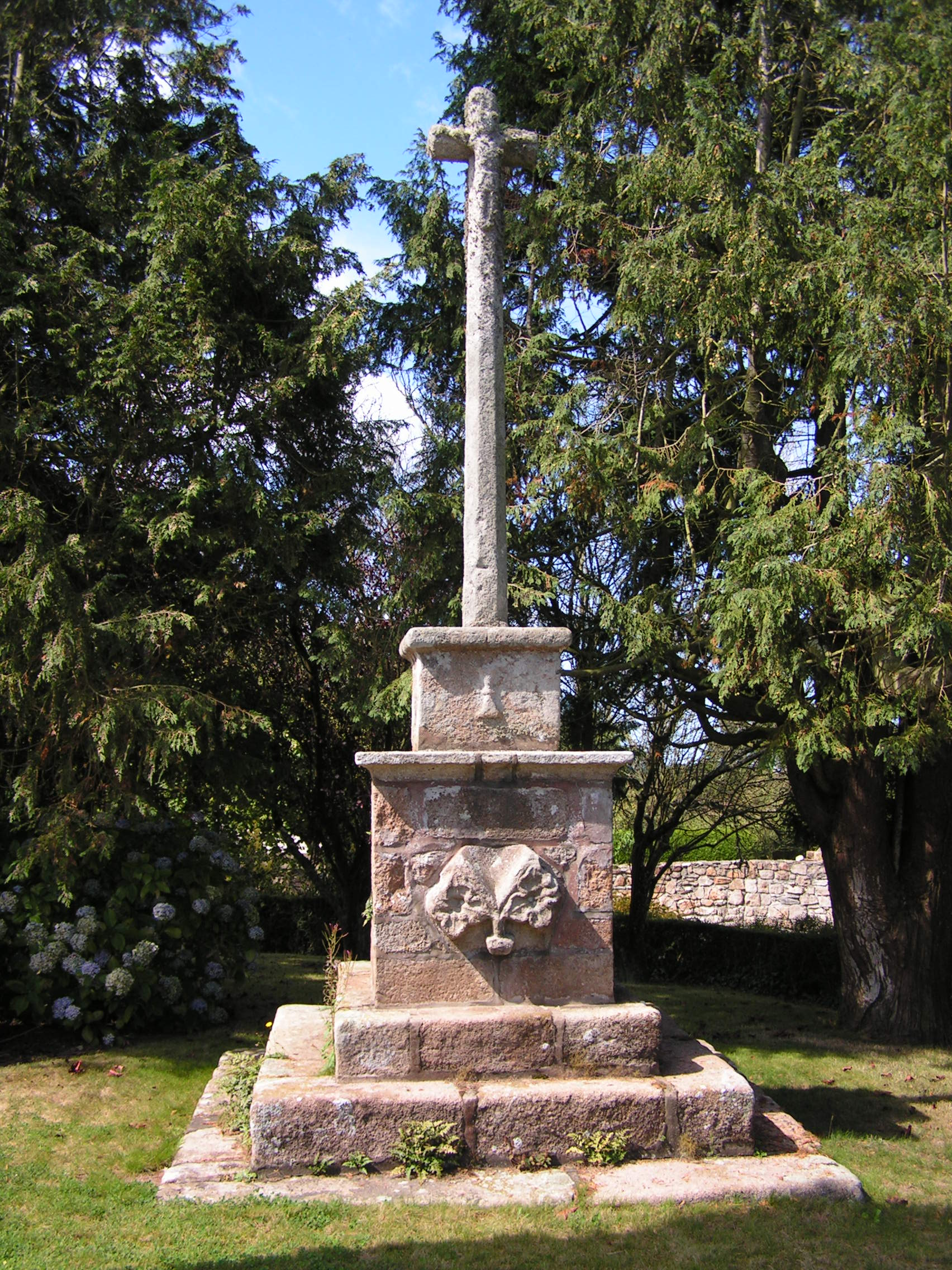
Croix de Kervoënno.
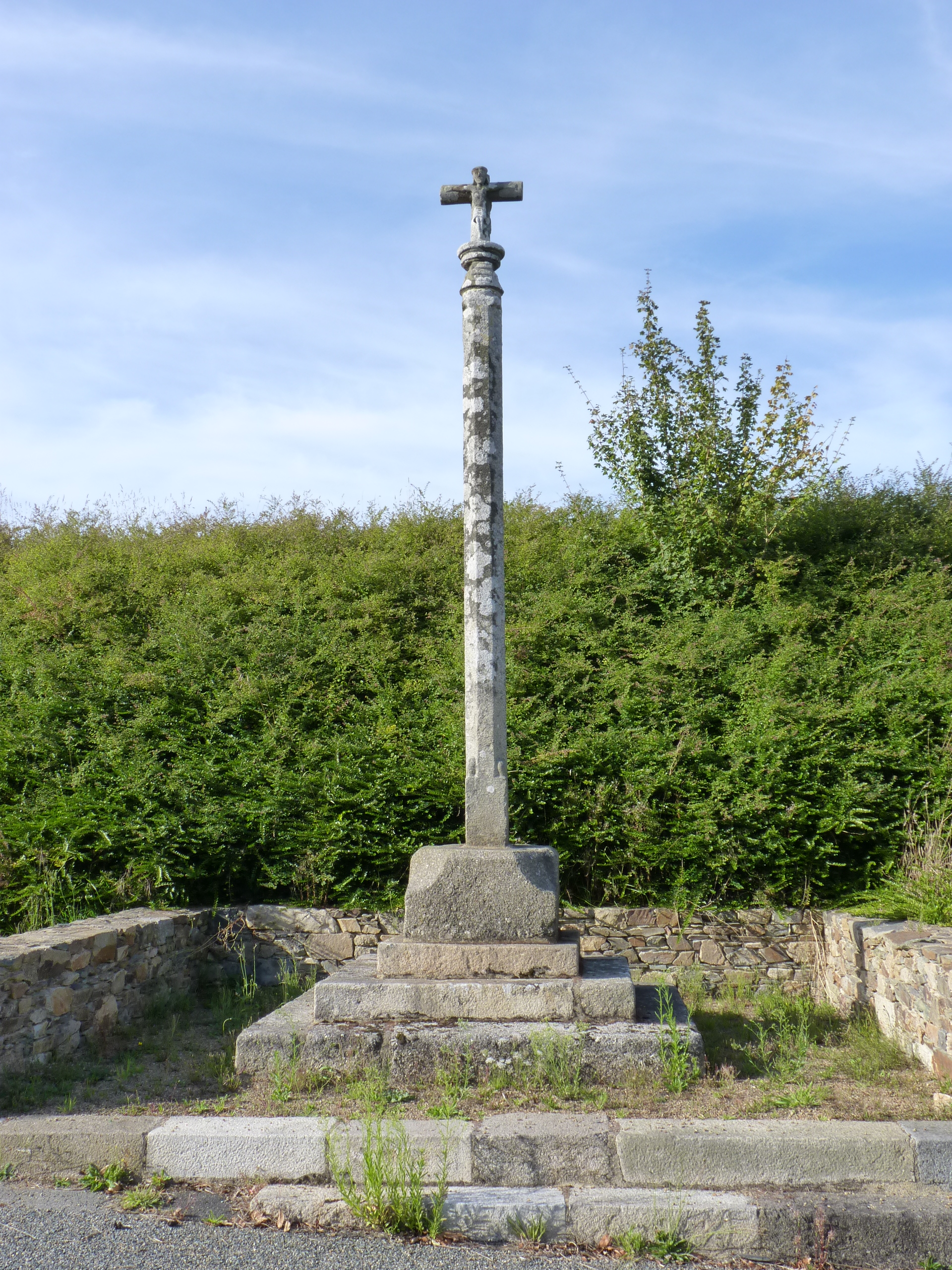
Croix de Wazh Cloz.
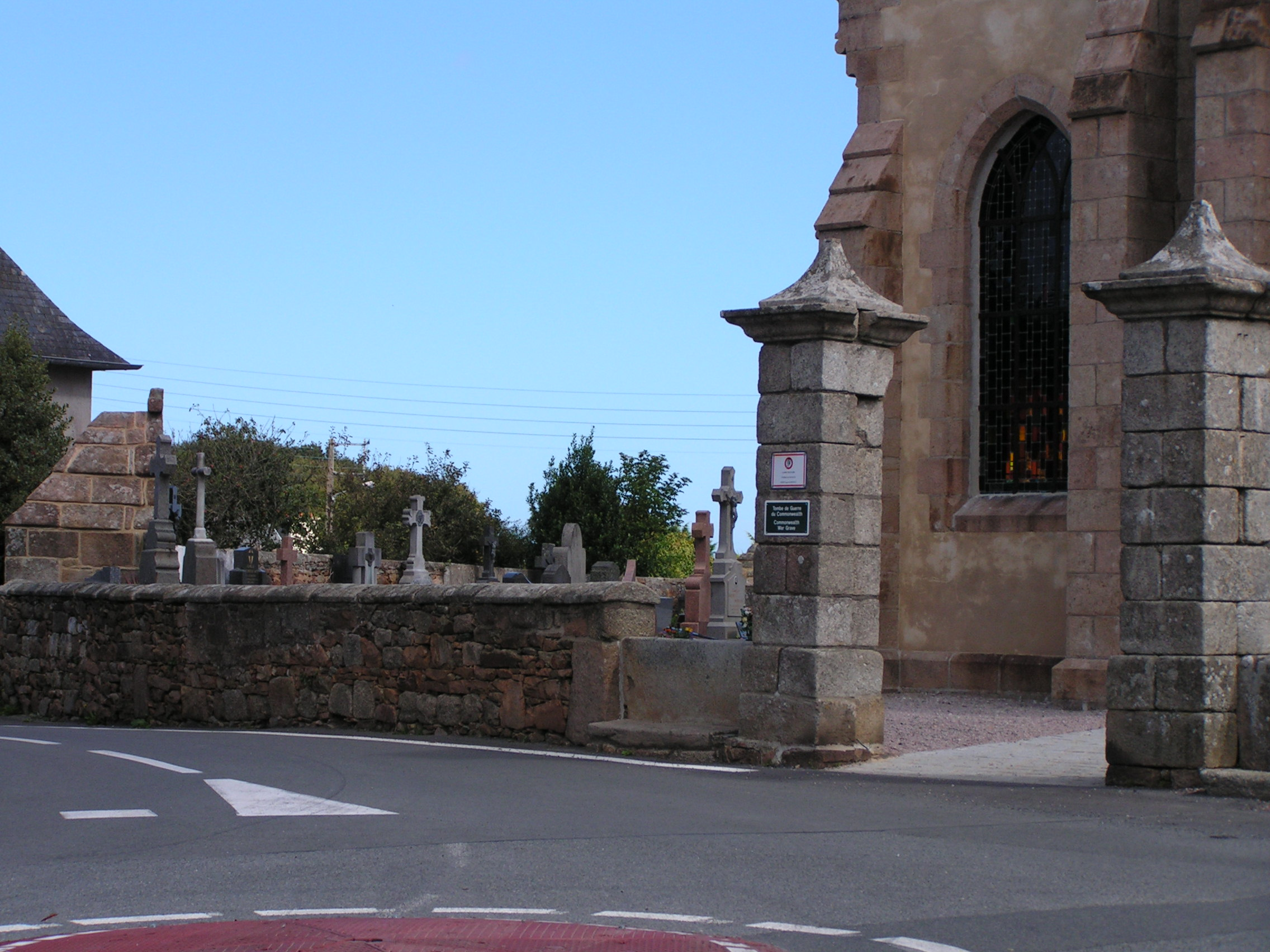
Cimetière clos de Servel.

### Édifices civils
- les maisons à colombages :
  - la maison du Chapelier, classée partiellement au titre des monuments historiques par arrêté du 14 janvier 1963[99] ;
  - la maison, 1 rue des Chapeliers, inscrite partiellement au titre des monuments historiques par arrêté du 2 décembre 1926[100] ;
  - la maison, 3 rue des Chapeliers, inscrite partiellement au titre des monuments historiques par arrêté du 2 décembre 1926[101] ;
  - la maison, 5 rue Le Taillandier, classée partiellement  au titre des monuments historiques par arrêté du 29 septembre 1948[102] ;
  - la maison, 3 rue Geoffroy-de-Pont-Blanc, classée partiellement au titre des monuments historiques par arrêté du 11 mars 1944[103] ;
  - la maison, 7 rue Le Taillandier, inscrite partiellement au titre des monuments historiques par arrêté du 2 décembre 1926[104] ;
  - la maison, 33 place Général-Leclerc, inscrite partiellement au titre des monuments historiques par arrêté du 5 février 1927[105] ;
  - les maisons, 21 et 23 place du Général-Leclerc, inscrites partiellement au titre des monuments historiques par arrêté du 31 mars 1926[106] ;
  - les maisons, 20 rue des Capucins, inscrites partiellement au titre des monuments historiques par arrêté du 22 mars 1930[107] ;
  - la maison Orain, labellisée  Patrimoine XXe siècle (2000), due à l'architecte Roger Le Flanchec.
- les châteaux :
  - le château du Cruguil, XVe siècle, visitable l'été. Cette ancienne résidence de la famille de Lannion fut transformée en ferme dès le XVIIe siècle. Au XIXe siècle le château passa par le mariage de la dernière des Lannion à la famille de Mac Mahon, qui l'a transmis à la fin du XIXe siècle au comte de Lur-Saluces dont la fille épousa le baron Édouard Hainguerlot, ancien maire de Brélevenez. Il est depuis dans cette famille ;
  - le château de Kerivon D65 22300 Lannion - Privé.
- les manoirs :
  - le manoir de Kervégan, XVe siècle - (Servel) Privé ;
  - Le manoir de Langonaval, XVe siècle, visitable l'été ;
  - le manoir de Crec'h Ugien,XVIIIe siècle, inscrit partiellement (façades et toitures du manoir, du bâtiment des communs et du pavillon d'entrée) au titre des monuments historiques par arrêté du 18 juillet 1973[108].
  - Le manoir de Kerprigent, extérieur visitable sur rendez-vous, inscrit partiellement (façades et toitures du logis et des communs ; les six cheminées du logis ; le pigeonnier) au titre des monuments historiques par arrêté du 31 décembre 1980[109].
- les bornes de corvée, inscrites au titre des monuments historiques par arrêté du 24 avril 1936[110],[111],[112].
- la fontaine des Cinq-Plaies, inscrite au titre des monuments historiques par arrêté du 22 décembre 1927[113].
- l'ancien hôpital général, rue de Kermaria, intégré au complexe administratif et social de Kermaria[114].

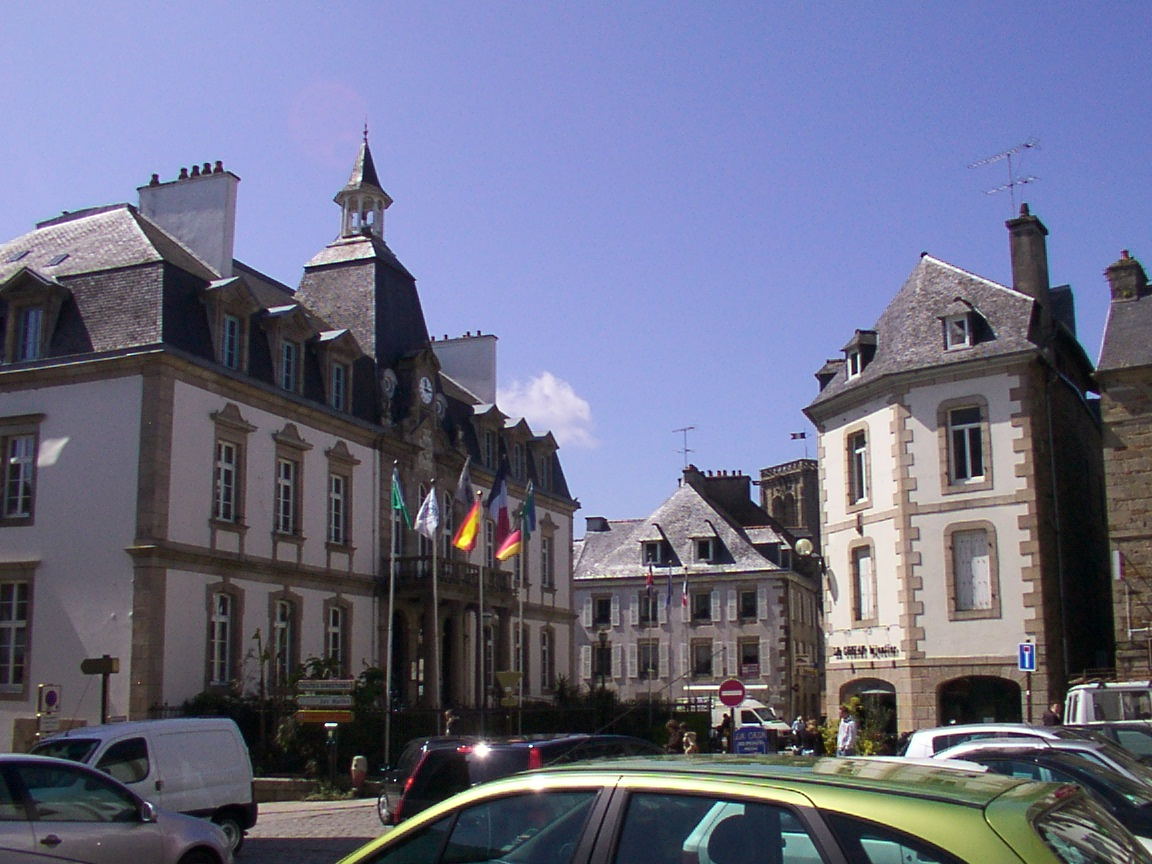
Mairie de Lannion.
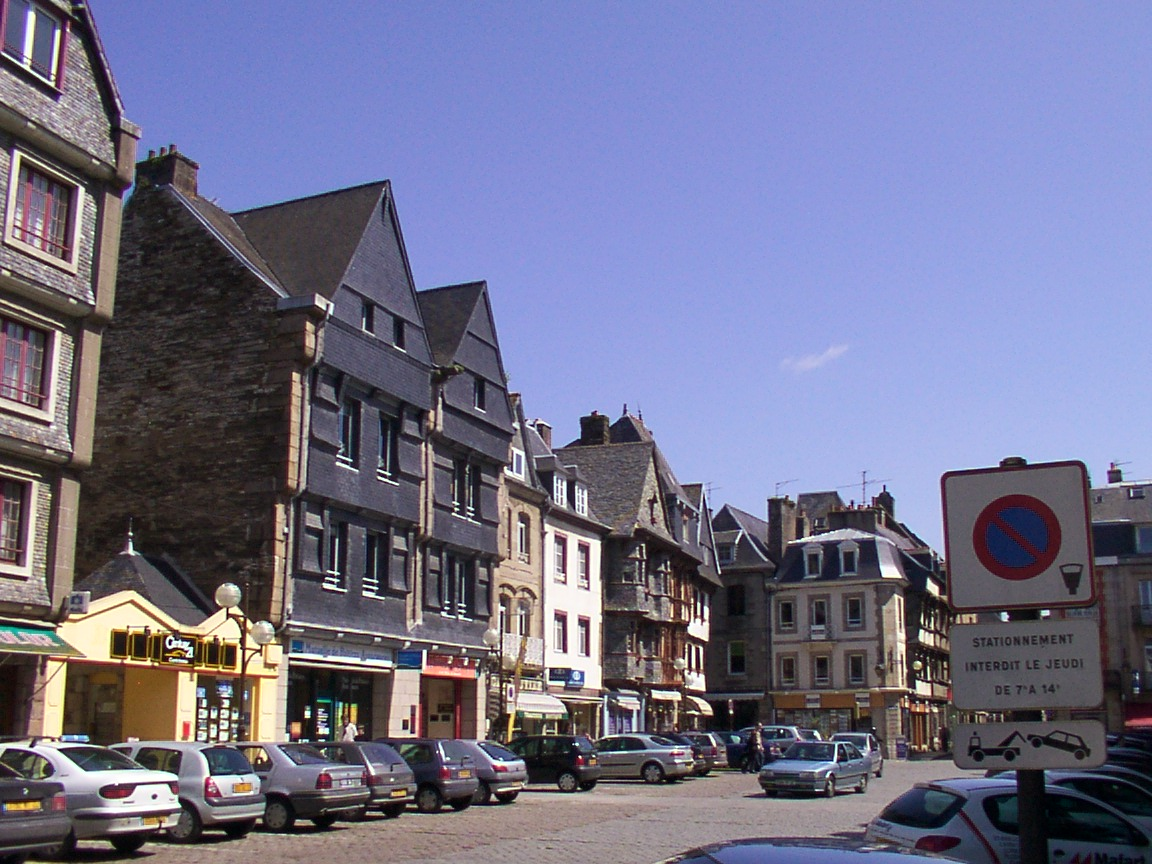
Place du Général Leclerc, dite Place du Centre.
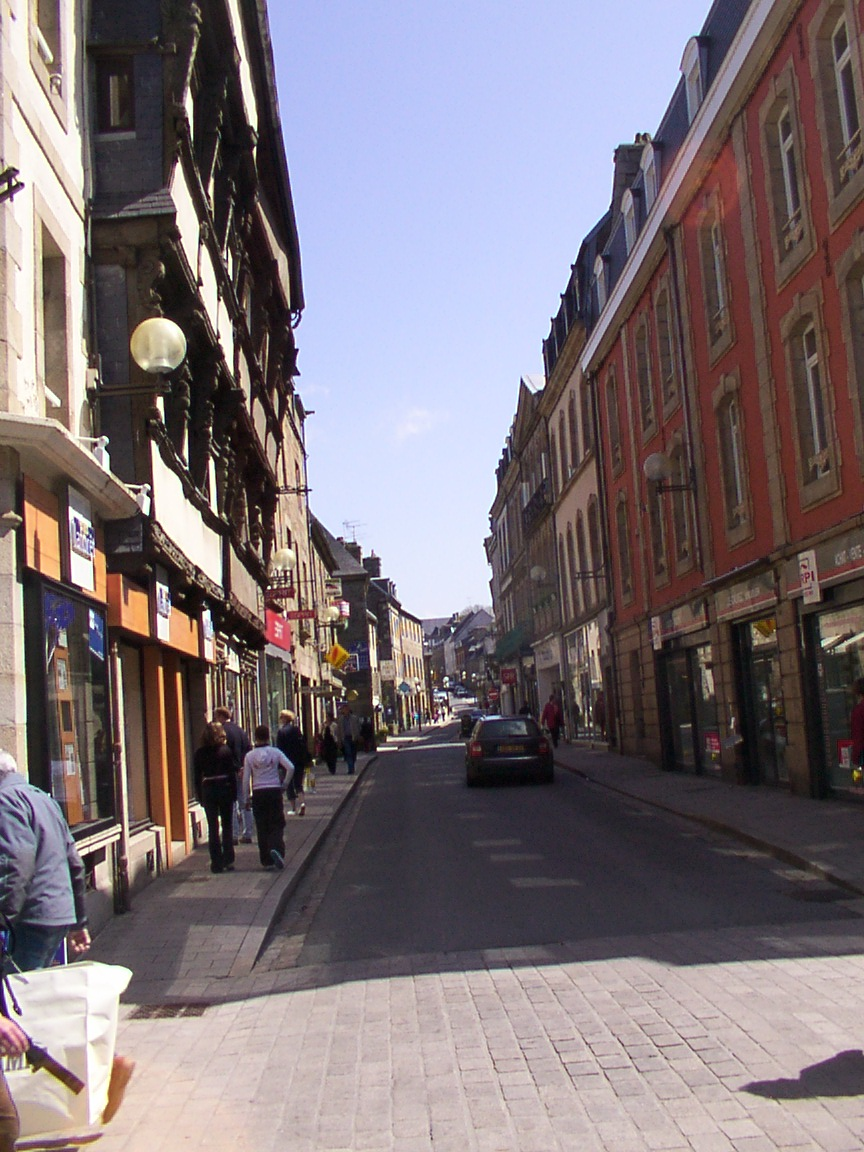
Rue Jean-Savidan.
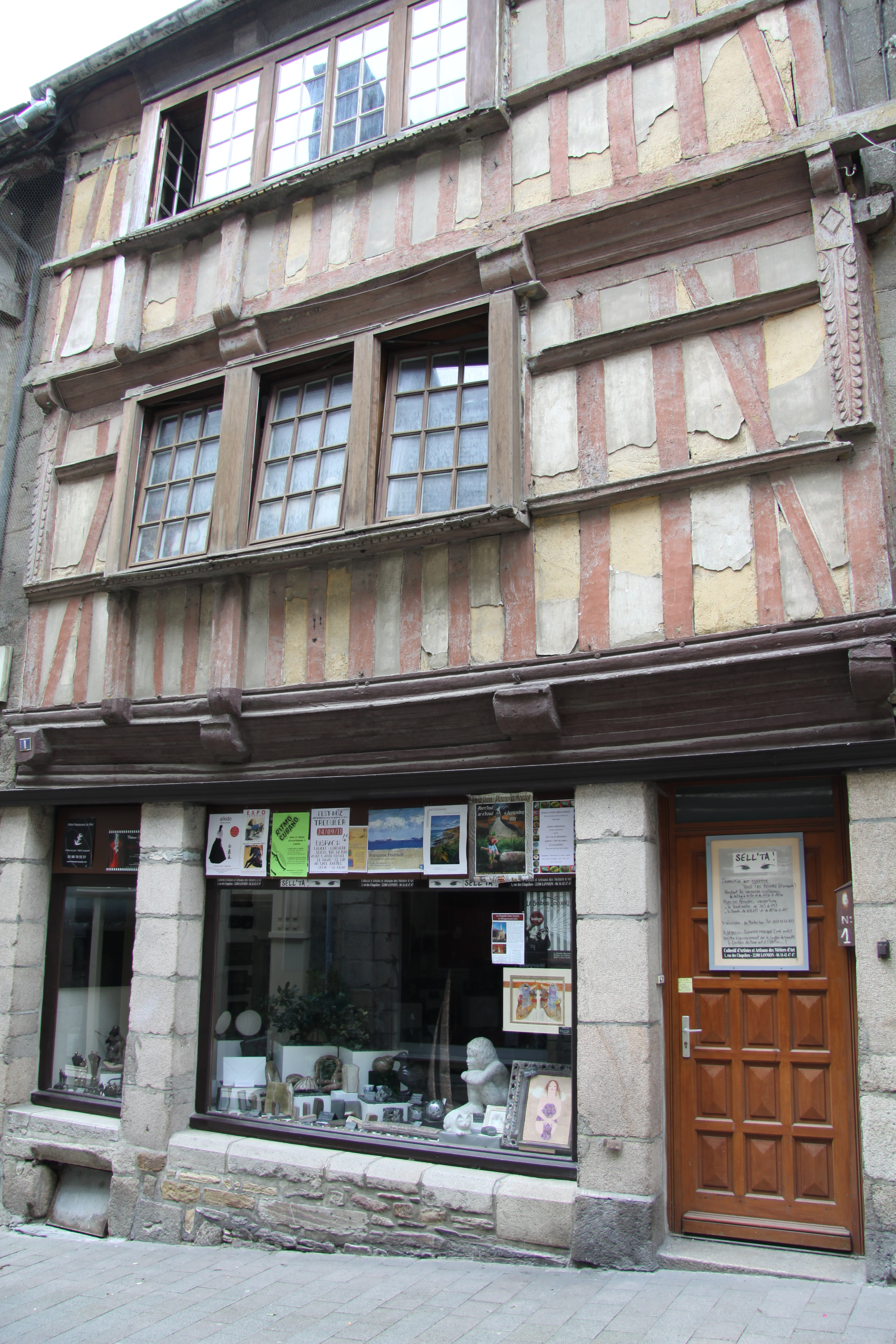
Maison, 1 rue des Chapeliers.
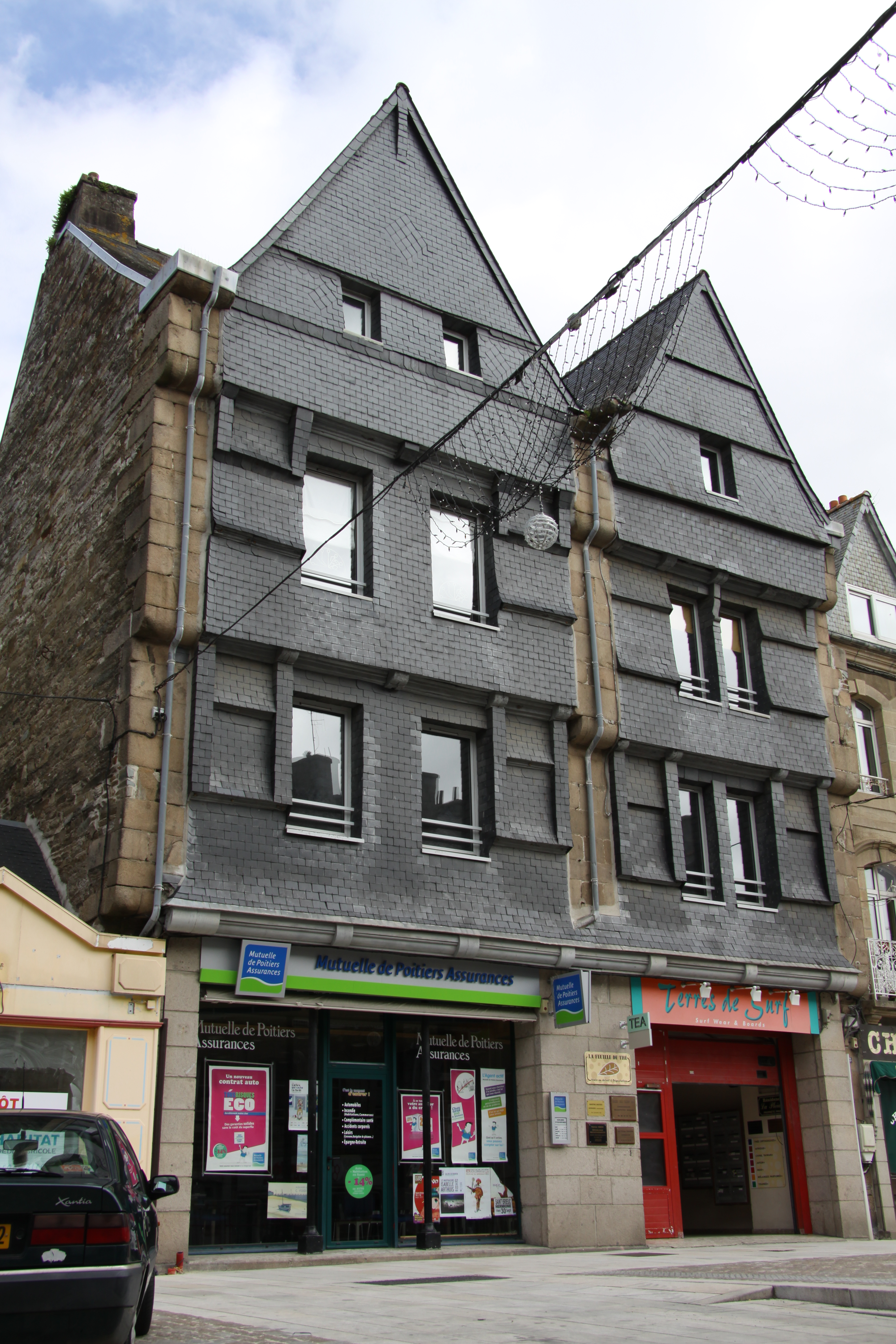
Maisons, 21 et 23 place du Général-Leclerc.
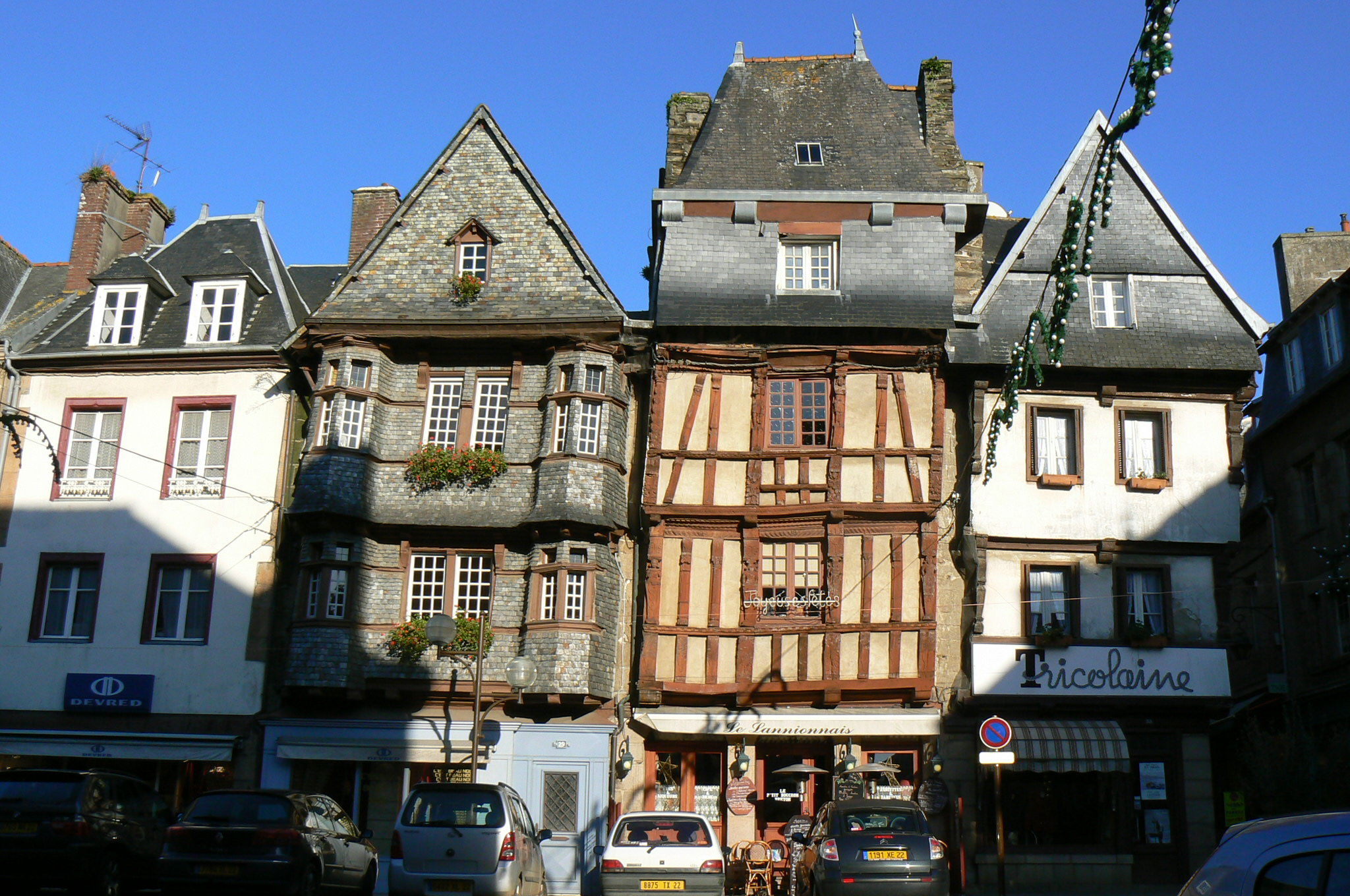
Maison, 33 place Général-Leclerc.
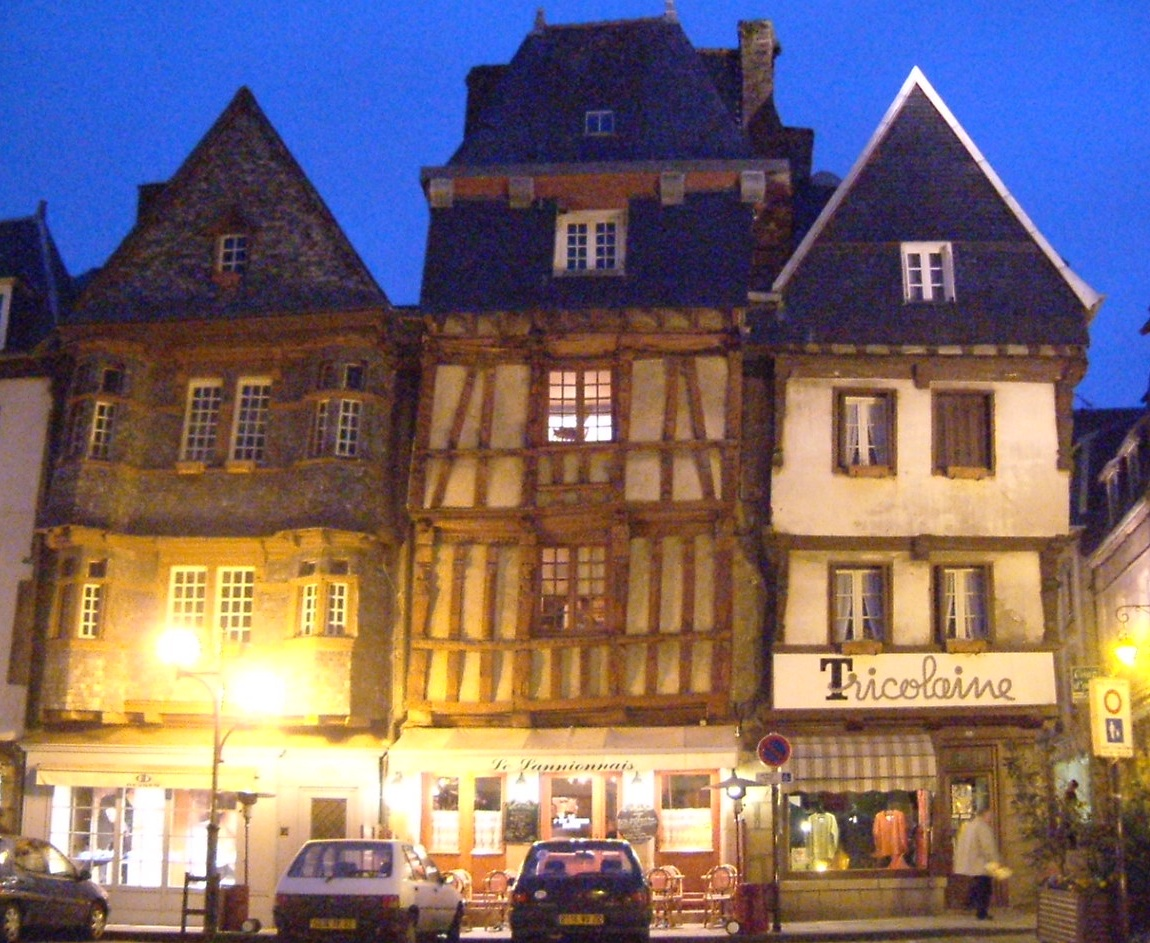
Centre-ville de Lannion, maisons à colombages.
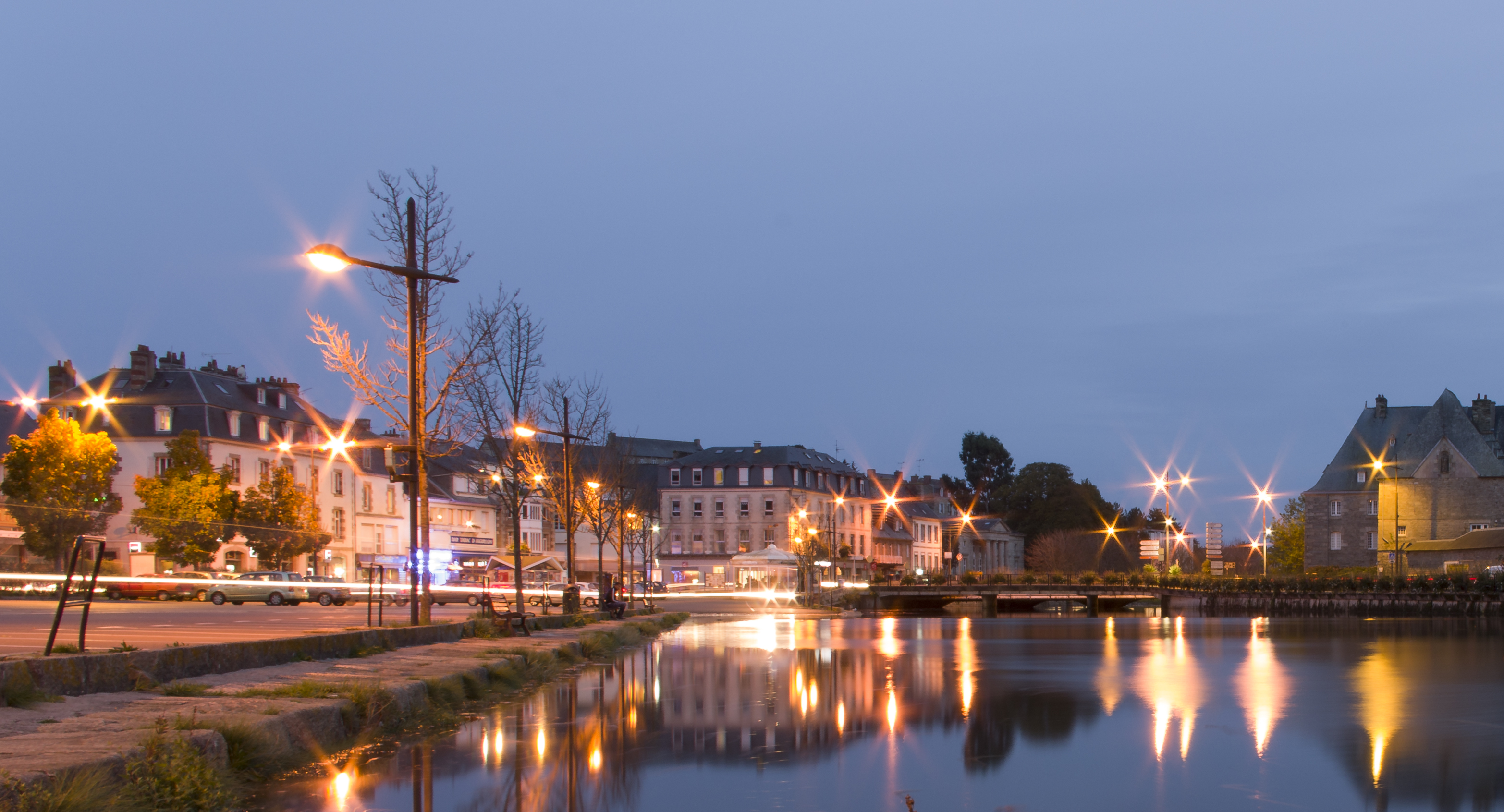
Pont de Lannion, Leguer.
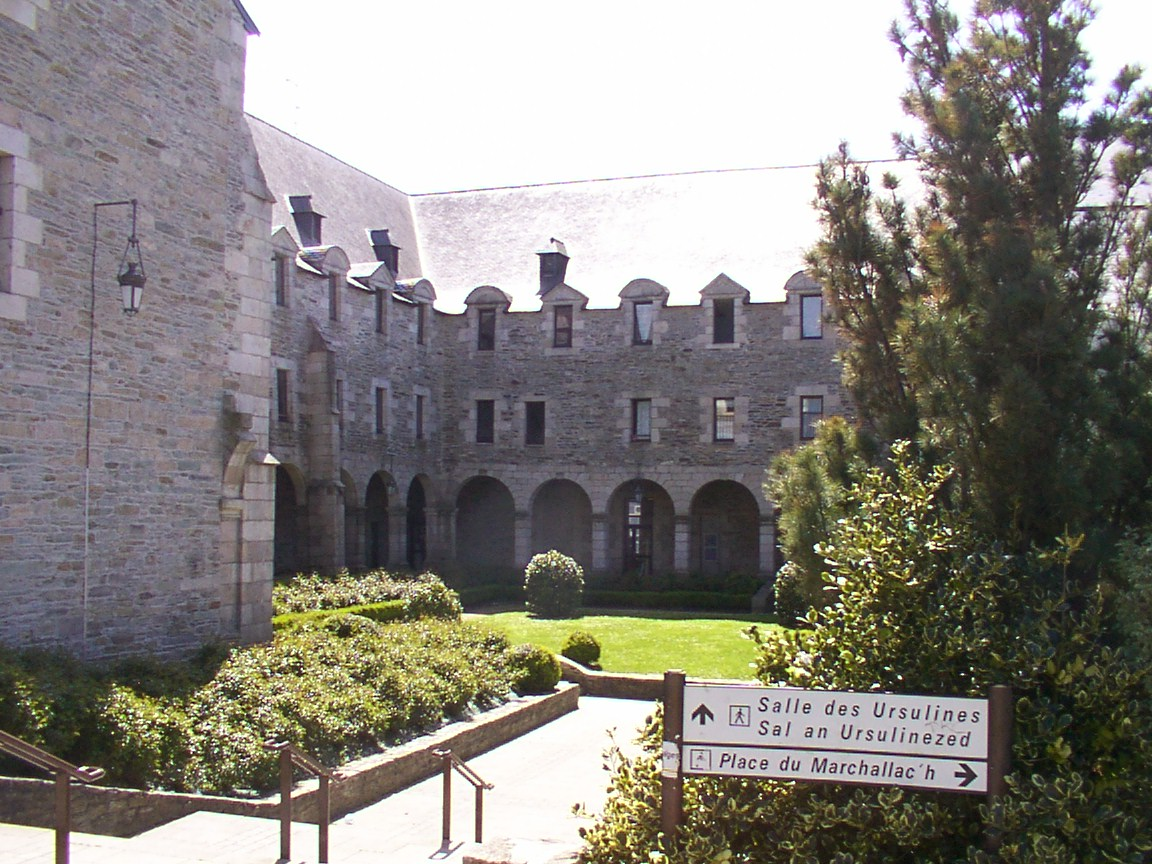
Vieux collège.
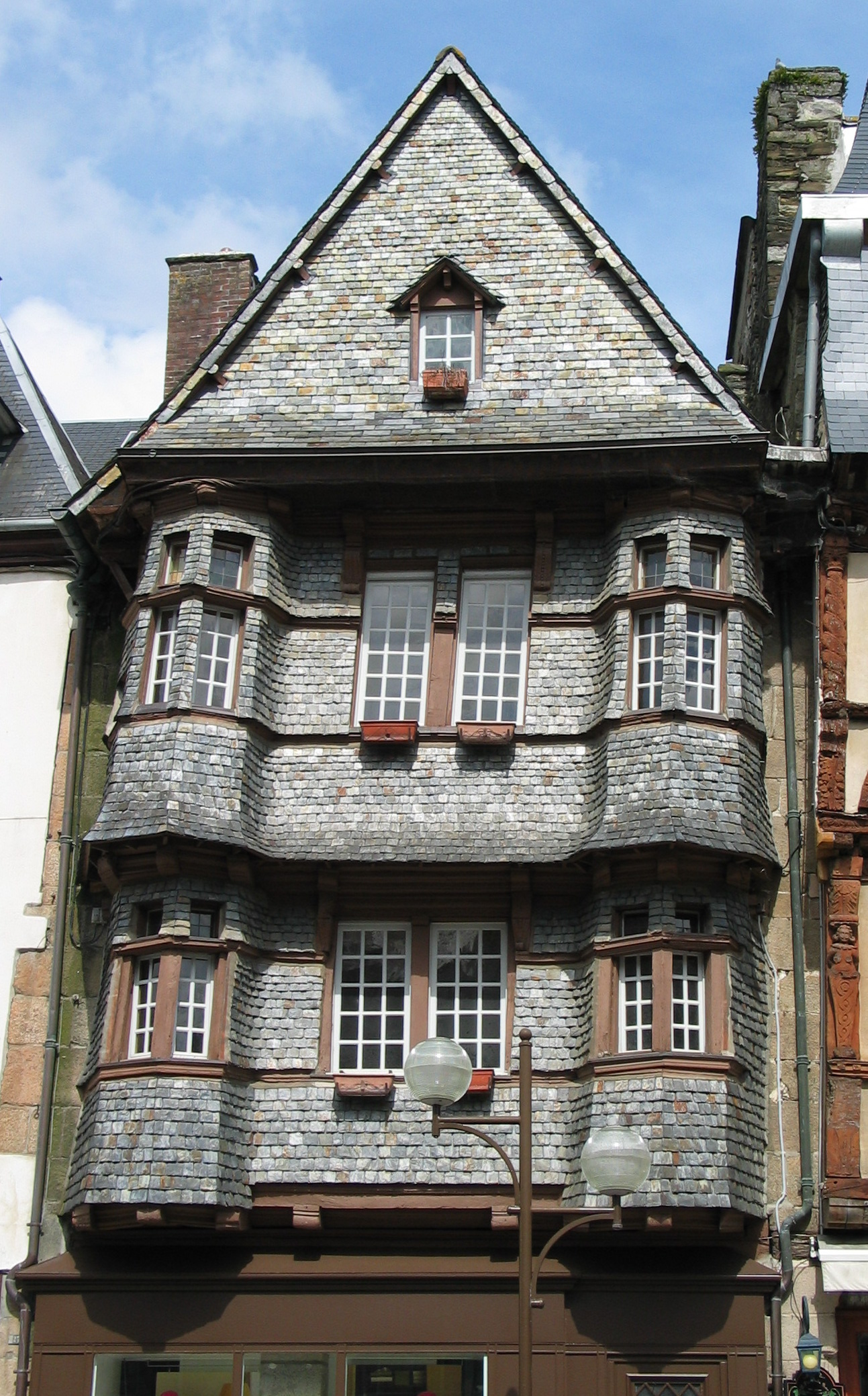
Maison du Chapelier.
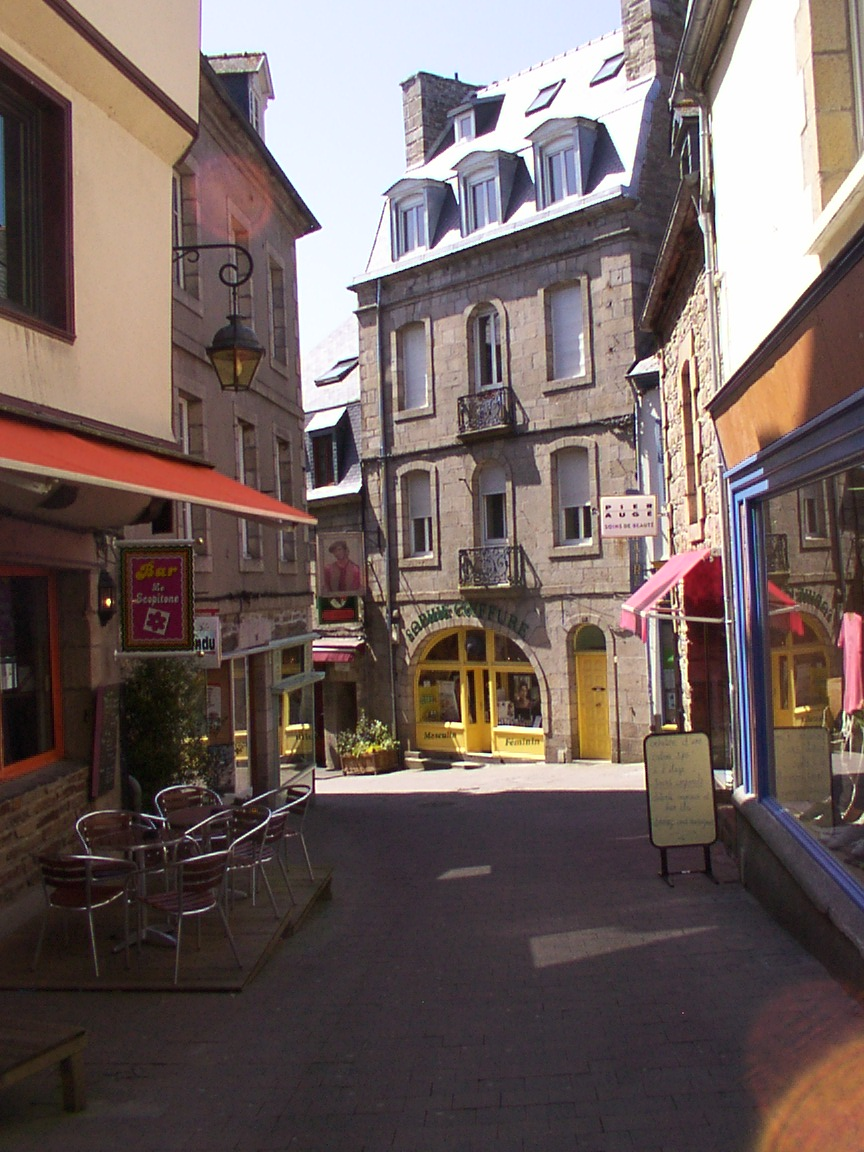
Rue des Chapeliers.
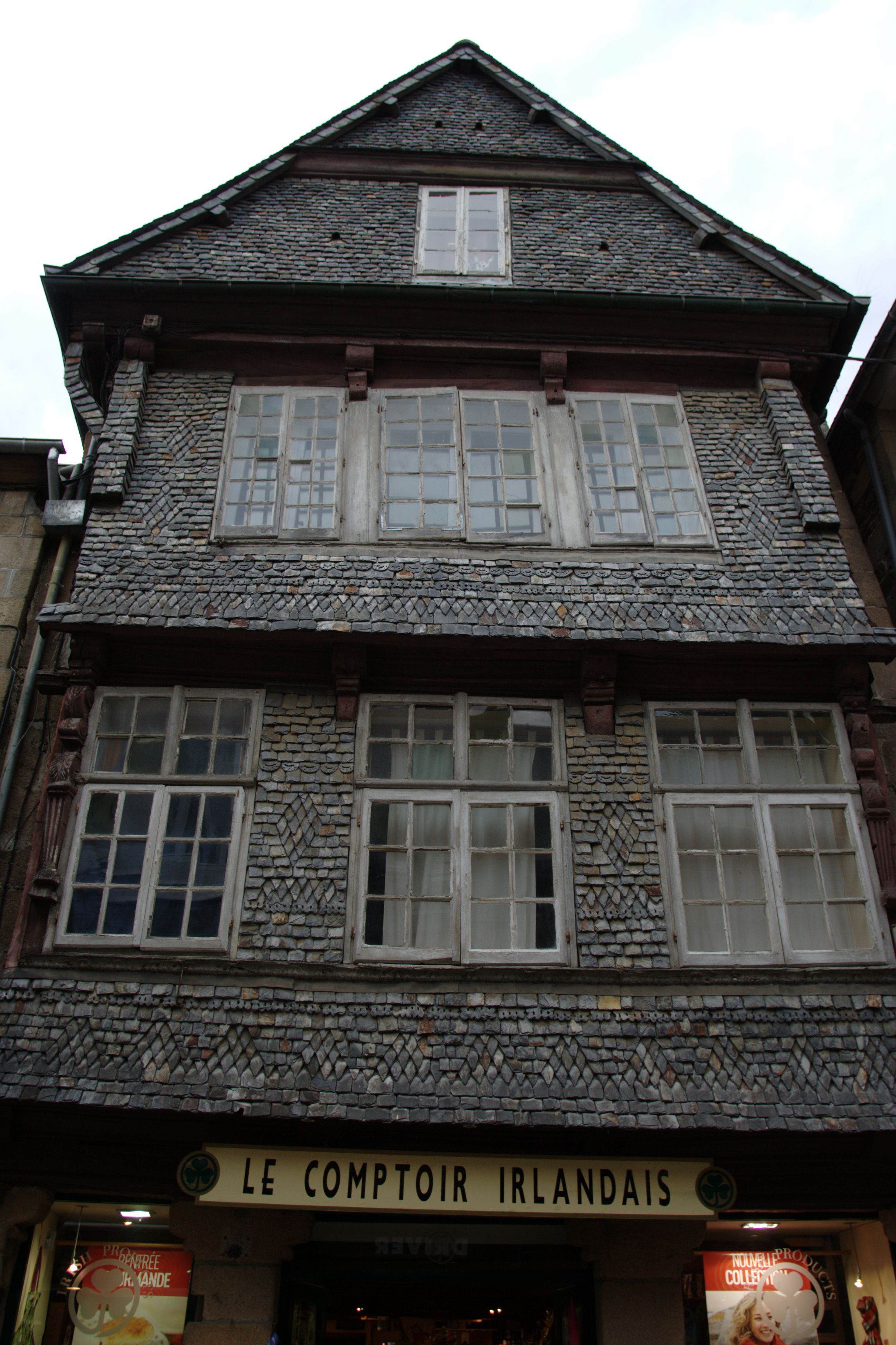
Maison, 5 rue Le Taillandier.
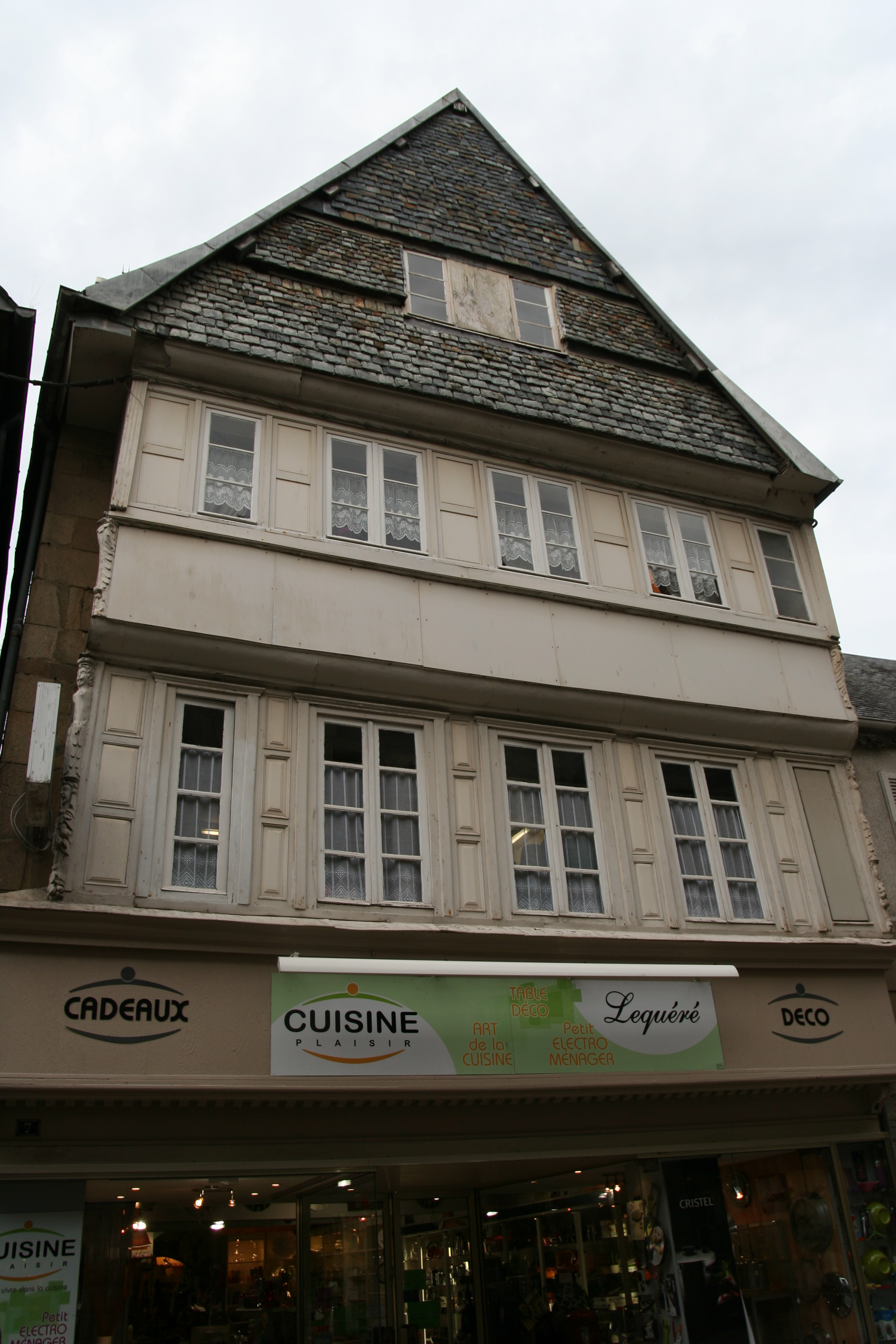
Maison, 7 rue Le Taillandier.
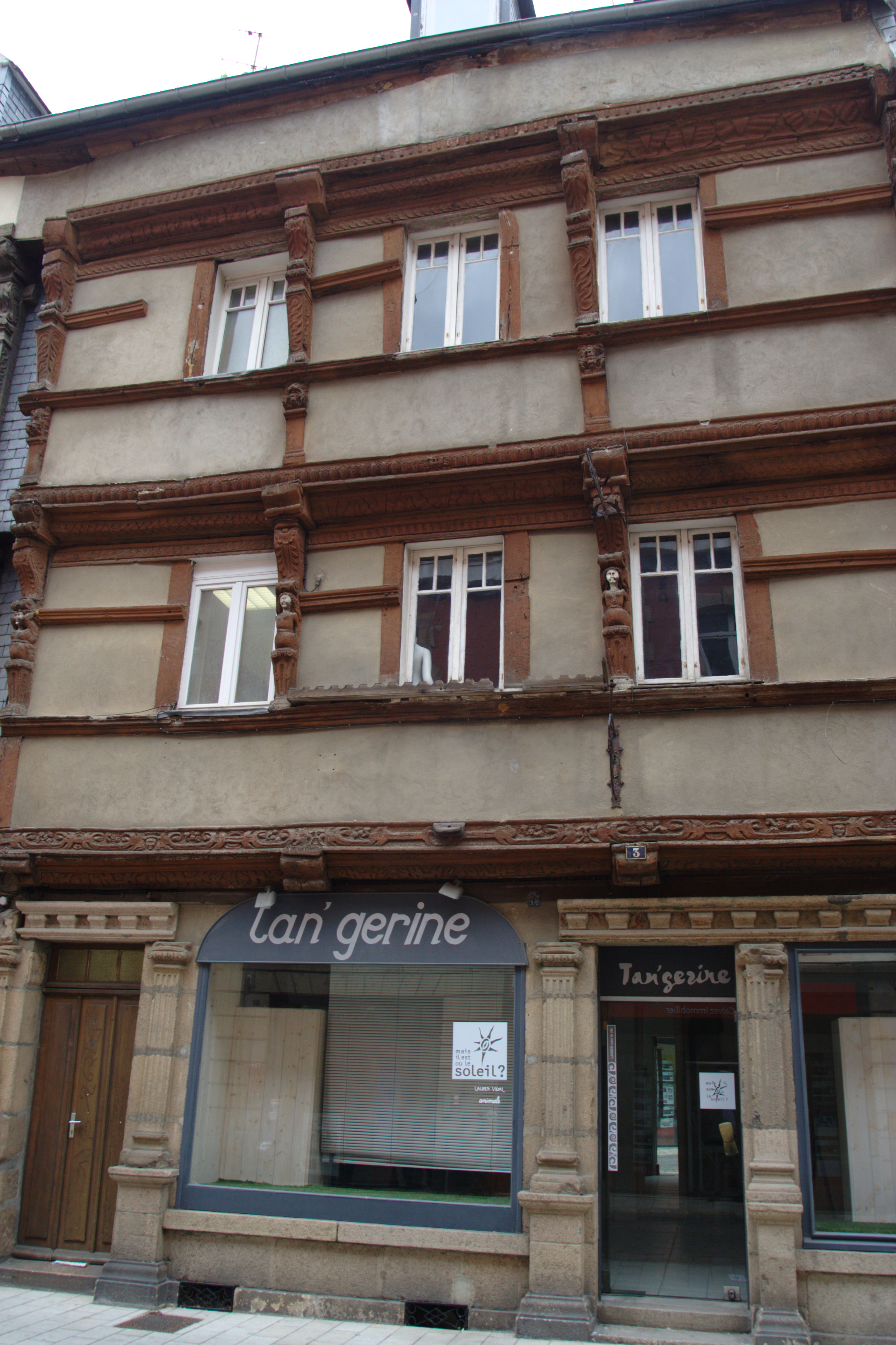
Maison, 3 rue Geoffroy-de-Pont-Blanc.
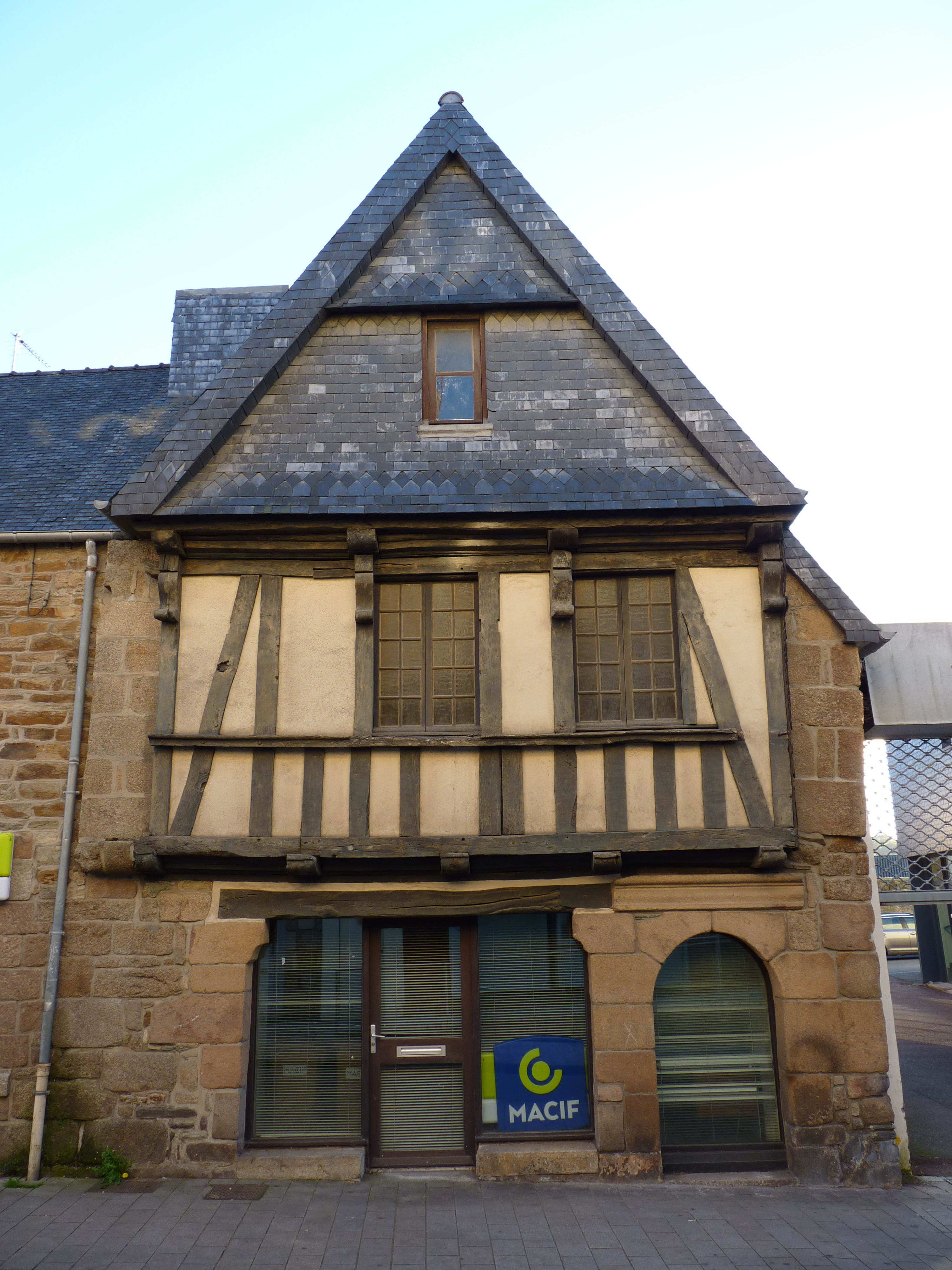
Maisons, 20 rue des Capucins.
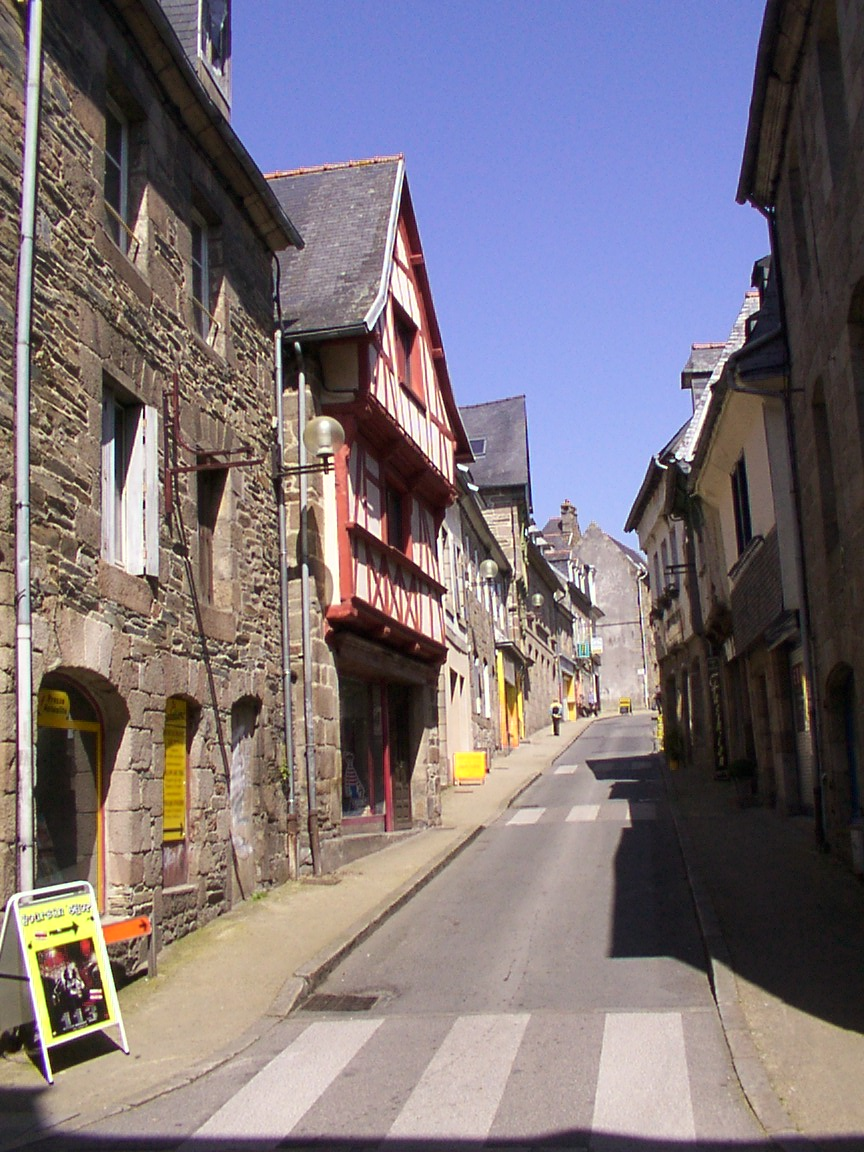
Rue Cie Roger-Barbé.
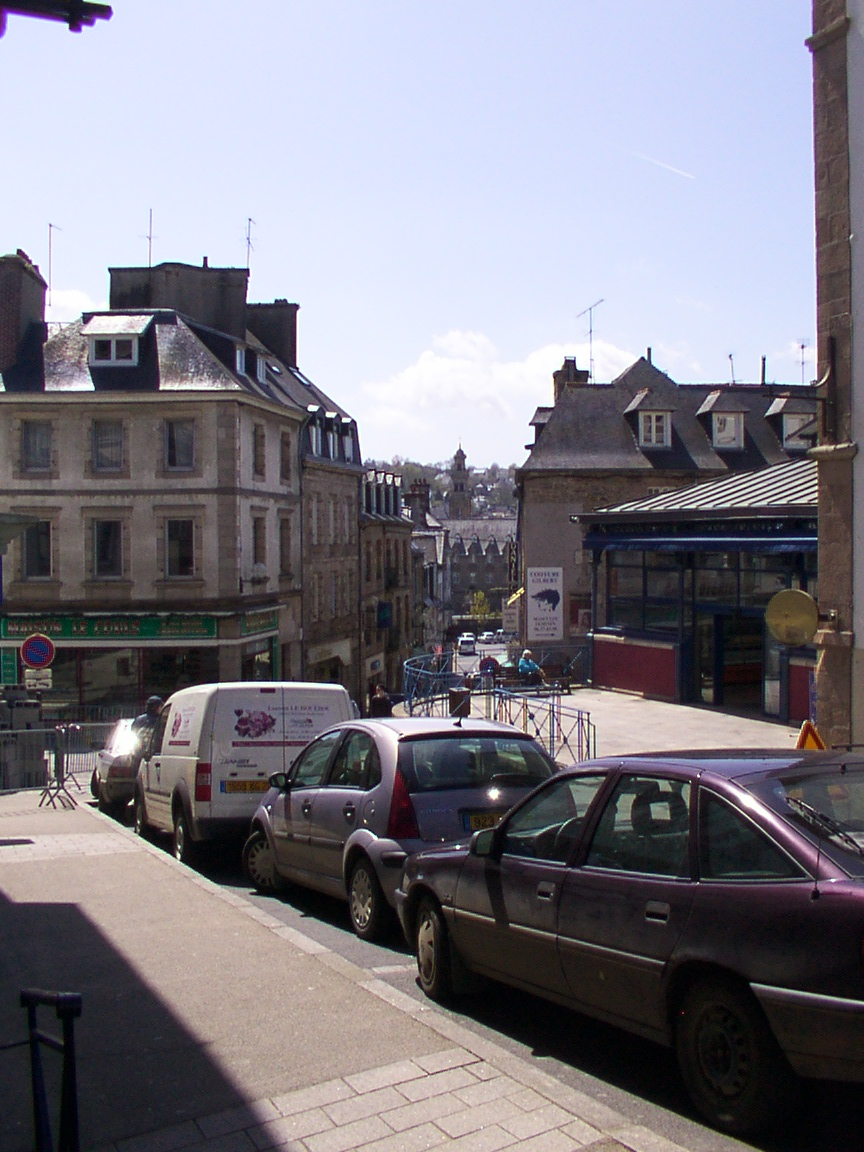
Rue Émile-Le Taillandier.
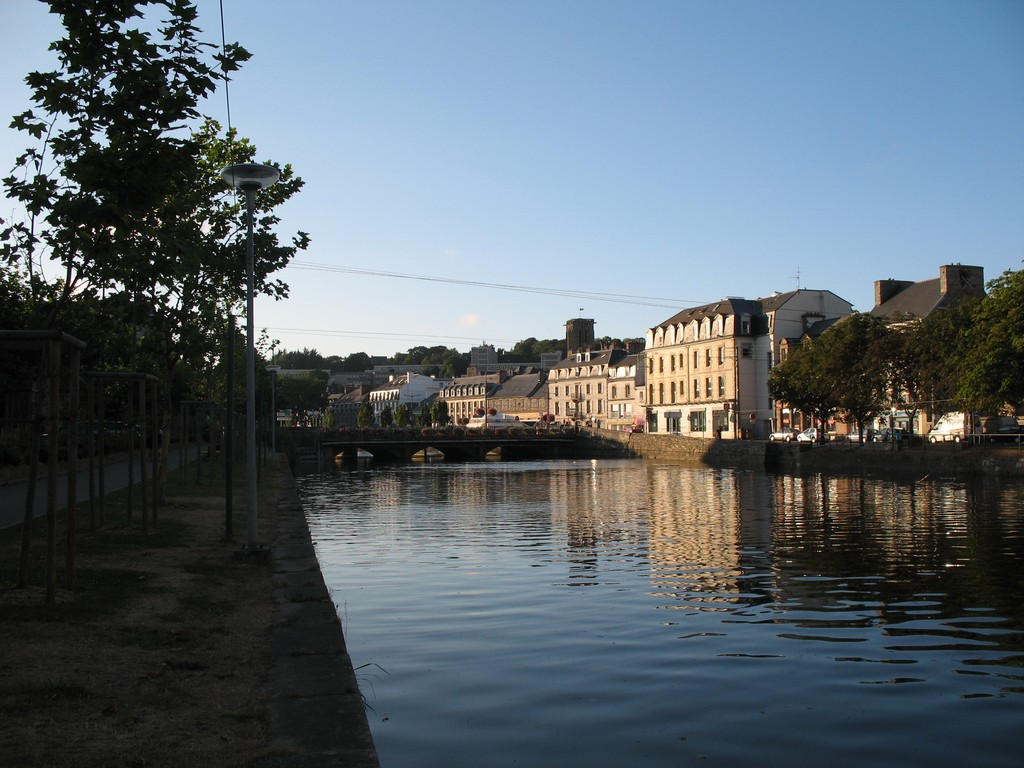
Le fleuve : Le Léguer.
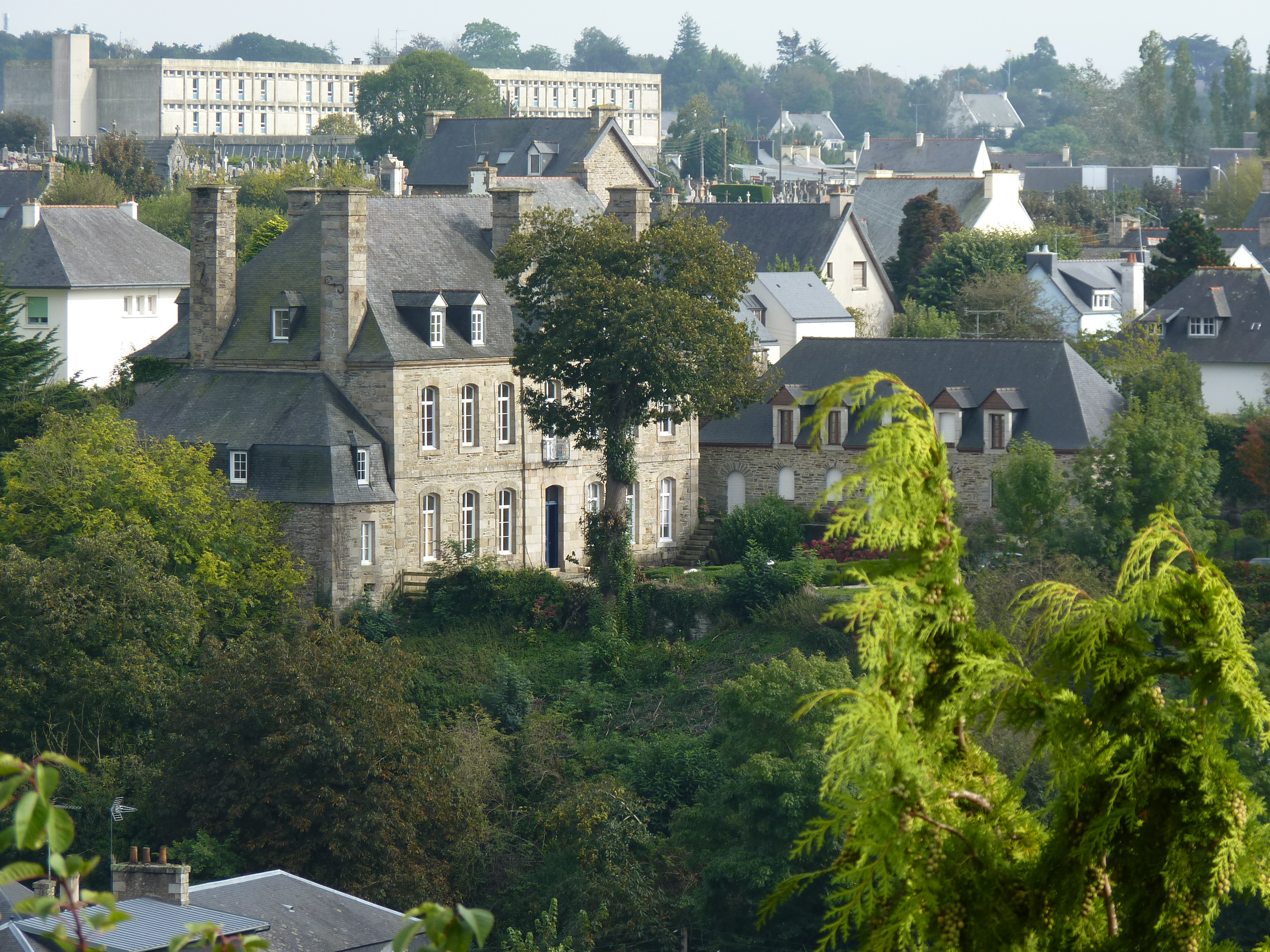
Manoir de Crec'h Ugien.
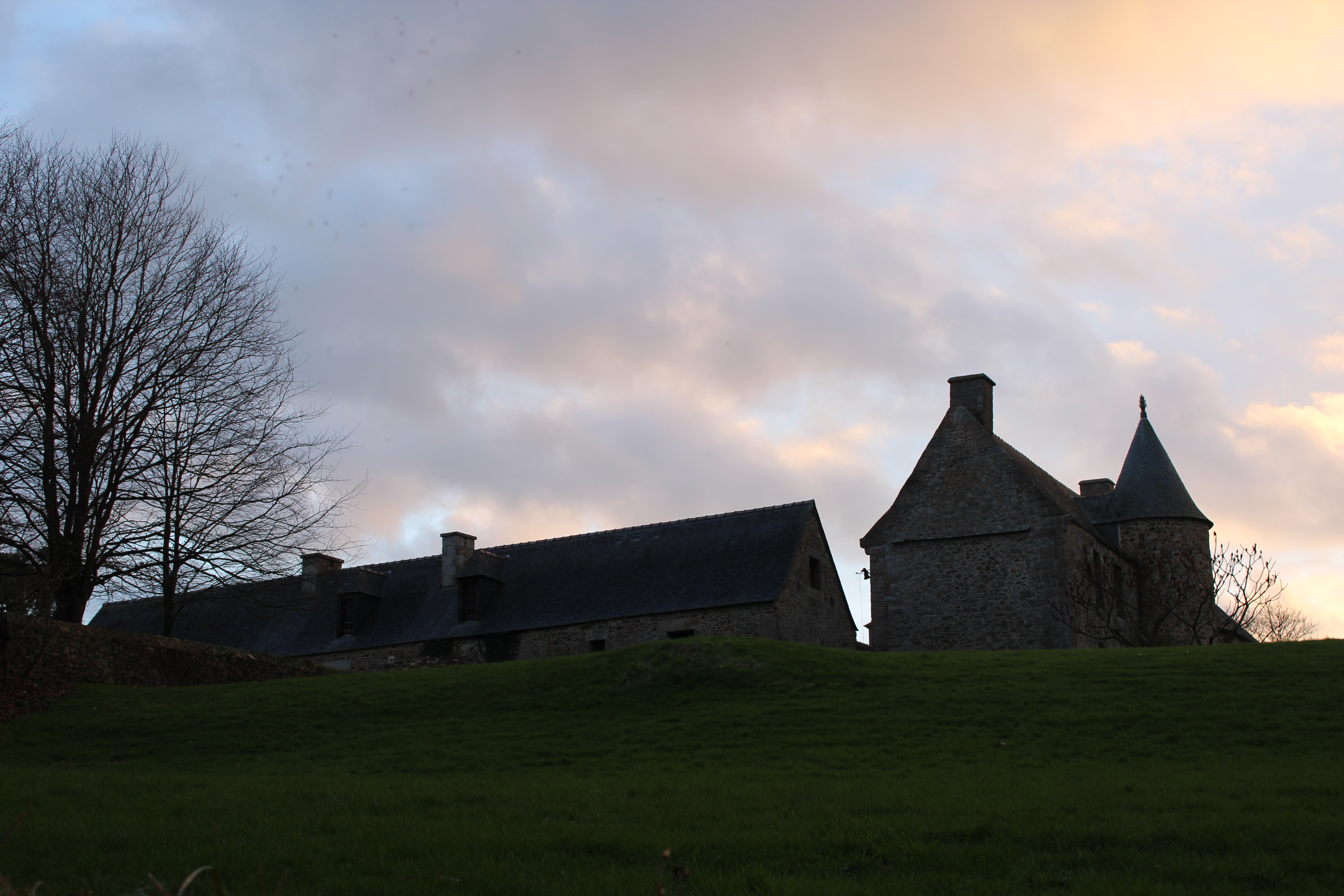
Manoir de Kerprigent.
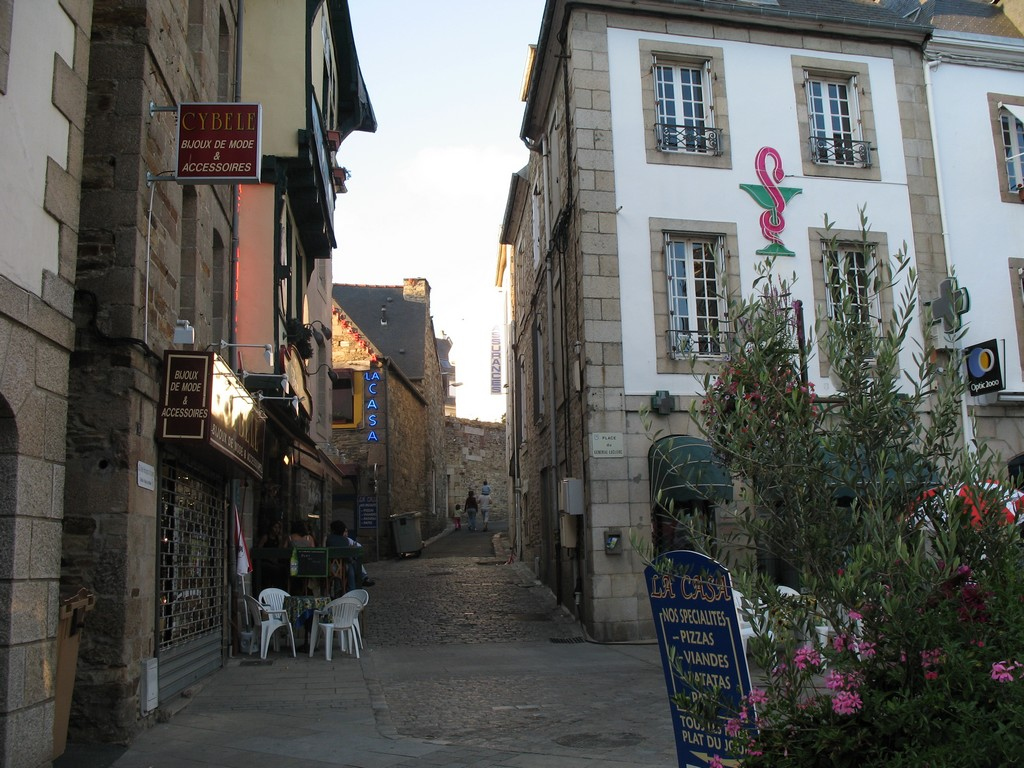
Venelle des Trois-Avocats.
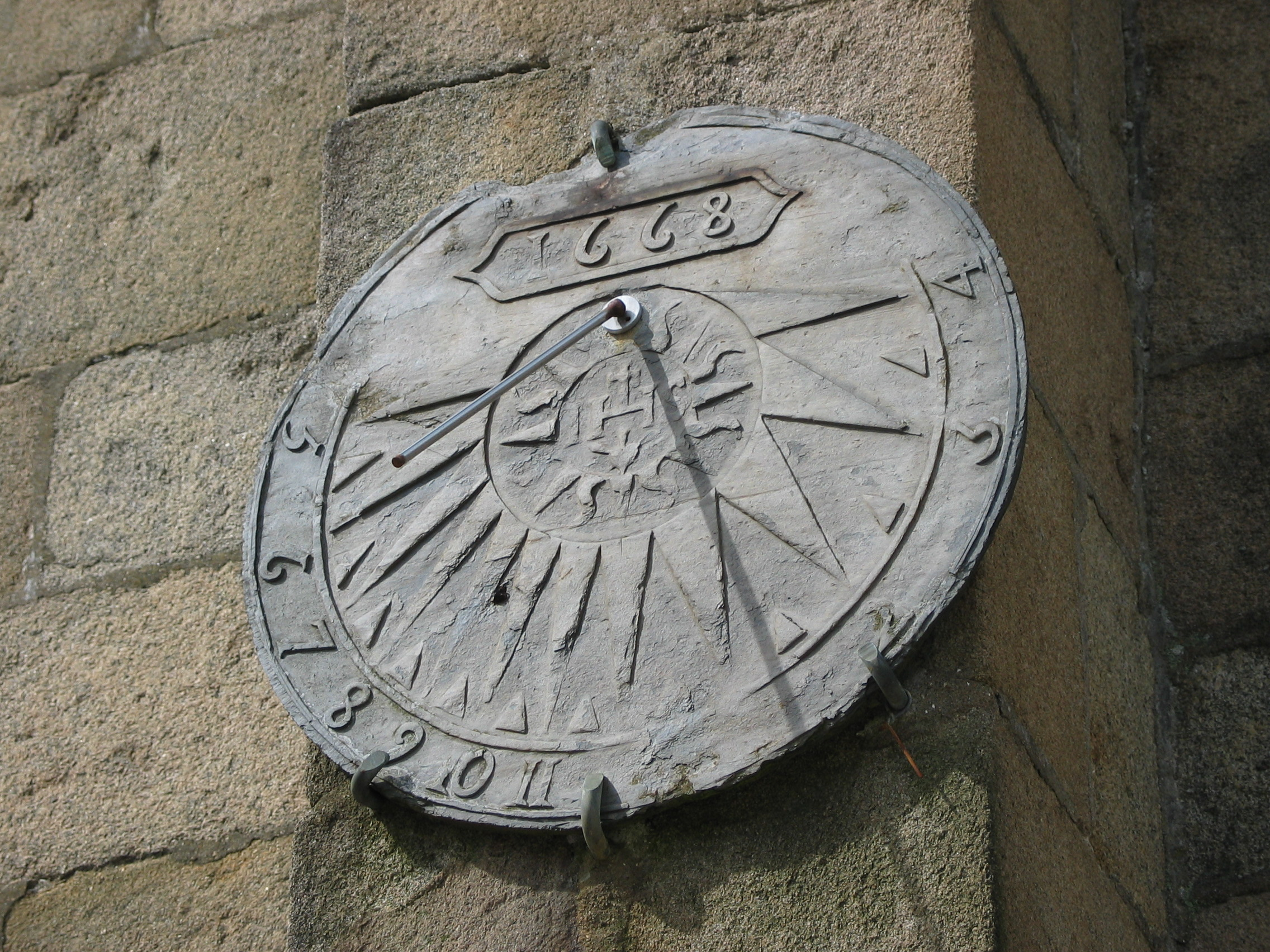
Cadran solaire sur le mur d'une église.
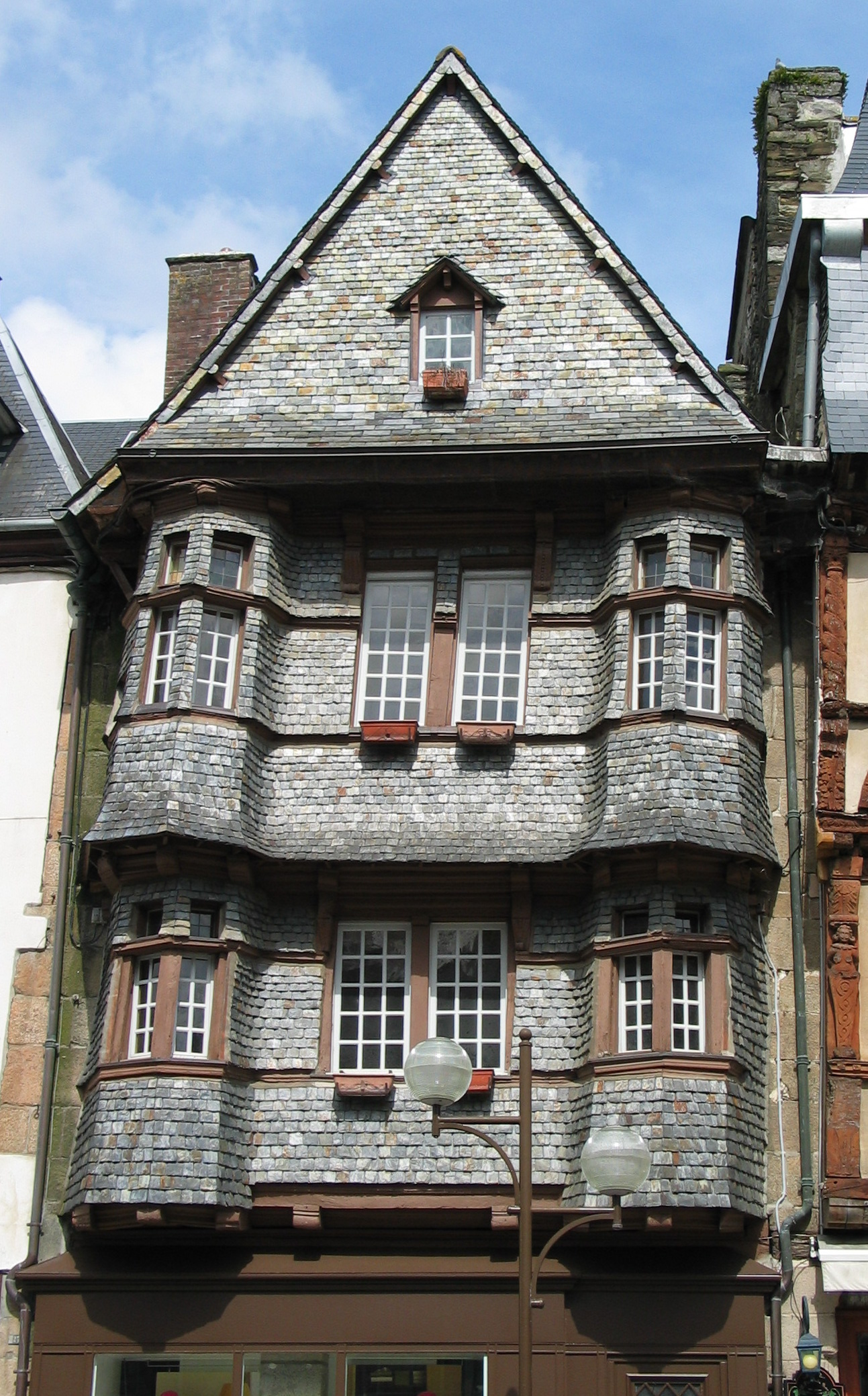
Maison du XVIe siècle, dite Maison du Chapelier.
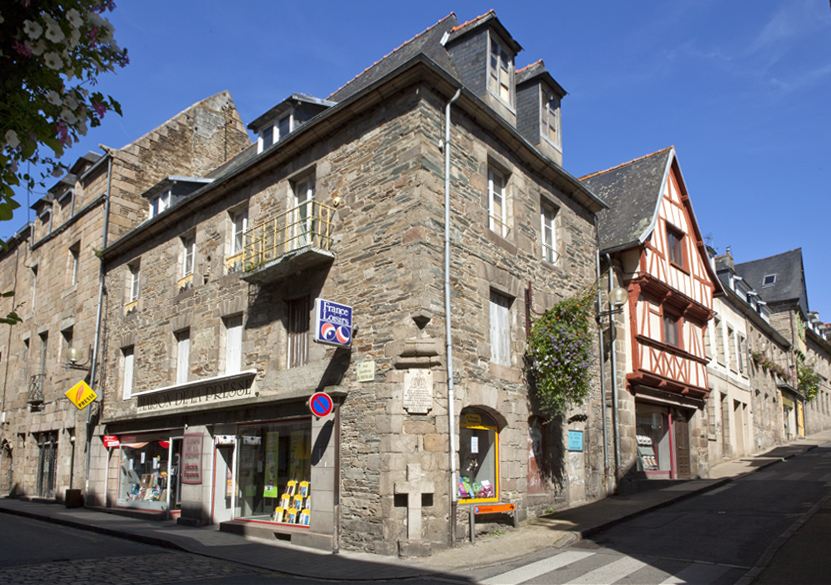
Rue Geoffroy-de-Pontblanc et plaque commémorative.
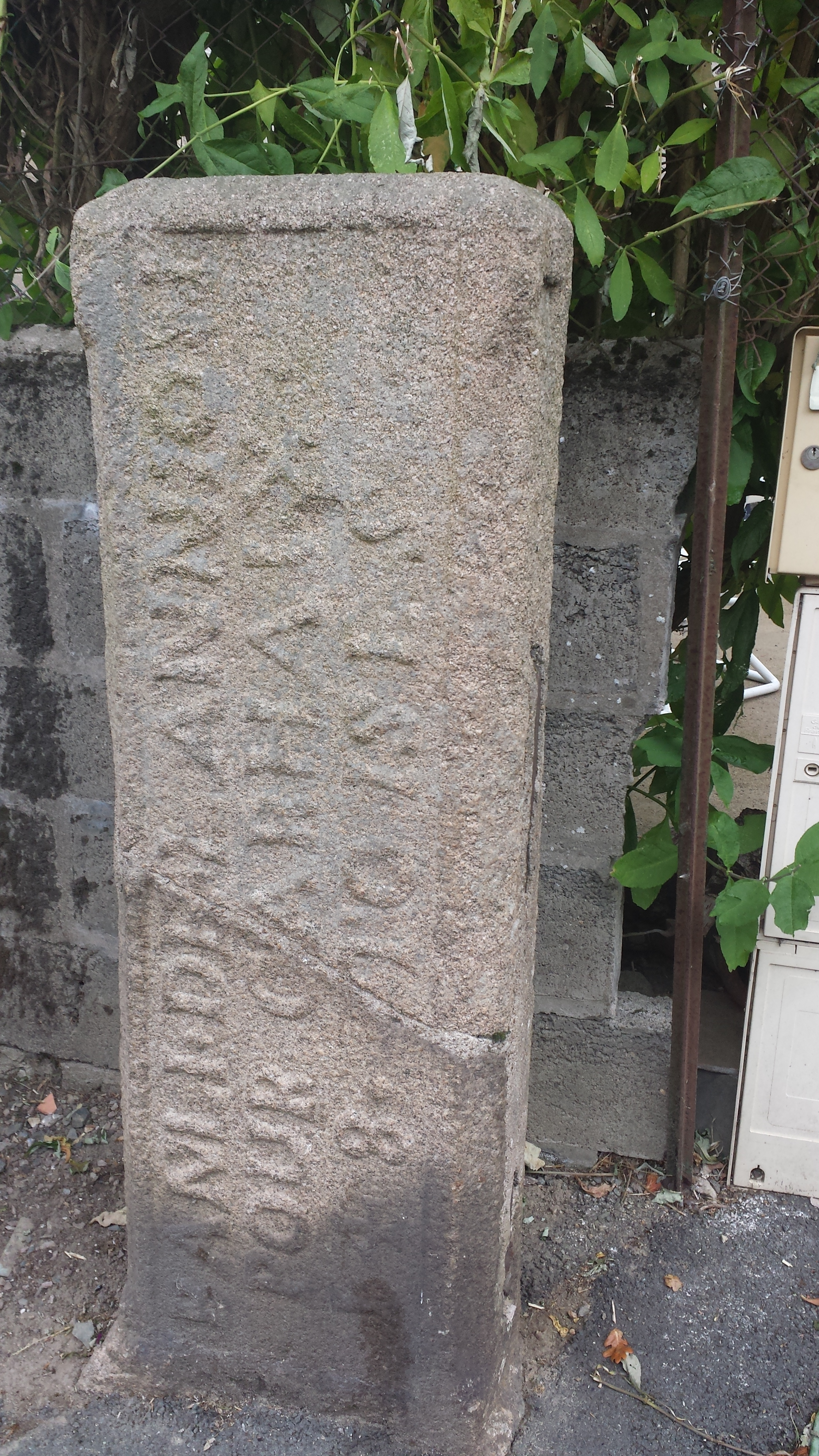
Borne de corvée de la rue du Faubourg de Buzulzo.
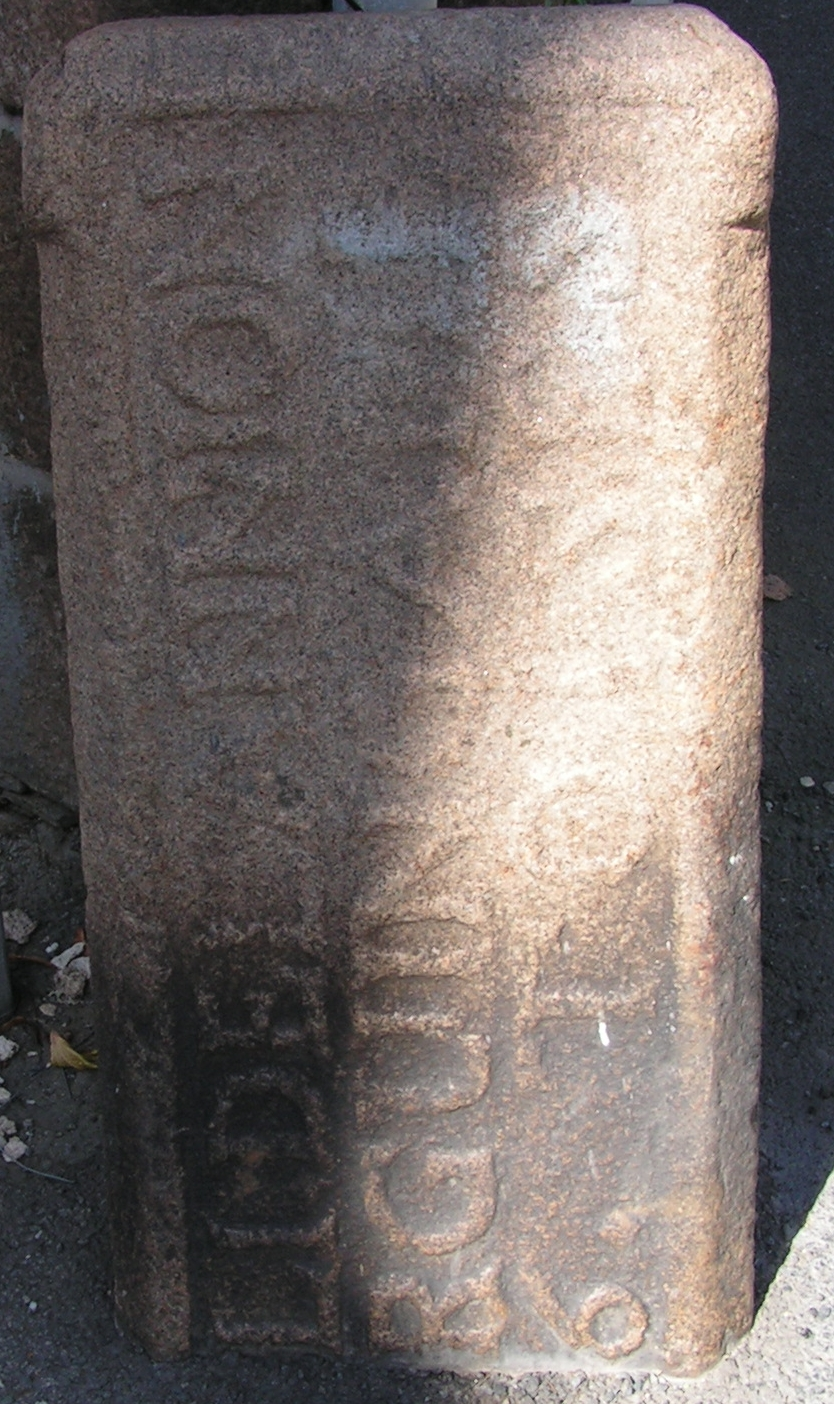
Borne de corvée, rue Saint-Nicolas et rue de la Bienfaisance.
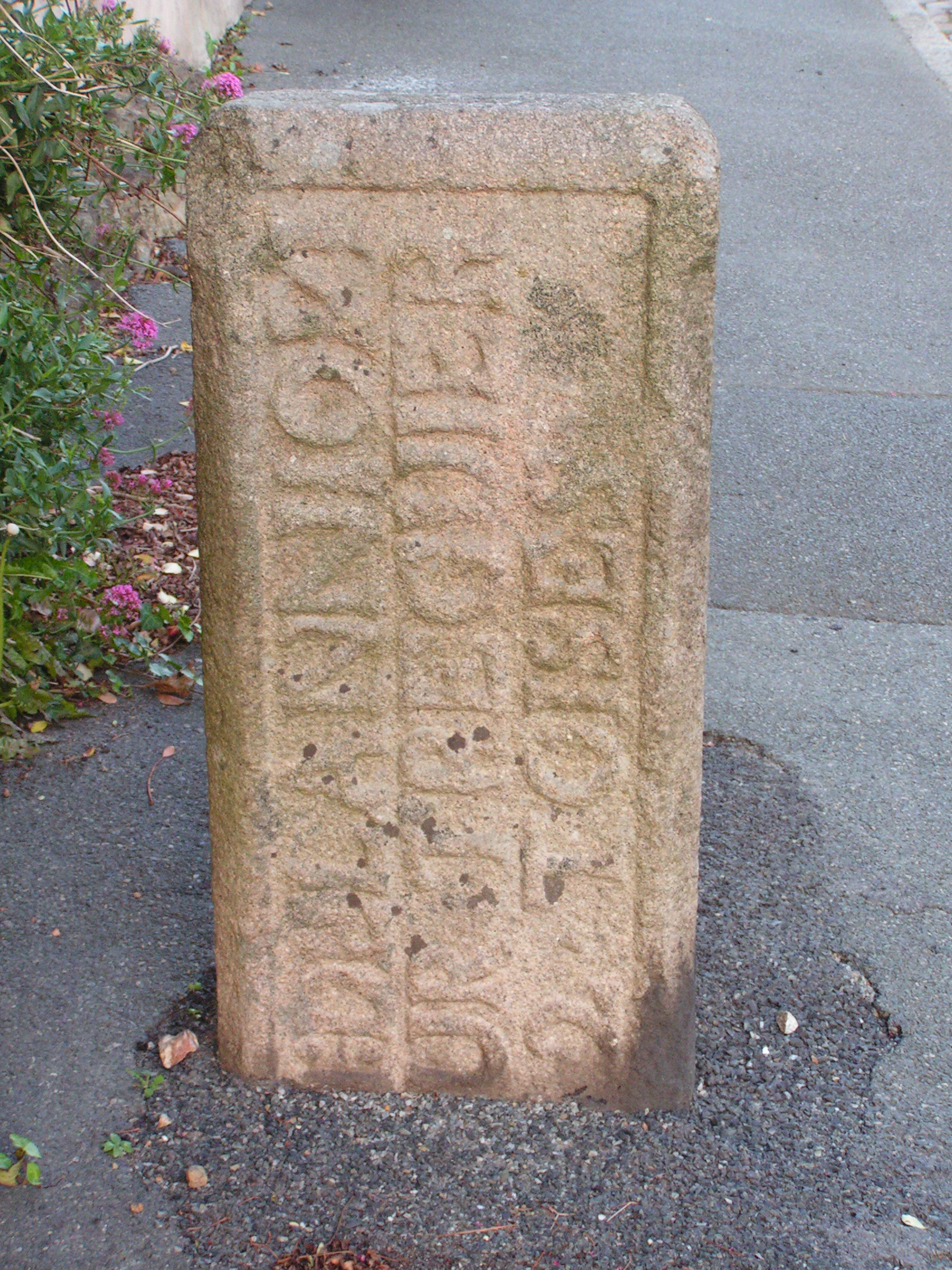
Borne de corvée, rue de Tréguier.
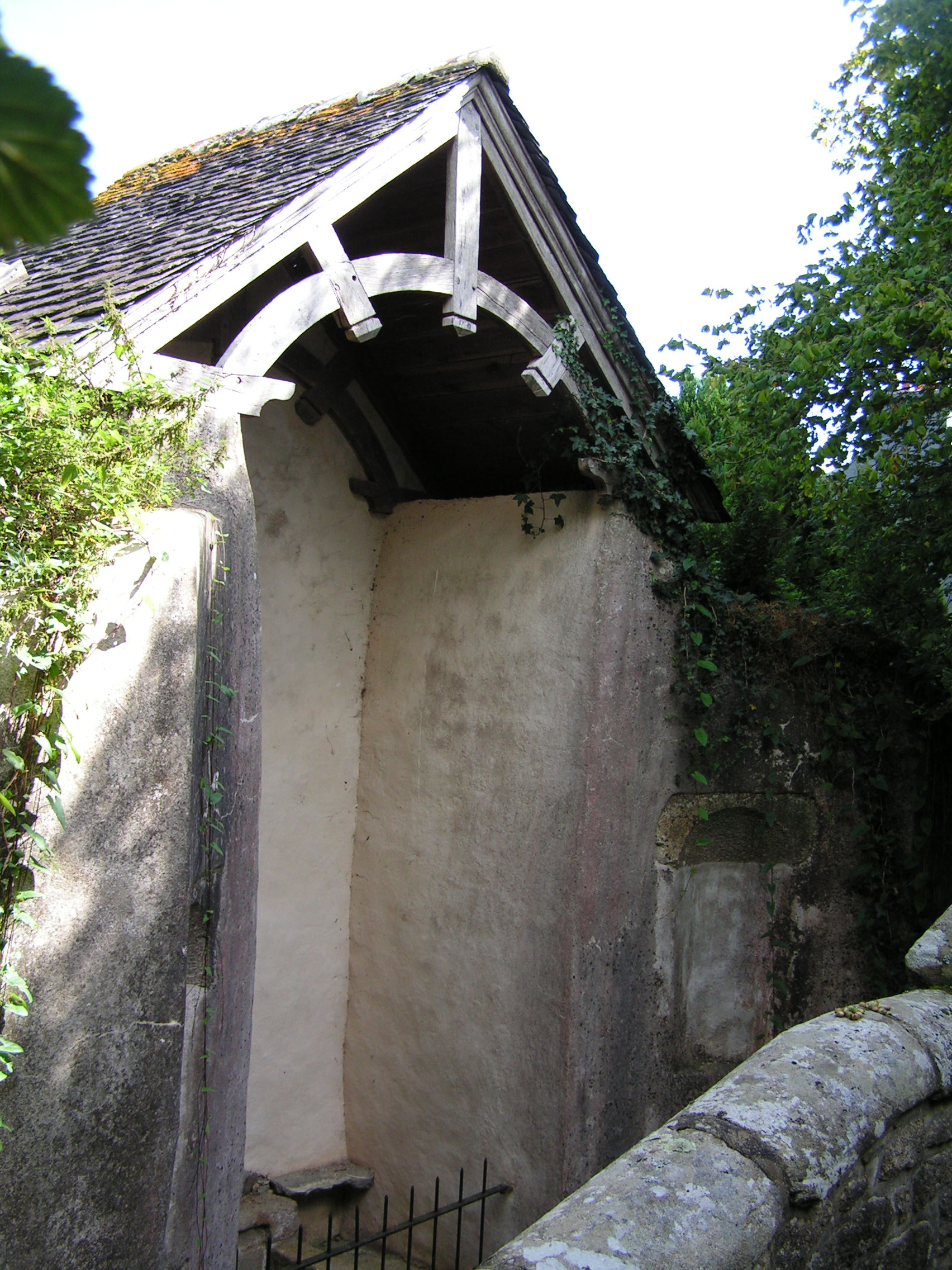
Fontaine des Cinq-Plaies.

### Tableaux

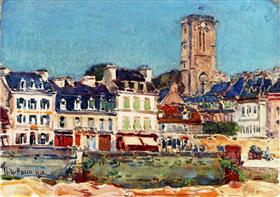
Childe Hassam : Quai à Lannion (1910).

### Héraldique
| Blason | Blasonnement : D'azur à l'agneau pascal couché d'argent portant une croix haute d'or au guidon de gueules chargé de l'inscription LAUS DEO en lettres capitales aussi d'or. |

Les armes de la ville reprennent la locution latine Laus deo soit « louange à Dieu ».
La devise de la ville est formulée en breton : war zao atao que l'on peut traduire par « toujours debout ».

### Personnalités liées à la commune

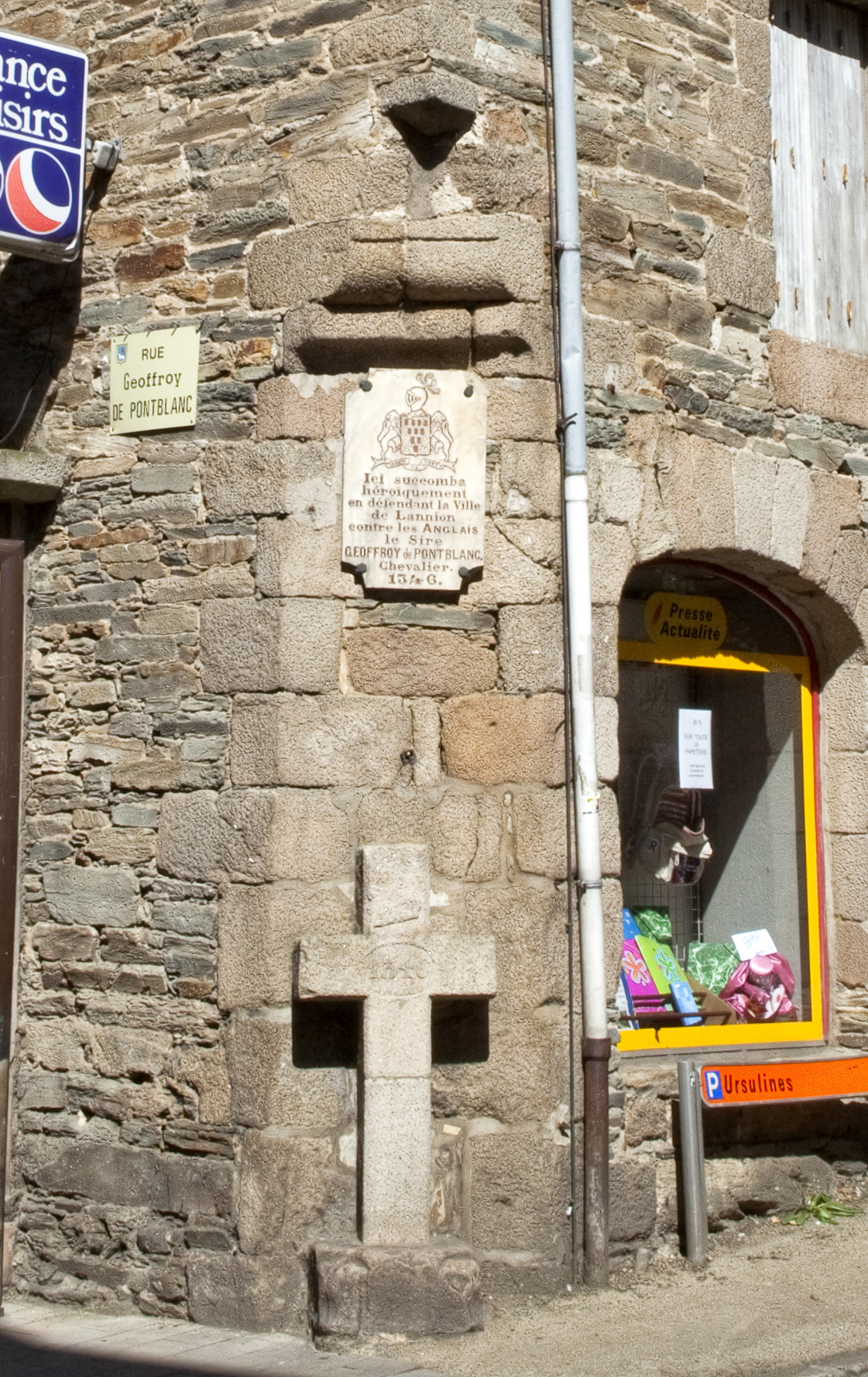
Plaque commémorative du Chevalier de Pontblanc.

- La famille de Lannion, issue de La Porte-Verte en Buhulien, puis attestée au Cruguil de 1343 à La Révolution ; de nos jours les descendants de cette famille sont au Cruguil.
- Geoffroy de Pont-Blanc, chevalier breton, mort à Lannion en 1346 dans un combat contre les Anglais lors de la guerre de Succession de Bretagne.
- Gabriel Calloet-Kerbrat, agronome du XVIIe siècle, est né à Kerbrat-en-Servel, actuellement commune de Lannion. Il écrivait son nom soit en français, soit en breton.
- Grégoire Desaunays (v. 1732-1811), abbé et bibliothécaire, mort dans cette ville (où une rue porte son nom).
- Jean-Marie Baudouin de Maison-Blanche, (1742-1812), juriste, député aux États-généraux, mort à Lannion.
- Louis Joseph Marie Rogon de Carcaradec (1742-1802), maréchal de camp des armées de la République, est né au hameau de Buhulien.
- Gabriel Hyacinthe Couppé de Kervennou (1757-1832), magistrat et homme politique, né à Lannion.
- Hippolyte Tassel (1800-1868), homme politique, député du Finistère de 1848 à 1849.
- Charles-Édouard de Beaumont (1819 -1888), peintre, lithographe, n'est pas né à Lannion, contrairement à certaines notices d'autorité. Il n'est pas né à Versailles, non plus, contrairement à ce qui est indiqué dans son acte de décès. Son acte de naissance reconstitué mentionne qu'il est né le 6 août 1819 sur l'ancien cinquième arrondissement de Paris, sous le nom de "Jean François Edouard Baumont".
- Joseph Conrad, écrivain célèbre, séjourna quelque temps à Lannion, où il écrivit une partie de « La rescousse ».
- Villiers de L'Isle-Adam, grand écrivain de fantastique, a passé une partie de son enfance à Lannion.
- André Bellessort, passa toute sa jeunesse à Lannion, écrivain, secrétaire perpétuel de l'Académie française de 1940 à 1942.
- Raphaël Esrail (1925-2022), résistant et déporté français, président de l'Union des déportés d'Auschwitz, mort à Lannion.
- Roger Flouriot, écrivain mort à Lannion.
- Charles Le Goffic (1863-1932), poète, romancier et critique littéraire.
- Charles Huon de Penanster (1832-1901), homme politique né à Lannion, député des Côtes-du-Nord de 1871 à 1881 puis sénateur des Côtes-du-Nord de 1886 à 1901.
- Eugène-Joseph-Marie Le Bellec, (1890-1970), évêque de Vannes (1941-1964), né à Ploubazlanec, retiré au monastère Sainte Anne en 1964 où il est décédé, inhumé à la cathédrale Saint Pierre de Vannes.
- Pierre Le Damany, professeur de médecine, né à Lannion. Il a donné son nom à l'hôpital de la ville.
- Félix Le Dantec, biologiste, a été collégien à Lannion.
- Joseph-Julien Le Gonidec de Kerdaniel, magistrat et homme politique
- Geneviève Prigent, surnommée la "Princesse Rouge", inhumée à Lannion.
- Jean-Efflam Bavouzet, pianiste, est né à Lannion en 1962.
- Pierre Marzin, directeur général des Télécommunications, maire de 1971 à 1977, initiateur du développement économique de la ville dans les années 1960 en obtenant l'implantation d'un établissement du CNET.
- Nathalie Even-Lancien, médaille d'or au JO d'Atlanta en 1996 à la course aux points (cyclisme). Elle a donné son nom à la maison des sports.
- Maria Prat (1906-2006), écrivaine née à Buhulien et figure du quartier de Brélévenez.
- Pierre Sabbagh, grand pionnier de la télévision, né à Lannion en 1918.
- les Pires, groupe de musique traditionnelle des Balkans, originaire de Lannion.
- Franck Bonnamour, coureur cycliste français né le 20 juin 1995.
- Pierre-Yves André, est un joueur de football professionnel du SC Bastia, né le 14 mai 1974 à Lannion.
- Christophe Le Mével, coureur cycliste français né à Lannion le 11 septembre 1980.
- Johan Le Bon, né le 3 octobre 1990 à Lannion, coureur cycliste français membre de l'équipe FDJ depuis 2013.
- Joseph Briand, (Lannion 1876 - Paris 1961), médecin colonial 1898-1921, passe son enfance à Lannion, y revient adulte dans sa famille. Il est le père de Yves Briand, historien de Lannion.
- Solomon Rossine né à Gomel en Biélorussie en 1937, peintre russe expressionniste, vit à Lannion, mais retourne en Russie pour trouver sa source d'inspiration.
- Stéphanie Stoll née en 1976 à Lannion (Côtes-d'Armor) est une journaliste et écrivaine française, enseignante de la langue bretonne. Présidente de l'Association des écoles Diwan, récipiendaire de l'Ordre de l'Hermine.
- Loïg Chesnais-Girard, né en 1977 à Lannion, est président du Conseil régional de Bretagne.
- Denis-Will Poha est un joueur de football professionnel évoluant au Vitória Sport Clube de Guimarães, né en 1997 à Lannion, prêté par le Stade rennais FC.
- Alan Riou, né en 1997 à Lannion, est un coureur cycliste français
- Jan Rubczak (en), peintre polonais qui s'inspira de Lannion pour ces peintures de paysages.
- Jean Prouff, joueur et entraineur de football français, décédé en 2008 à Lannion.

## Radiophonie
Il y a une station radio FM locale nommée Océane FM (anciennement appelée Variation).

## Culture
Lannion apparait au début du court roman fantastique La Légende du Buguel Noz de G. Foucher. Le pilhaouer, personnage principal de la série Monstres et Merveilles y rencontre, dans une auberge quai d'aiguillon, un marin de Camaret avant de poursuivre sa route jusqu'au moulin de Buhulien.